# Liste der Kirchen in der Landeskirche Braunschweig
Die Liste der Kirchen in der Landeskirche Braunschweig ist alphabetisch nach Namen der politischen Gemeinden und Städte sortiert.

## A / B

### Baddeckenstedt
- St. Paulus (Baddeckenstedt)
- Dorfkirche (Binder)
- St. Annen (Oelber am weißen Wege)
- Dorfkirche (Rhene)
- Dorfkirche (Wartjenstedt)

### Bad Gandersheim
- Dorfkirche (Ackenhausen)
- Georgskirche (Bad Gandersheim)
- Stiftskirche (Bad Gandersheim)
- Klosterkirche Clus
- Dorfkirche (Clus-Brunshausen)
- Dorfkirche (Dankelsheim)
- St. Martin Dannhausen
- St.-Stephanus-Kirche (Ellierode)
- St. Cäcilie (Gehrenrode)
- Kapelle Hachenhausen
- St. Remigius (Harriehausen)
- Dorfkirche (Heckenbeck)
- Dorfkirche (Seboldshausen)

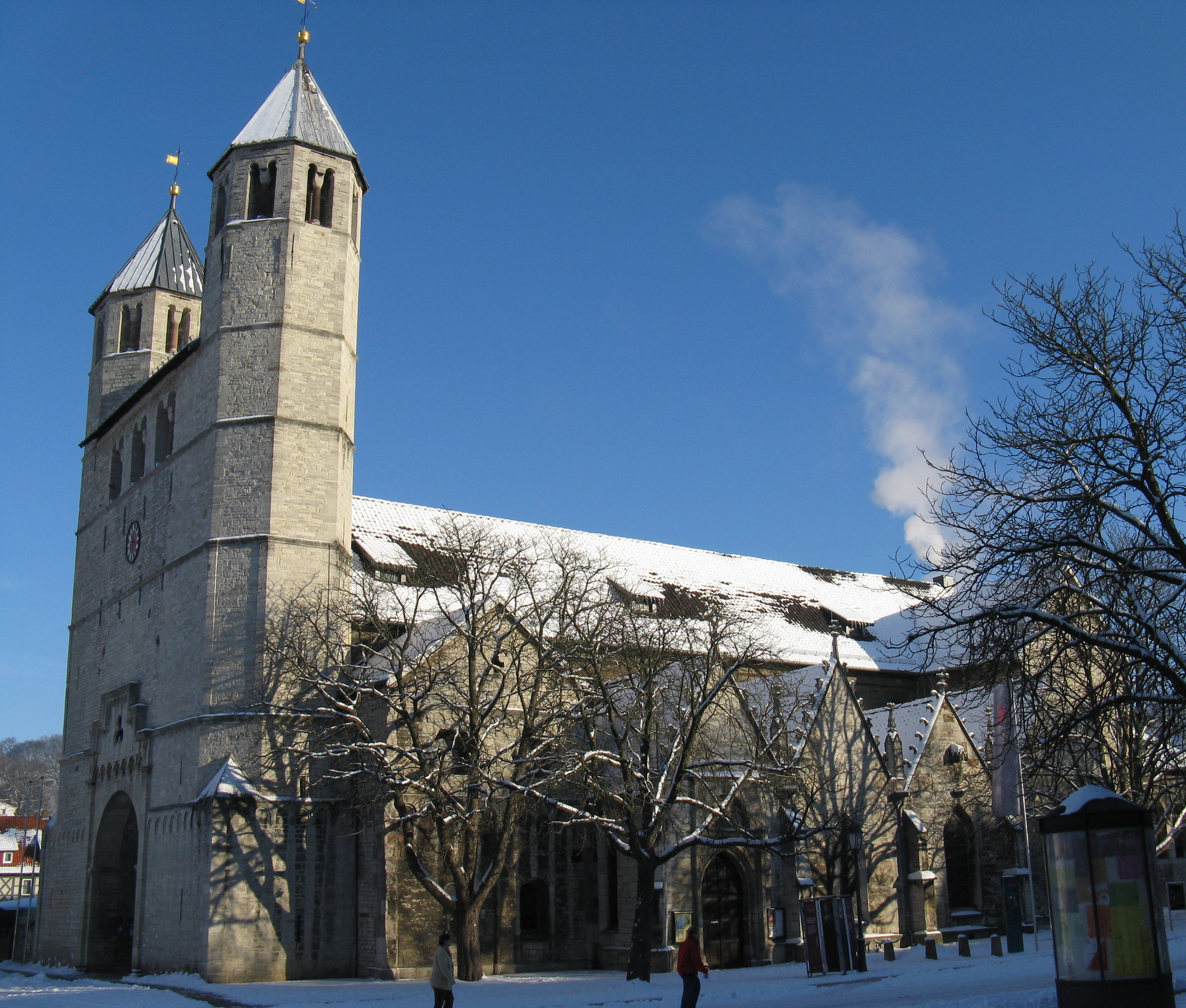
Die Stiftskirche in Bad Gandersheim
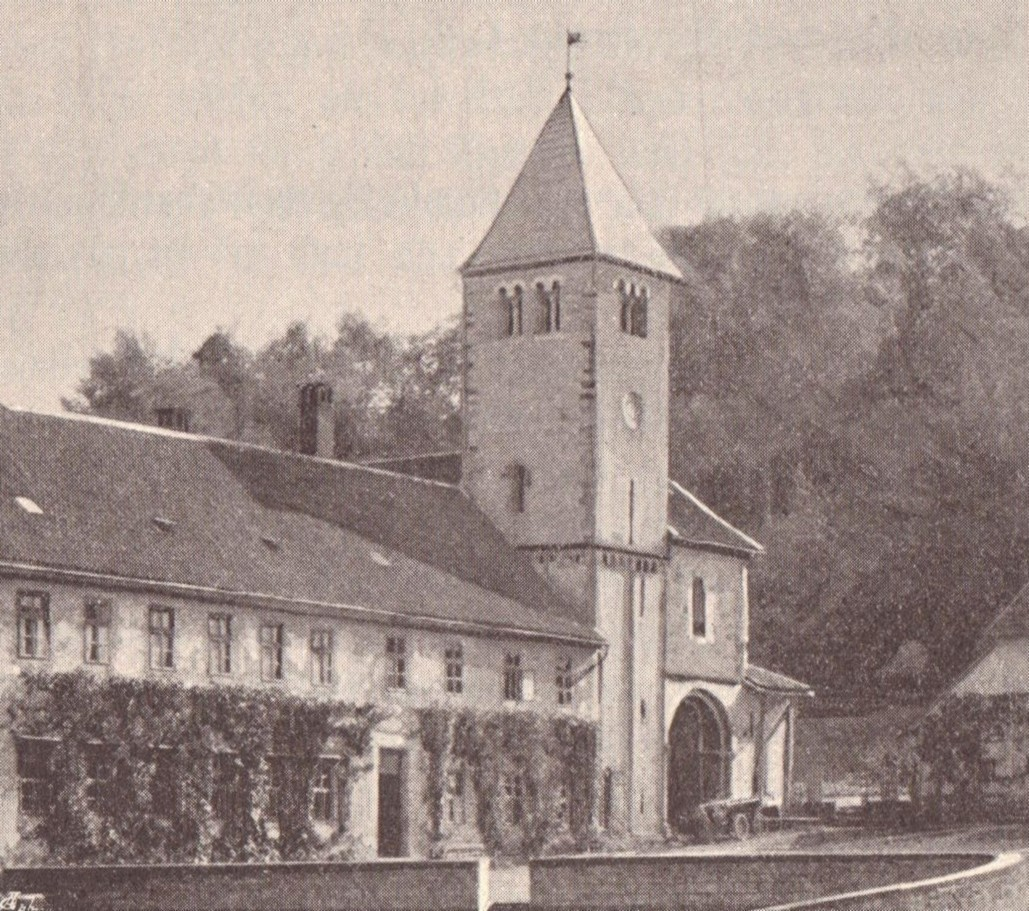
Klosterkirche Clus
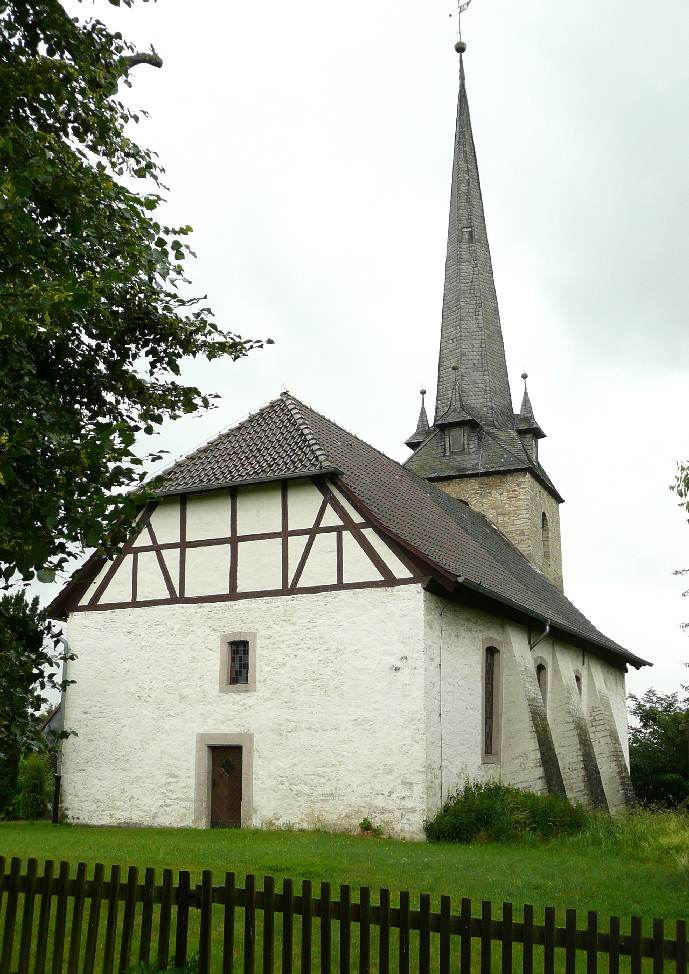
Dorfkirche Gehrenrode
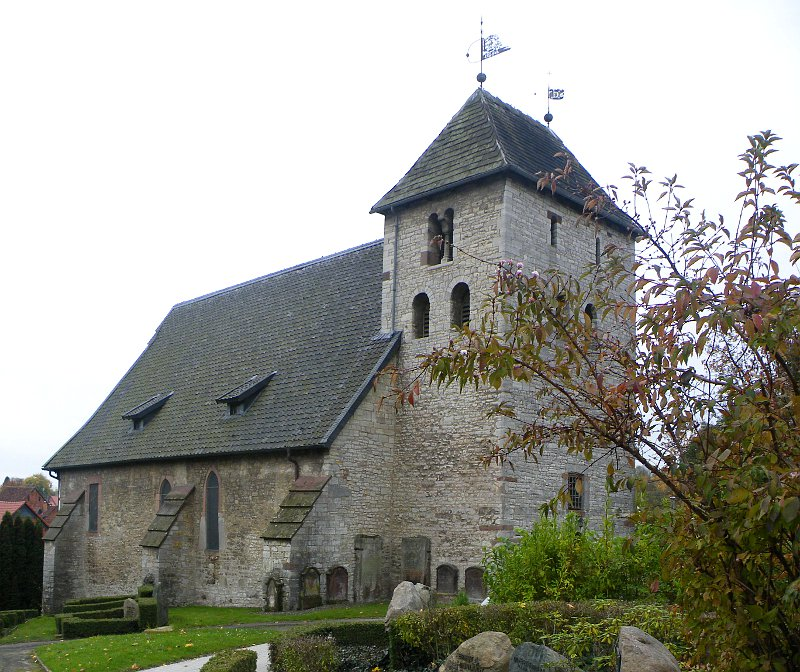
Georgskirche

### Bad Grund
- St.-Martin-Kirche (Badenhausen)
- St. Johannes (Gittelde)
- Mauritiuskirche (Gittelde)
- St.-Johannis-Kirche (Windhausen)

### Bad Harzburg
- Lutherkirche (Bad Harzburg)
- Dorfkirche (Bettingerode)
- St.-Andreas-Kirche (Bündheim)
- St. Marien (Harlingerode)
- Dorfkirche (Schlewecke)
- St.-Nicolai-Kirche (Westerode)

### Bad Sachsa
- Dorfkirche (Neuhof)
- St. Andreas (Tettenborn)

### Bahrdorf
- St. Stephan (Bahrdorf)
- Dorfkirche (Mackendorf)
- Johannes-Baptista-Kirche (Saalsdorf)

### Beierstedt
- Dorfkirche (Beierstedt)

### Blankenburg
- St. Bartholomäus (Blankenburg (Harz))
- St.-Petri-Kirche (Börnecke)
- Dorfkirche (Cattenstedt)
- Kirche „Heilige Dreifaltigkeit“ (Heimburg)
- Dorfkirche (Hüttenrode)
- Dorfkirche (Timmenrode)

### Bockenem
- St. Cosmas und St. Damian (Bornum)
- Dorfkirche (Jerze)
- Dorfkirche (Mahlum)
- Dorfkirche (Ortshausen)
- St. Marien (Schlewecke)
- Dorfkirche (Volkersheim)
- Kapelle Werder
- Johannes-Bugenhagen-Kapelle (Wohlenhausen) (zur Kirchengemeinde Rhüden)

### Börßum
- Dorfkirche (Achim)
- St. Peter und Paul (Börßum)
- St. Stephanus (Kalme)
- Dorfkirche (Seinstedt)

### Braunlage
- Trinitatis-Kirche (Braunlage)
- Kirche „Zur Himmelspforte“ (Hohegeiß)

### Braunschweig
- St.-Peter-und-Pauls-Kirche (Bevenrode)
- Auferstehungskirche (Braunschweig)
- Dom St. Blasii (Braunschweig)
- Christuskirche (Braunschweig)
- Dankeskirche (Braunschweig)
- Martin-Chemnitz-Kirche (Braunschweig)
- Martin-Luther-Kirche (Braunschweig)
- St. Andreas (Braunschweig)
- St.-Georgs-Kirche (Braunschweig)
- St. Jakobi (Braunschweig)
- St. Johannis (Braunschweig)
- St. Katharinen (Braunschweig)
- St. Magni (Braunschweig)
- St.-Markus-Kirche (Braunschweig)
- St. Martini (Braunschweig)
- Matthäuskirche (Braunschweig)
- St. Michaelis (Braunschweig)
- St. Pauli (Braunschweig)
- St. Petri (Braunschweig)
- Brüdernkirche (Braunschweig)
- Versöhnungskirche (Broitzem)
- Kirche (Geitelde)
- St.-Thomas-Kirche (Heidberg)
- St.-Johannes-Kirche (Hondelage)
- St.-Marien-Kirche (Lamme)
- Kreuzkirche (Braunschweig-Lehndorf)
- Dorfkirche (Leiferde)
- Dorfkirche (Mascherode)
- Dietrich-Bonhoeffer-Kirche (Melverode)
- St. Nicolai (Braunschweig-Melverode)
- St. Jürgen (Ölper)
- St.-Lukas-Kirche (Querum)
- St. Ägidien (Rautheim)
- Kloster Riddagshausen
- St.-Petri-Kirche (Rüningen)
- Dorfkirche (Stiddien)
- Dorfkirche (Timmerlah)
- Dorfkirche (Völkenrode)
- Dorfkirche (Watenbüttel)
- Emmauskirche (Weststadt)

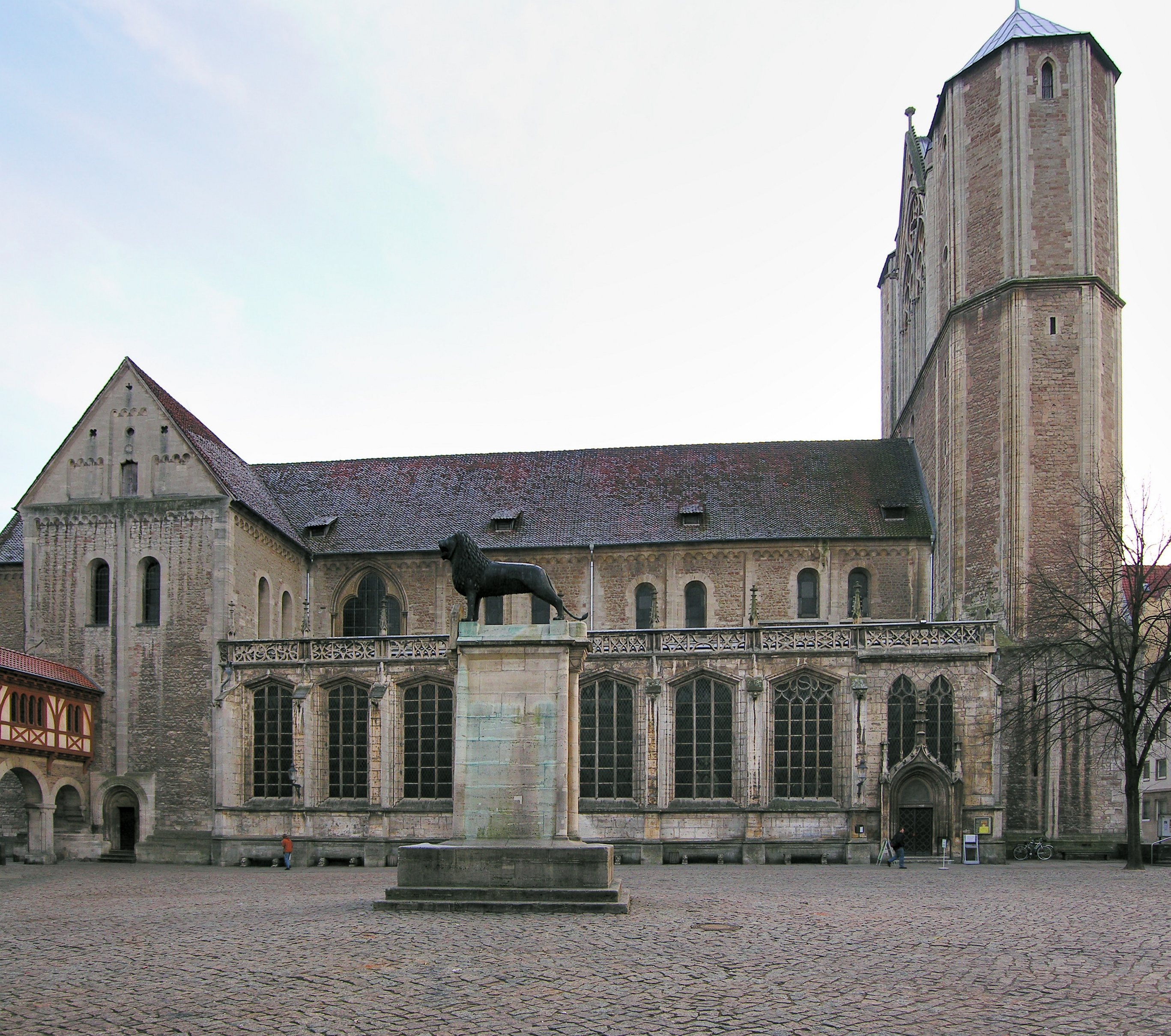
Der Dom St. Blasii in der Braunschweiger Innenstadt
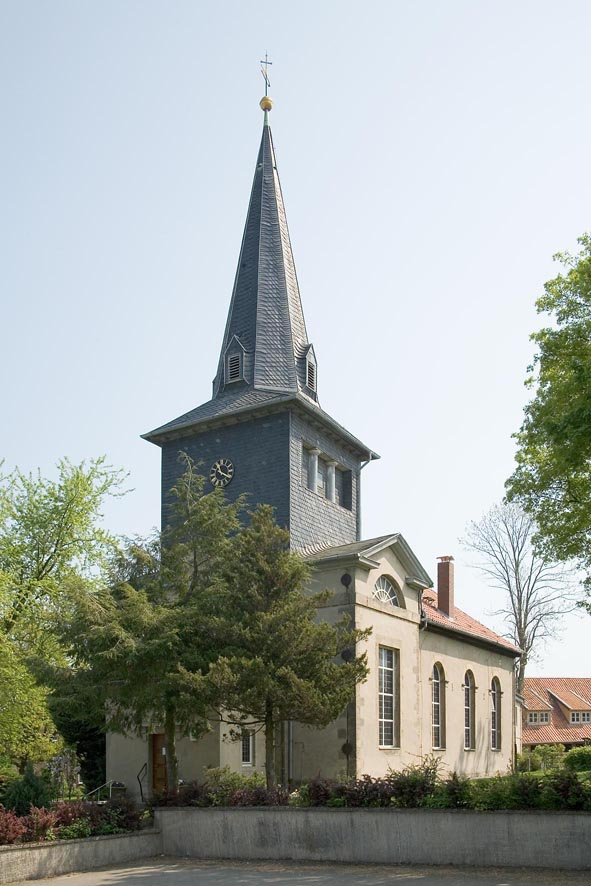
St. Marien in Lamme
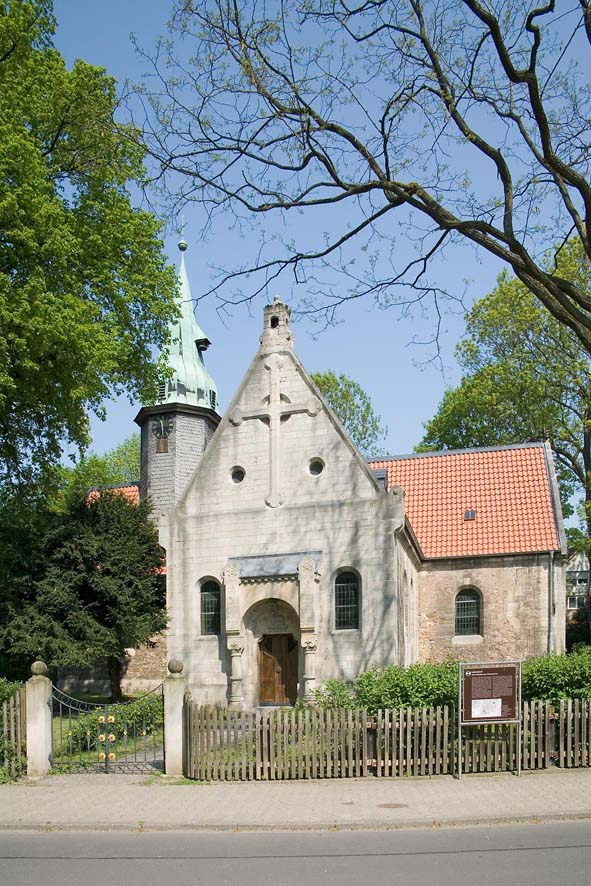
Die Kreuzkirche in Lehndorf
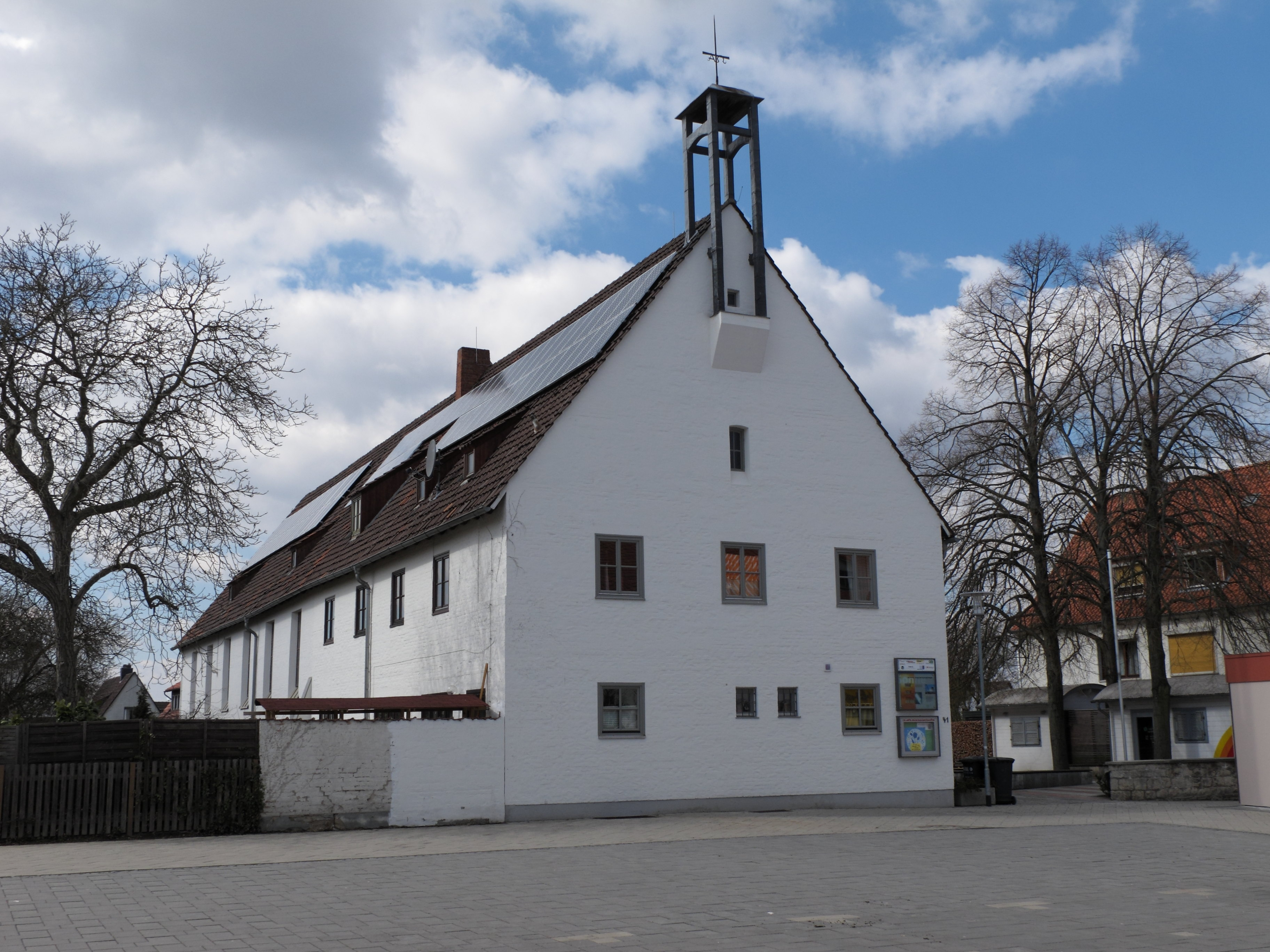
Wichernkirche in Lehndorf
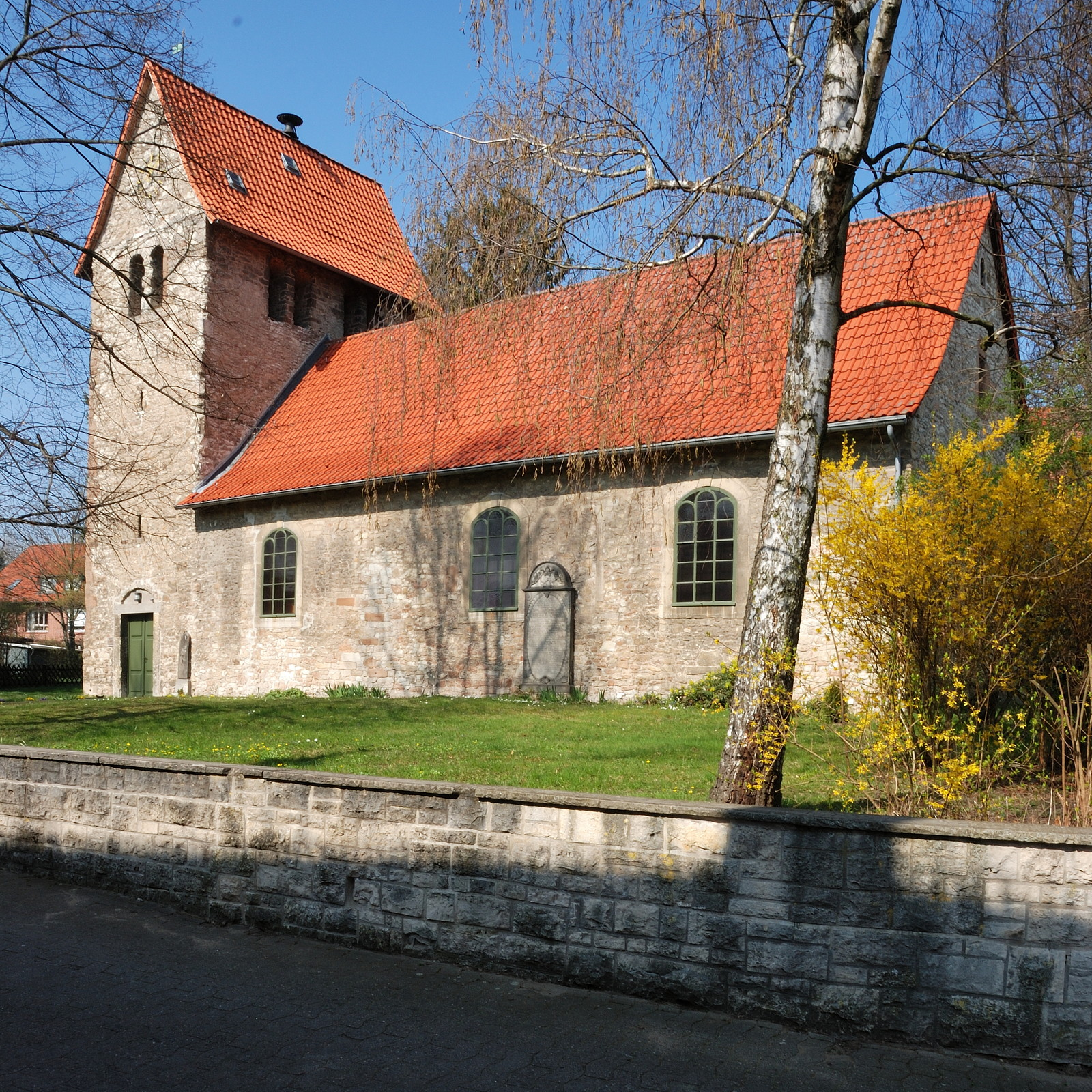
Dorfkirche in Mascherode
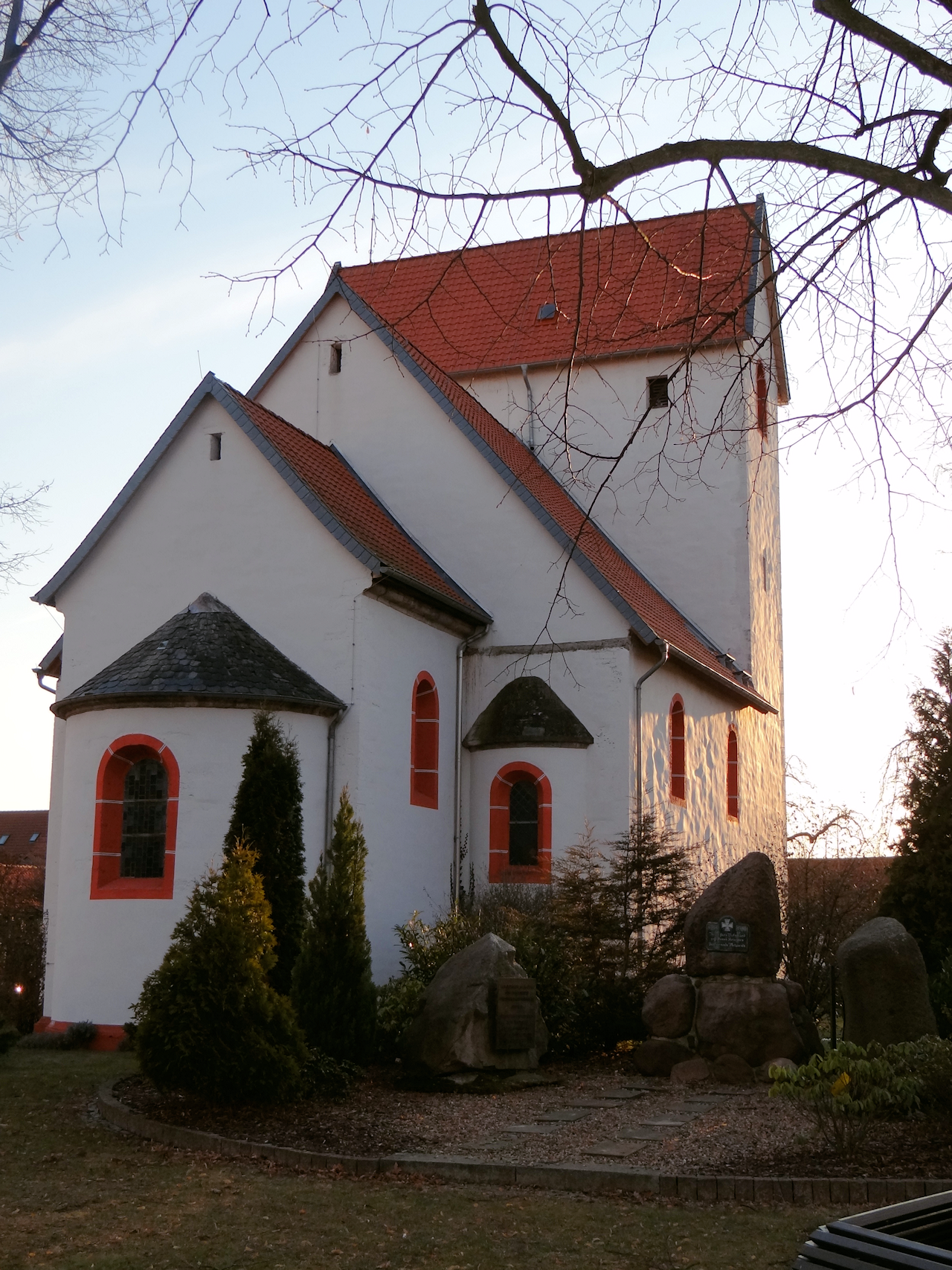
St. Nicolai in Melverode
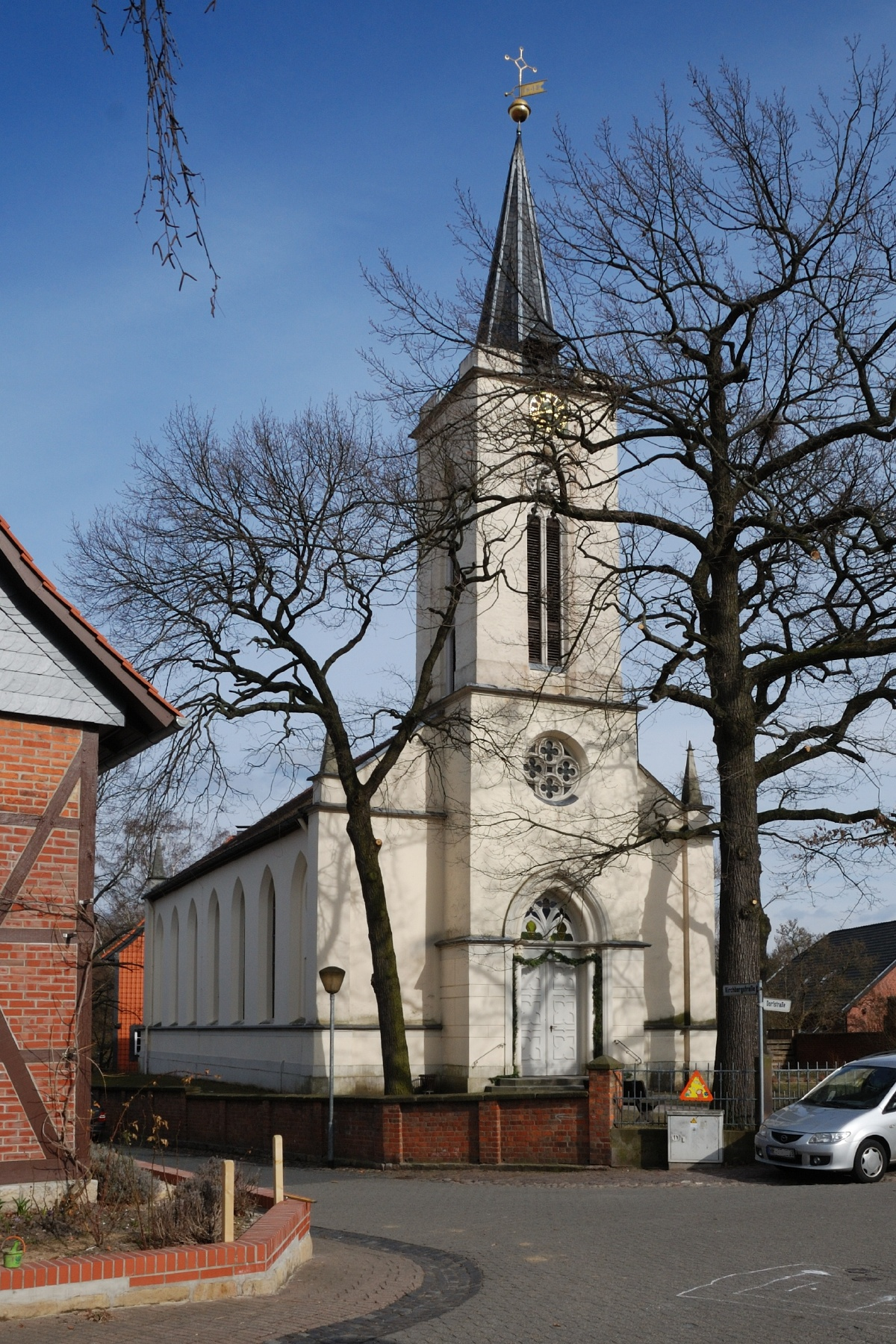
St. Jürgen in Ölper
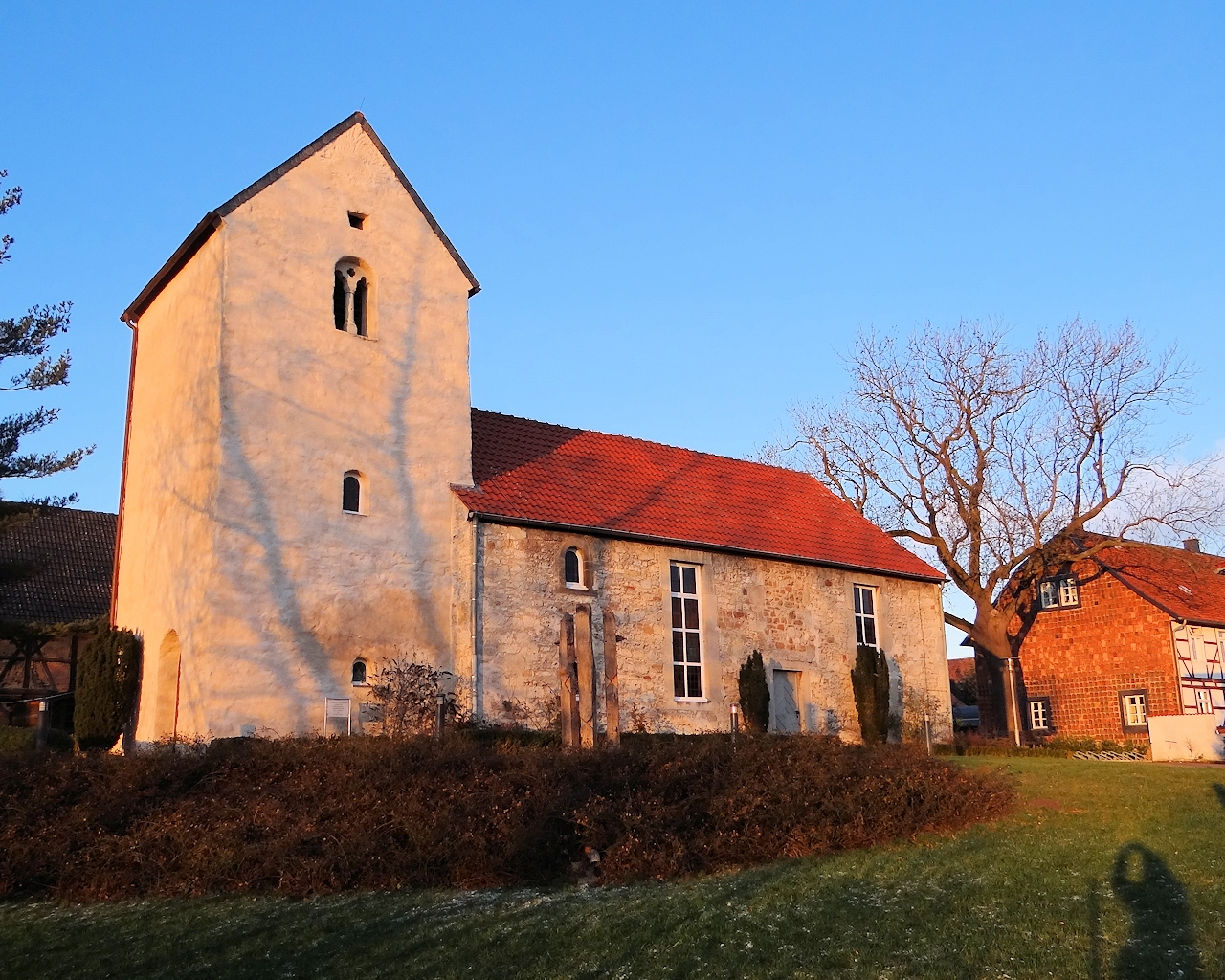
Dorfkirche Stöckheim
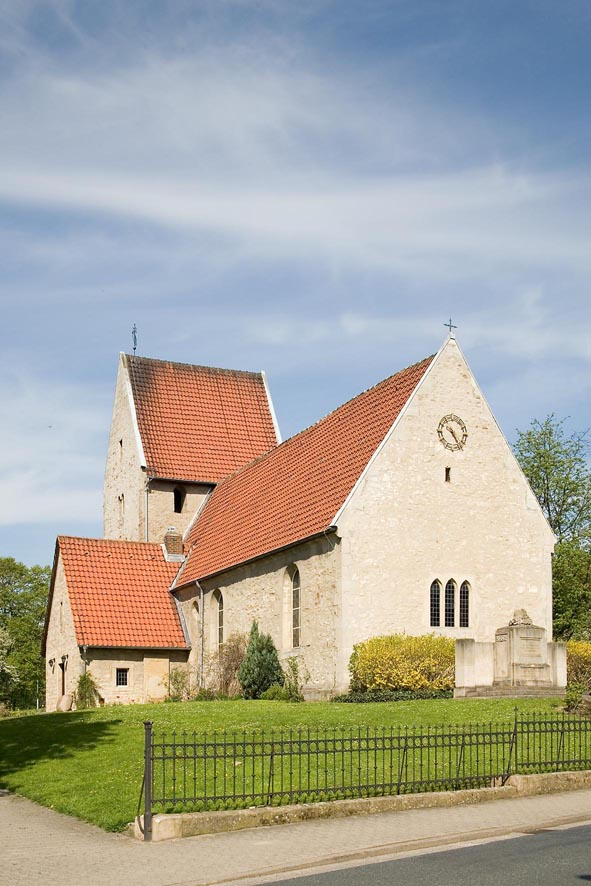
St. Ägidien in Rautheim
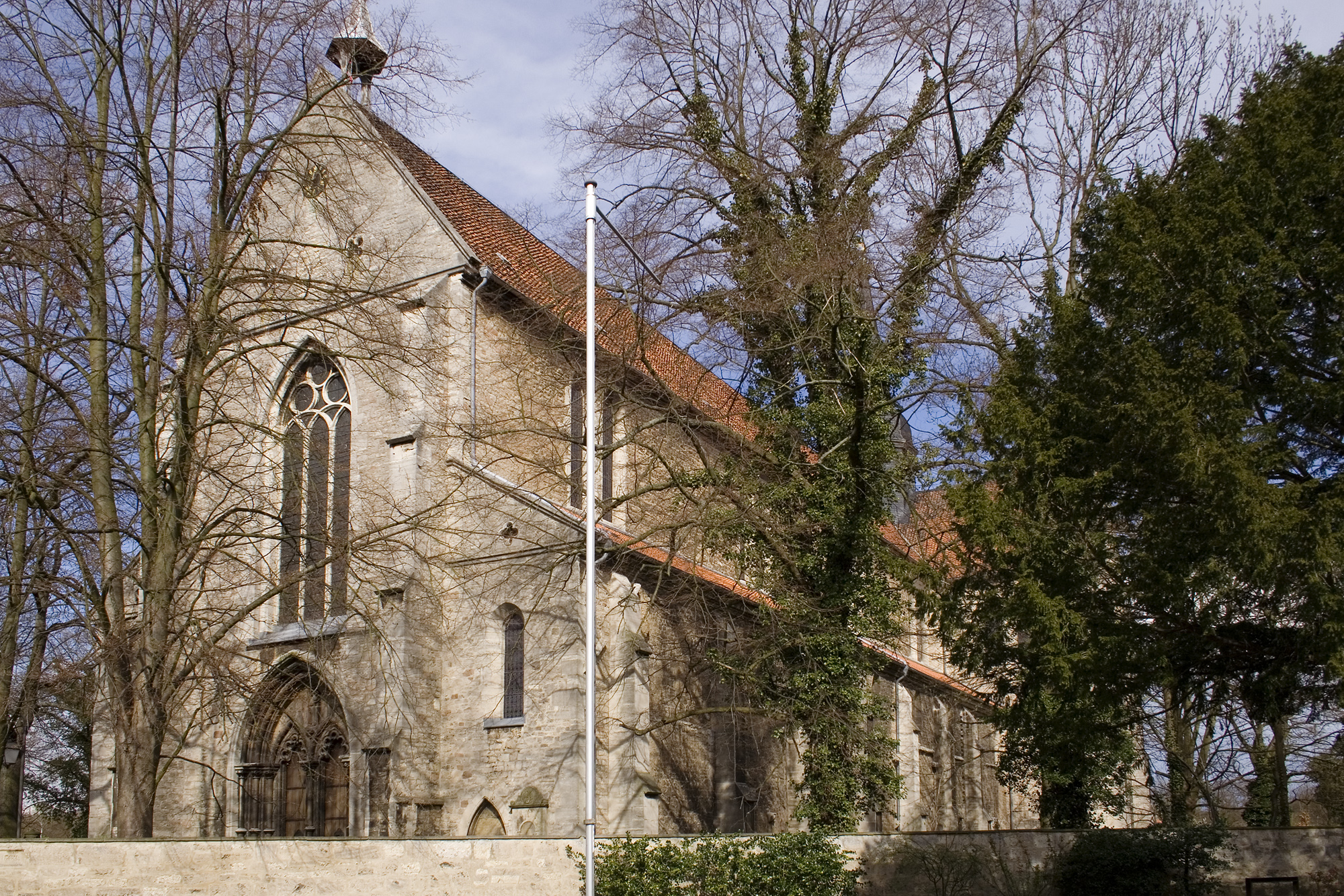
Die Klosterkirche in Riddagshausen
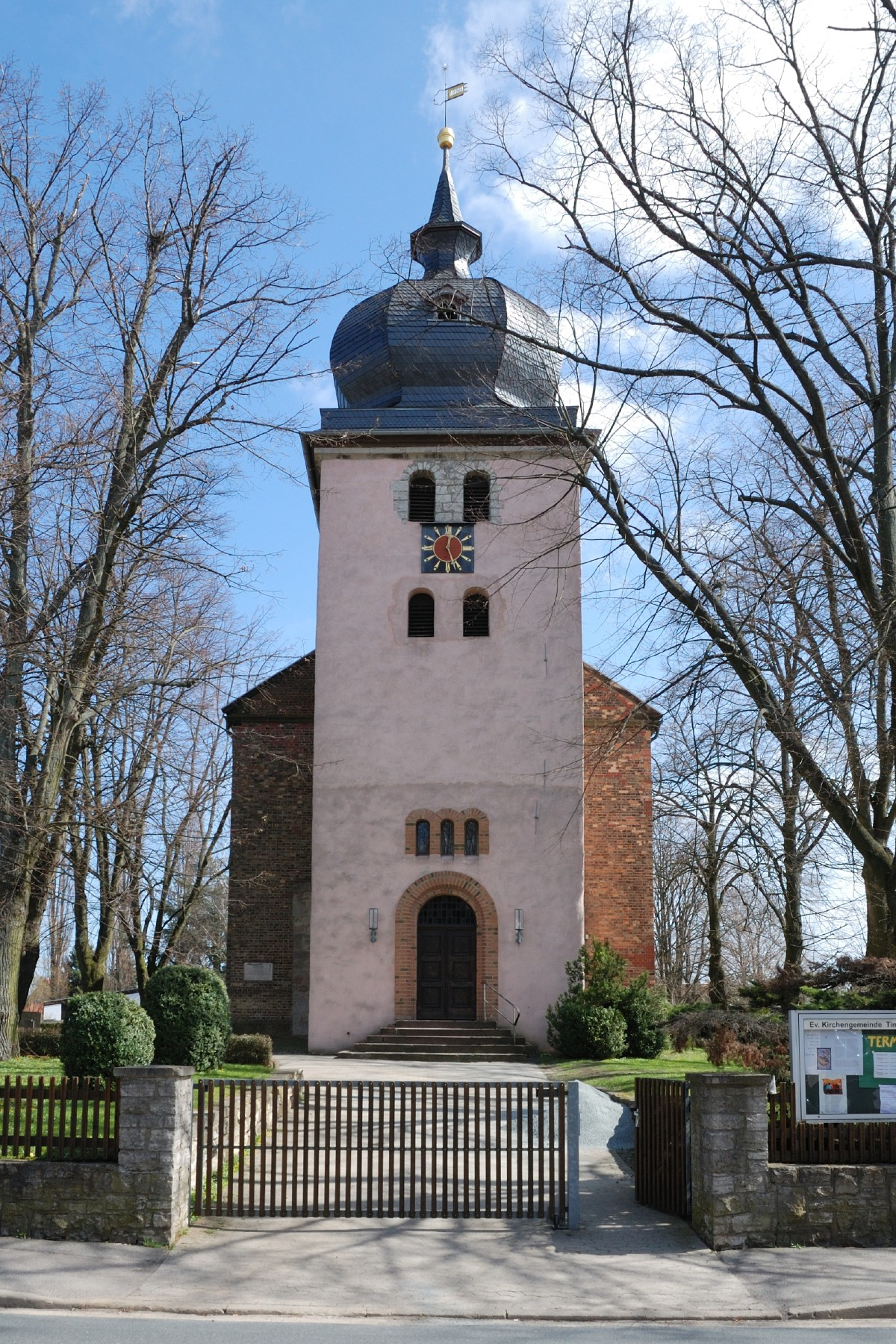
Dorfkirche Timmerlah

### Burgdorf
- Dorfkirche (Berel-Burgdorf)
- St. Lambertus (Burgdorf)
- St.-Johannis-Kapelle (Hohenassel)
- Dorfkirche (Nordassel)
- Dorfkirche Westerlinde

## C

### Calvörde
- St.-Georgs-Kirche (Calvörde)
- Dorfkirche Elsebeck
- St.-Anna-Kirche (Zobbenitz)

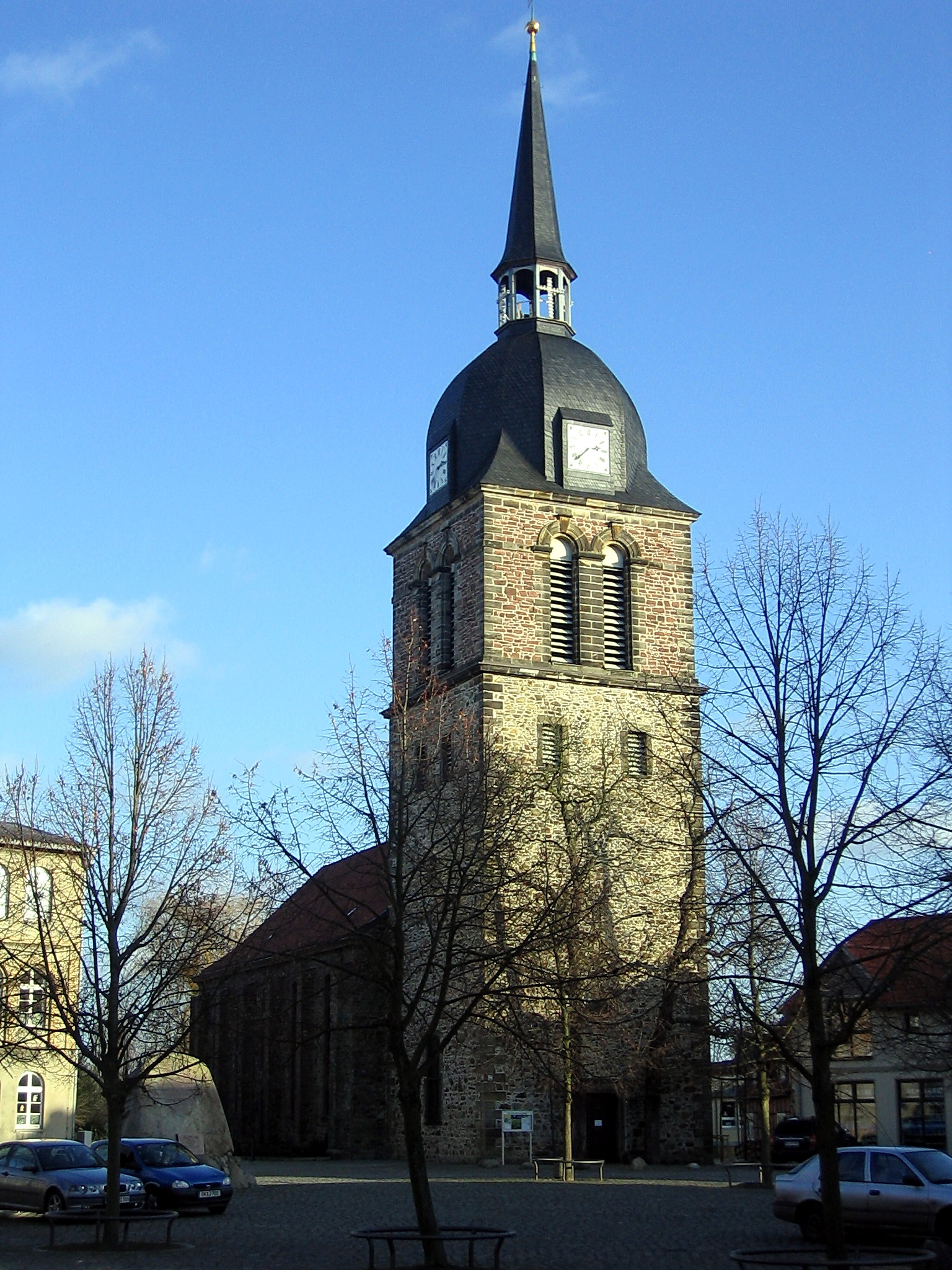
St.-Georgs-Kirche Calvörde
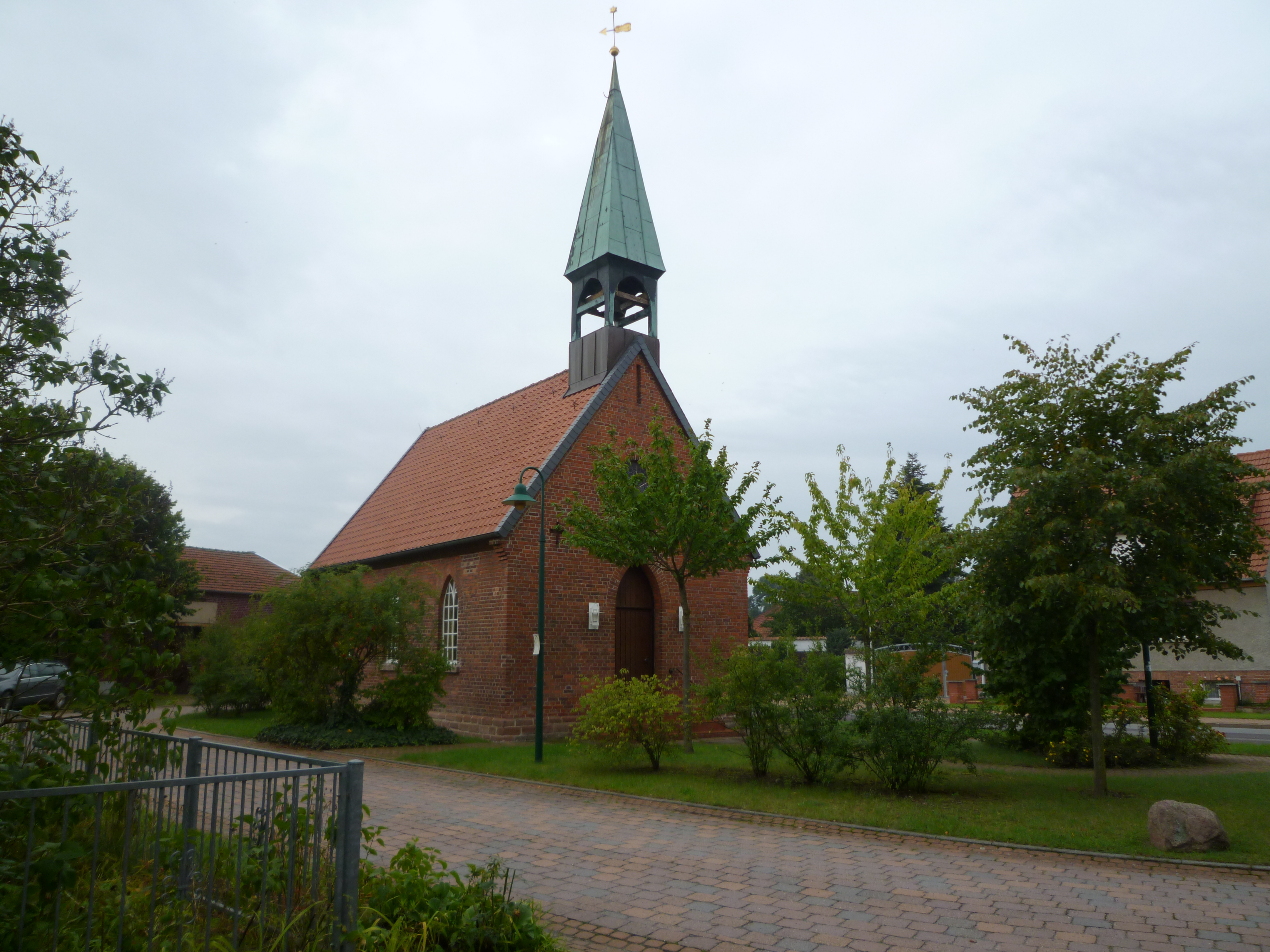
Dorfkirche in Elsebeck
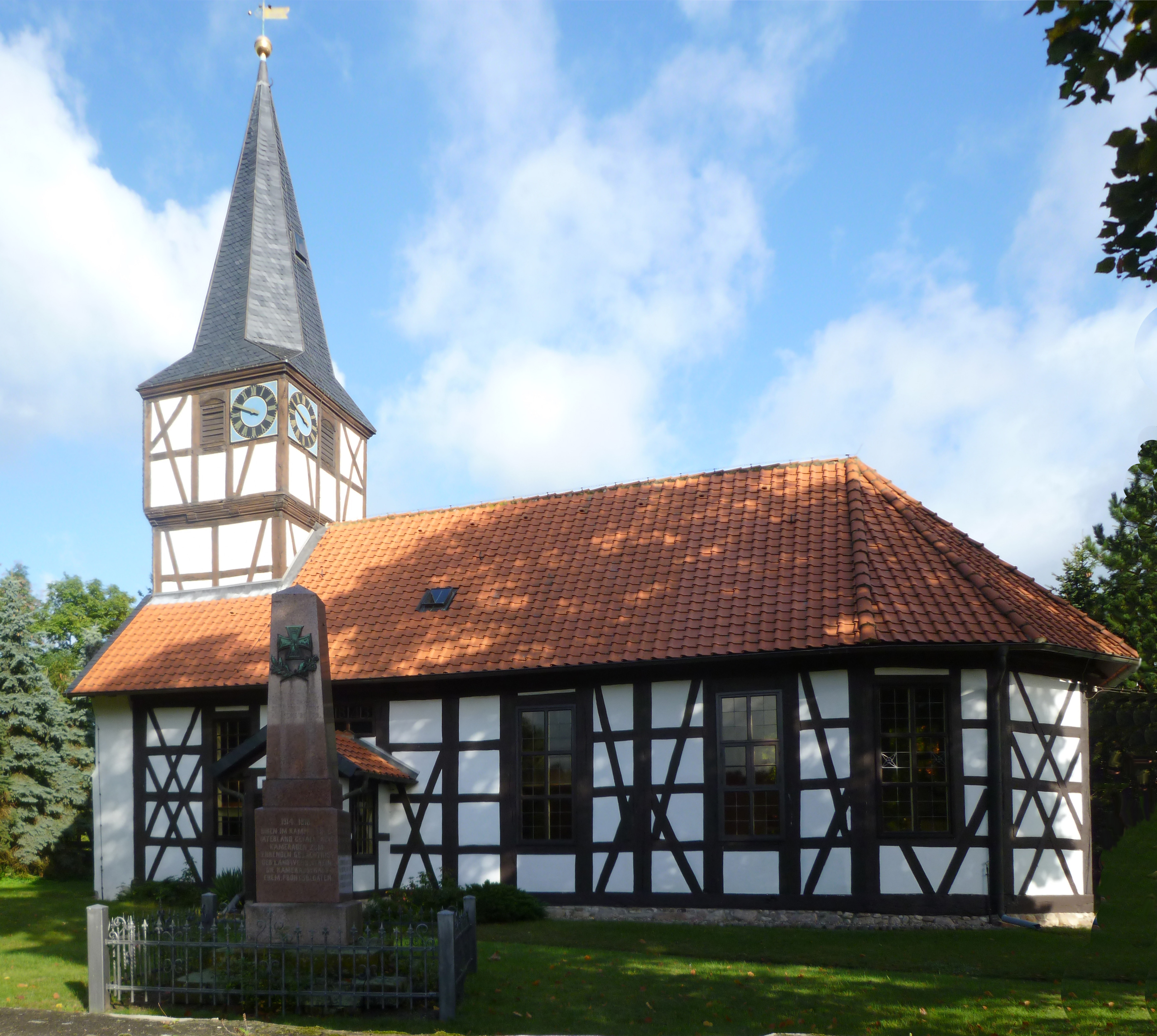
St.-Anna-Kirche in Zobbenitz

### Cramme
- St.-Andreas-Kirche (Cramme)

### Cremlingen
- Peter-Paul-Kirche (Abbenrode)
- St. Michael (Cremlingen)
- Epiphaniaskirche (Destedt)
- Dorfkirche (Gardessen)
- Dorfkirche (Hemkenrode)
- Dorfkirche (Hordorf)
- Dorfkirche (Klein Schöppenstedt)
- St.-Georg-Kirche (Schandelah)
- St. Georg (Schulenrode)
- Christuskirche (Weddel)

## D

### Dahlum
- St. Marien (Groß Dahlum)
- Wehrkirche (Klein Dahlum)

### Danndorf
- Kreuzkirche (Danndorf)

### Delligsen
- Dorfkirche (Ammensen)
- St. Georg (Delligsen)
- Dorfkirche (Kaierde)

### Denkte
- Dorfkirche (Groß Denkte)
- Dorfkirche (Klein Denkte)
- Dorfkirche (Neindorf)
- Dorfkirche (Sottmar)

### Dettum
- St. Johannes Baptista (Dettum)
- St.-Nikolaus-Kirche (Mönchevahlberg)
- Sankt Mauritius (Weferlingen)

### Dorstadt
- St. Bartholomäus (Dorstadt)

## E

### Eimen
- Georgskapelle (Eimen)

### Einbeck
- St. Blasius (Ahlshausen)
- Dorfkirche (Bentierode)
- Dorfkirche (Beulshausen)
- Dorfkirche (Billerbeck)
- St.-Martini-Kirche (Brunsen)
- Dorfkirche (Erzhausen)
- Dorfkirche (Garlebsen)
- St. Martin (Greene)
- Friedenskirche (Kreiensen)
- Dorfkirche (Naensen)
- Dorfkirche (Olxheim)
- Dorfkirche (Opperhausen)
- Christuskapelle (Orxhausen)
- Dorfkirche (Rittierode)
- Dorfkirche (Stroit)
- St.-Jacobi-Kirche (Wenzen)

### Elbe
- St. Martin(Groß Elbe)
- Christuskirche (Gustedt)
- St.-Nikolaus-Kirche (Klein Elbe)

### Erkerode
- Dorfkirche (Erkerode)
- Dorfkirche (Lucklum)

### Evessen
- St. Johannes Baptista zu Evessen
- St. Georg zu Gilzum
- St.-Nikolaus-Kirche (Hachum)

## F

### Flöthe
- St. Lambertus (Groß Flöthe)
- St. Katharina (Klein Flöthe)

## G

### Gardelegen
- Dorfkirche (Jeseritz)
- Dorfkirche (Parleib)

### Gevensleben
- Dorfkirche (Gevensleben)
- St.-Stephans-Kirche (Watenstedt)

### Goslar
- Neuwerkkirche (Goslar)
- Marktkirche St. Cosmas und Damian (Goslar)
- St.-Georgs-Kirche (Goslar)
- St.-Johannes-Kirche (Goslar)
- St.-Peter-Kirche (Sudmerberg)
- St. Peter und Paul auf dem Frankenberge (Goslar)
- St.-Stephani-Kirche (Goslar)
- St. Kilian (Hahndorf)
- St. Cosmas und Damian (Immenrode)
- St.-Lukas-Kirche (Jerstedt)
- Dorfkirche (Lengde)
- St.-Maria-Kirche (Lochtum)
- Martin-Luther-Kirche (Oker)
- Ev.-luth. Kirche (Vienenburg)
- Dorfkirche (Weddingen)
- Dorfkirche (Wiedelah)

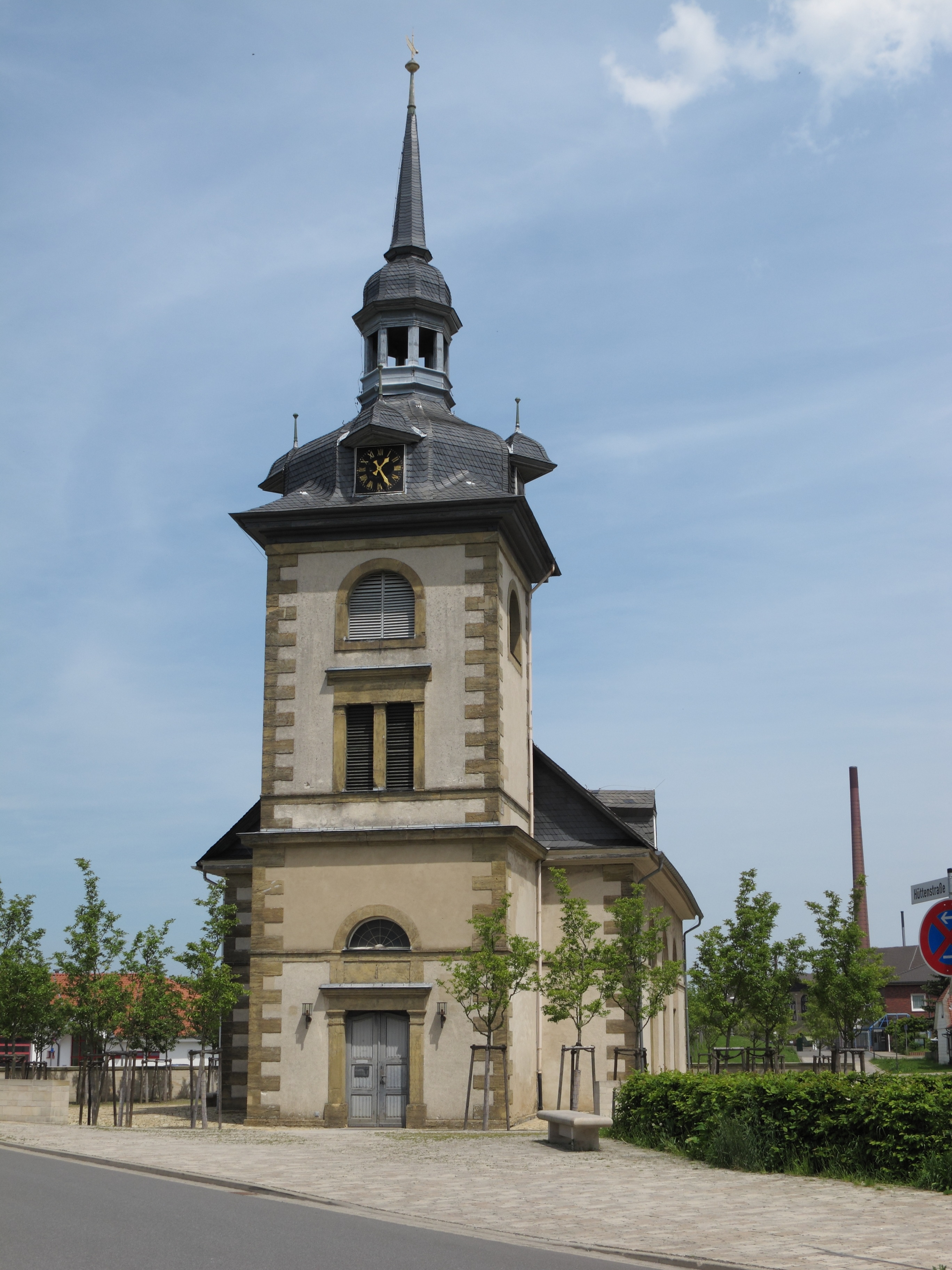
Martin-Luther-Kirche in Oker
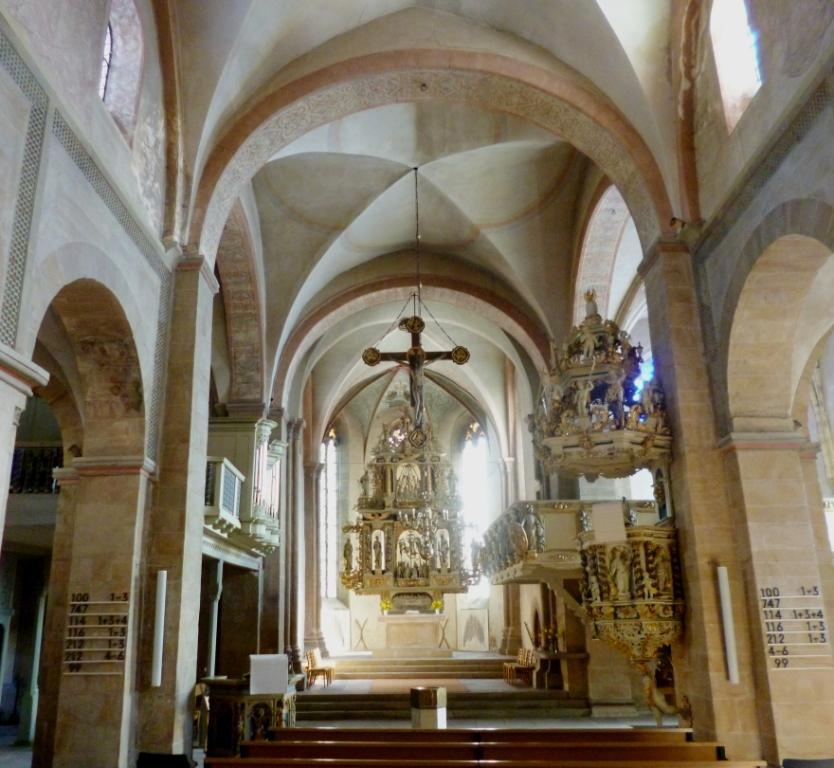
Chorraum der Frankenberger Kirche
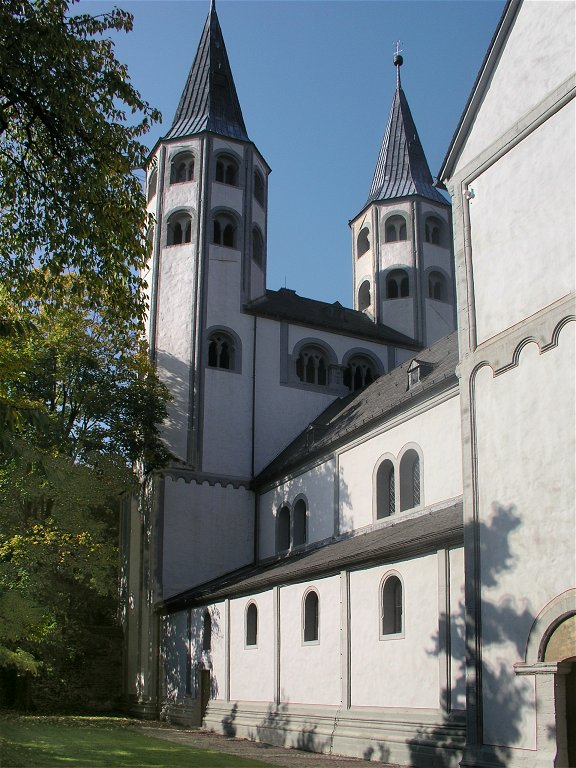
Neuwerkkirche
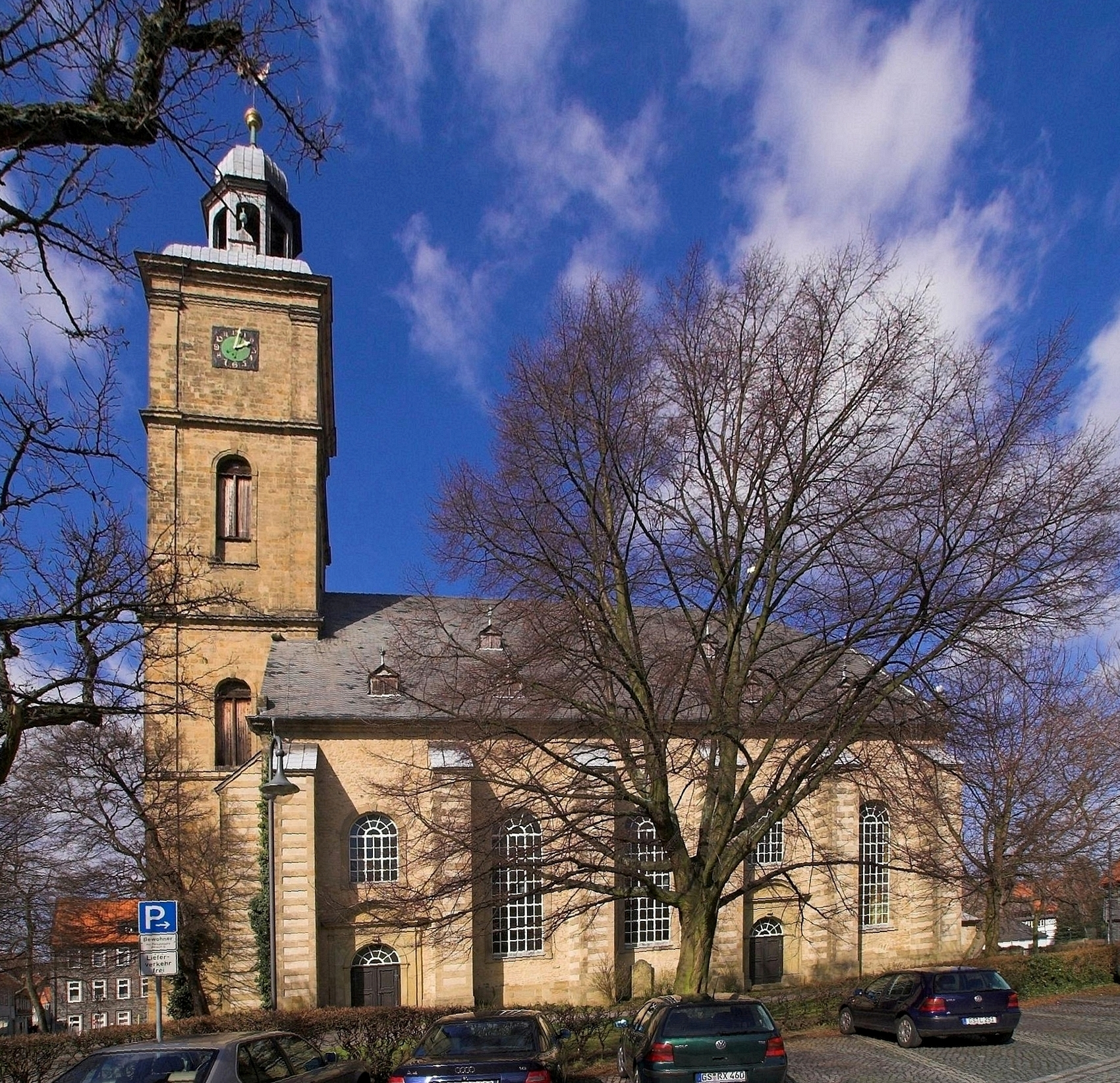
Stephanikirche

### Grafhorst
- Elisabethkirche (Grafhorst)

### Grasleben
- St.-Maria-Kirche (Grasleben)

### Groß Twülpstedt
- St. Maria und St. Cyriakus (Groß Twülpstedt)
- Dorfkirche (Papenrode)
- St.-Servatius-Kirche (Volkmarsdorf)

## H

### Hahausen
- St.-Romanus-Kirche (Hahausen)

### Haldensleben
- Dorfkirche Uthmöden

### Haverlah
- St.-Servatius-Kirche (Haverlah)
- St.-Katharinen-Kirche (Steinlah)

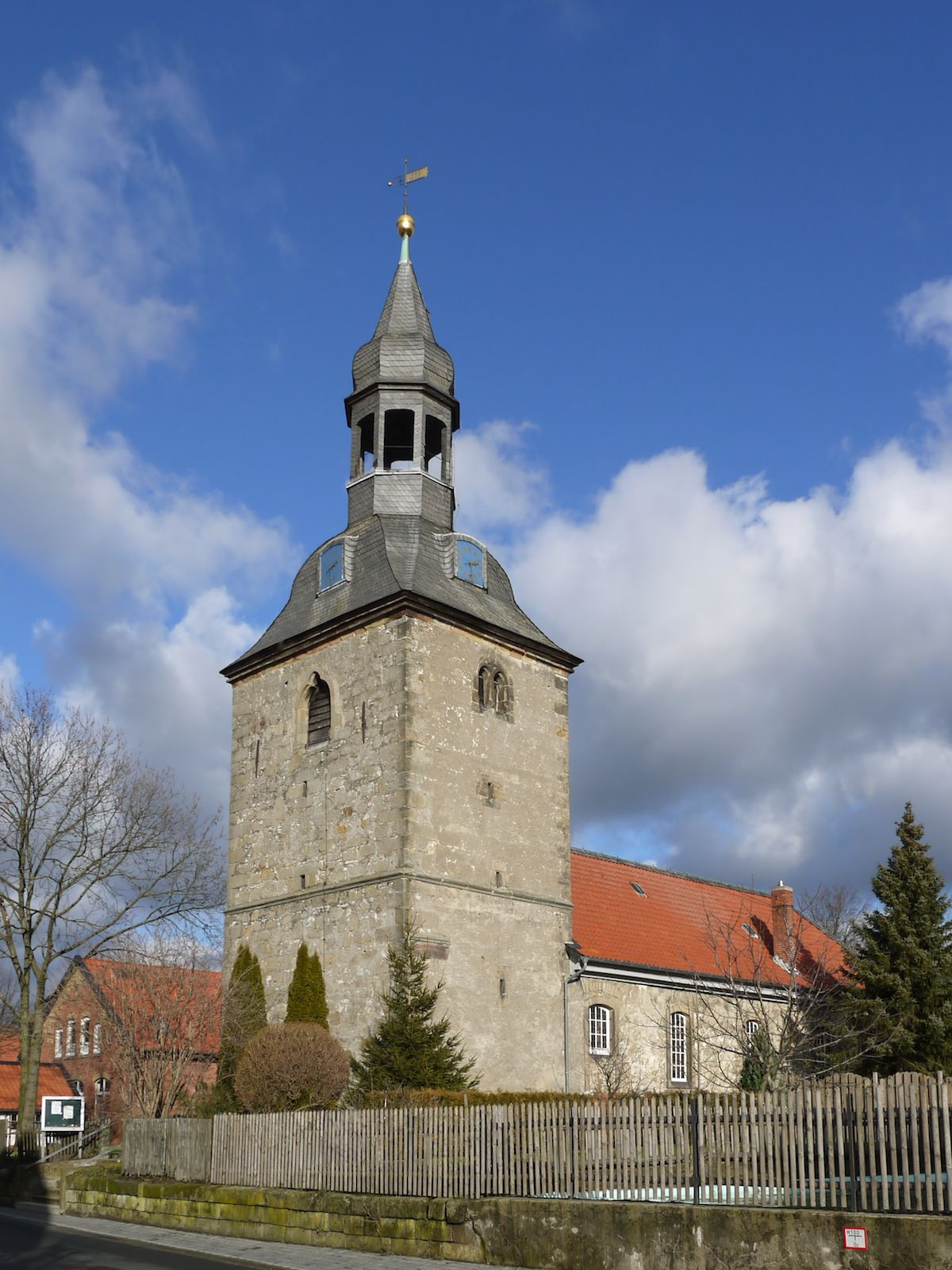
St.-Servatius-Kirche von Haverlah
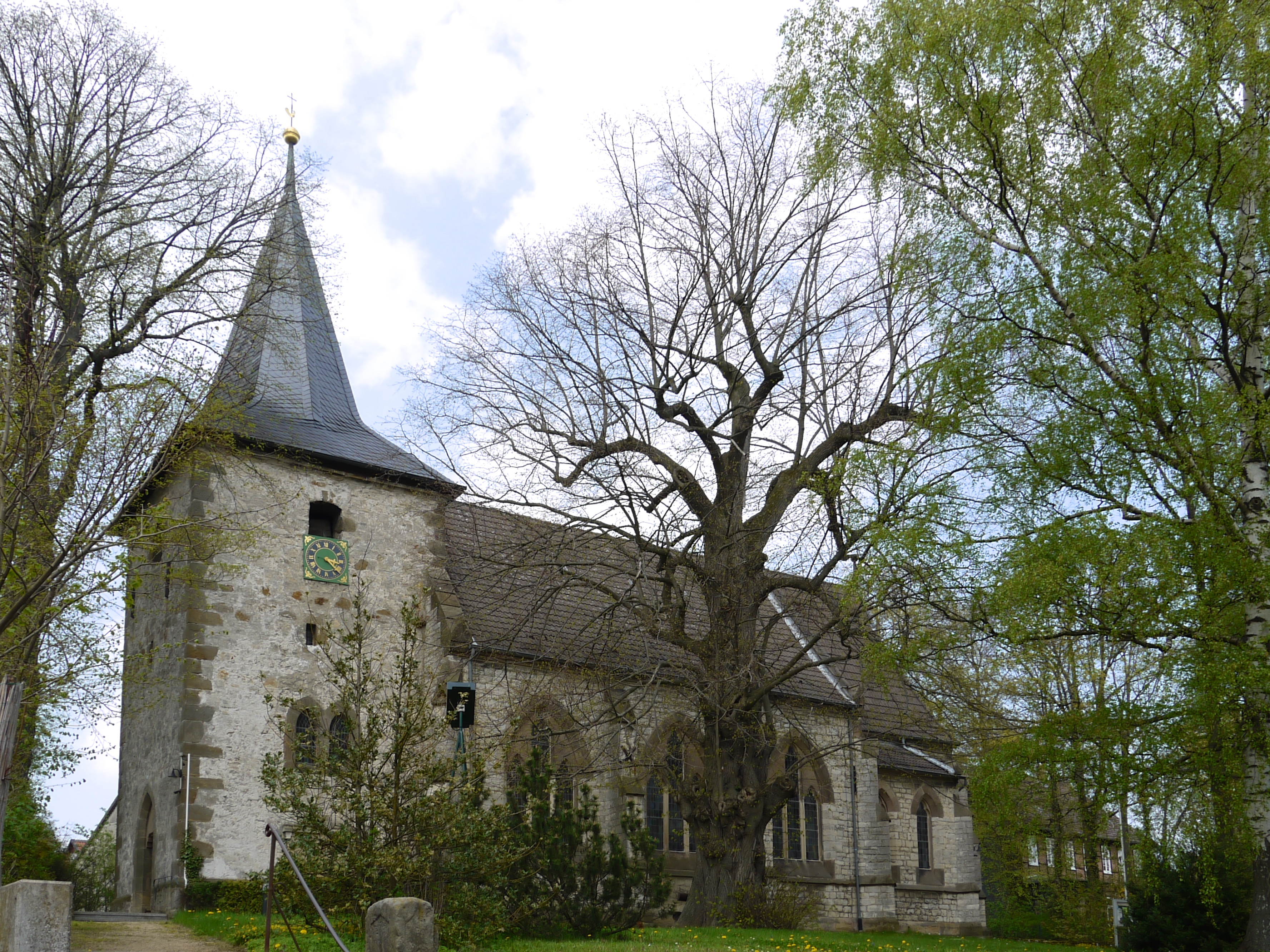
St.-Katharinen-Kirche von Steinlah

### Hedeper
- Dorfkirche (Hedeper)
- Dorfkirche (Wetzleben)

### Heere
- Dorfkirche (Groß Heere)
- Dorfkirche (Klein Heere)

### Heiningen
- Lukaskirche (Heiningen)

### Helmstedt
- Dorfkirche (Barmke)
- Martin-Luther-Kirche (Büddenstedt)
- St.-Petri-Kirche (Emmerstedt)
- St.-Christophorus-Kirche (Helmstedt)
- St.-Michaelis-Kirche (Helmstedt)
- St.-Stephani-Kirche (Helmstedt)
- St.-Thomas-Kirche (Helmstedt)
- St. Walpurgis (Helmstedt)
- Kloster Marienberg (Helmstedt)
- St.-Georgs-Kirche (Offleben)
- Dorfkirche (Reinsdorf)

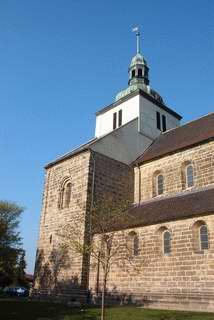
Kloster Marienberg
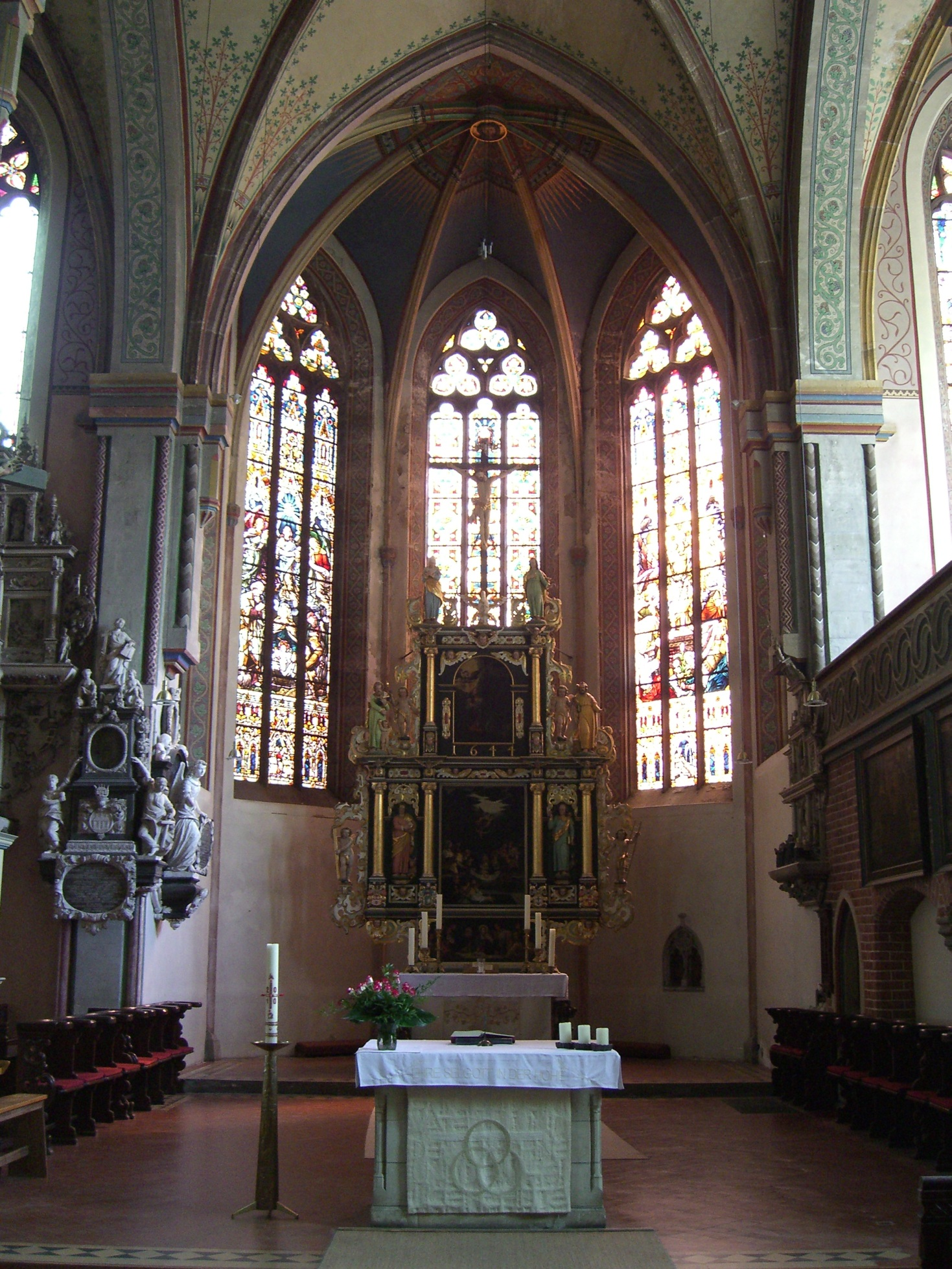
Chorraum der Stephanikirche
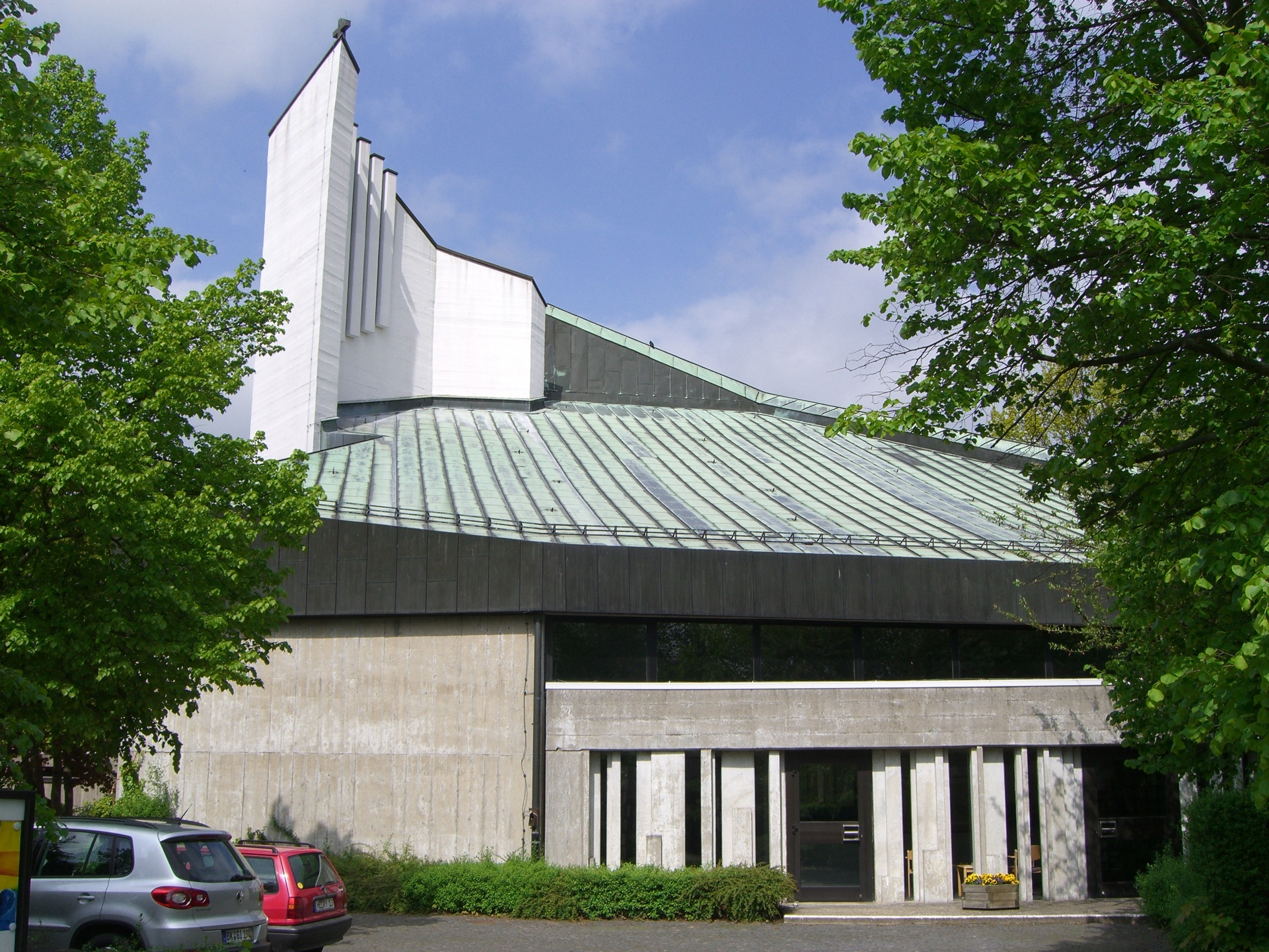
St.-Thomas-Kirche
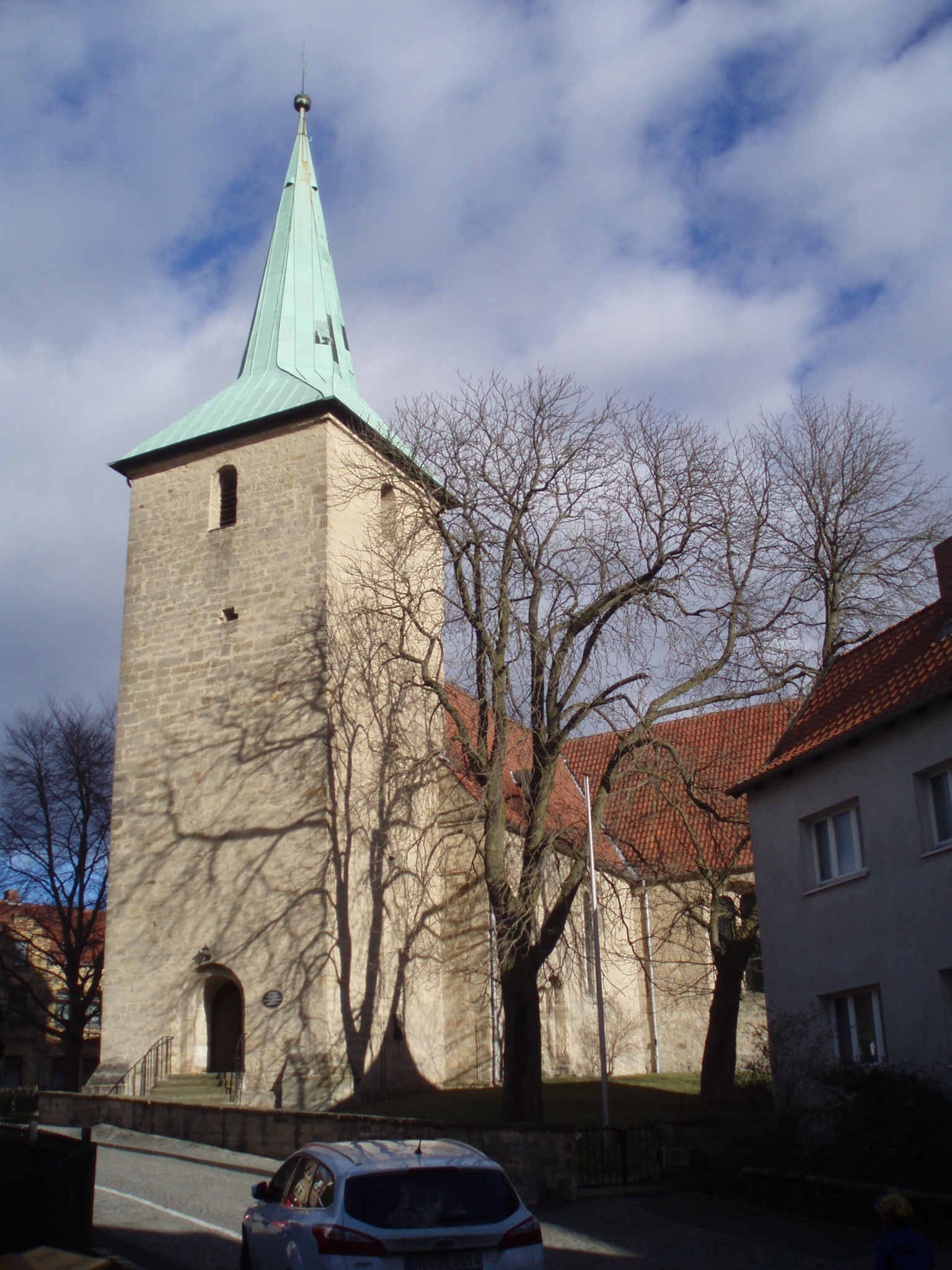
St. Walpurgis

## I

### Ingeleben
- Dorfkirche (Ingeleben)

## J

### Jerxheim
- St.-Petrus-Kirche (Jerxheim)

## K

### Kissenbrück
- St. Stephanus (Kissenbrück)

### Kneitlingen
- Dorfkirche Ampleben
- St.-Michael-Kirche (Bansleben)
- Kirche zu Eilum
- St. Nicolai zu Kneitlingen

### Königslutter am Elm
- Christuskirche (Boimstorf)
- Christophoruskirche (Bornum am Elm)
- Friedenskirche (Glentorf)
- Dorfkirche (Groß Steinum)
- St. Peter und Paul/Kaiserdom (Königslutter)
- Stadtkirche Sebastian-und-Fabian (Königslutter)
- Dorfkirche (Lauingen)
- St.-Maria-Kirche (Lelm)
- Dorfkirche (Rieseberg)
- St. Georg (Rotenkamp)
- Dorfkirche (Rottorf)
- Dorfkirche (Scheppau)
- Dorfkirche (Sunstedt)

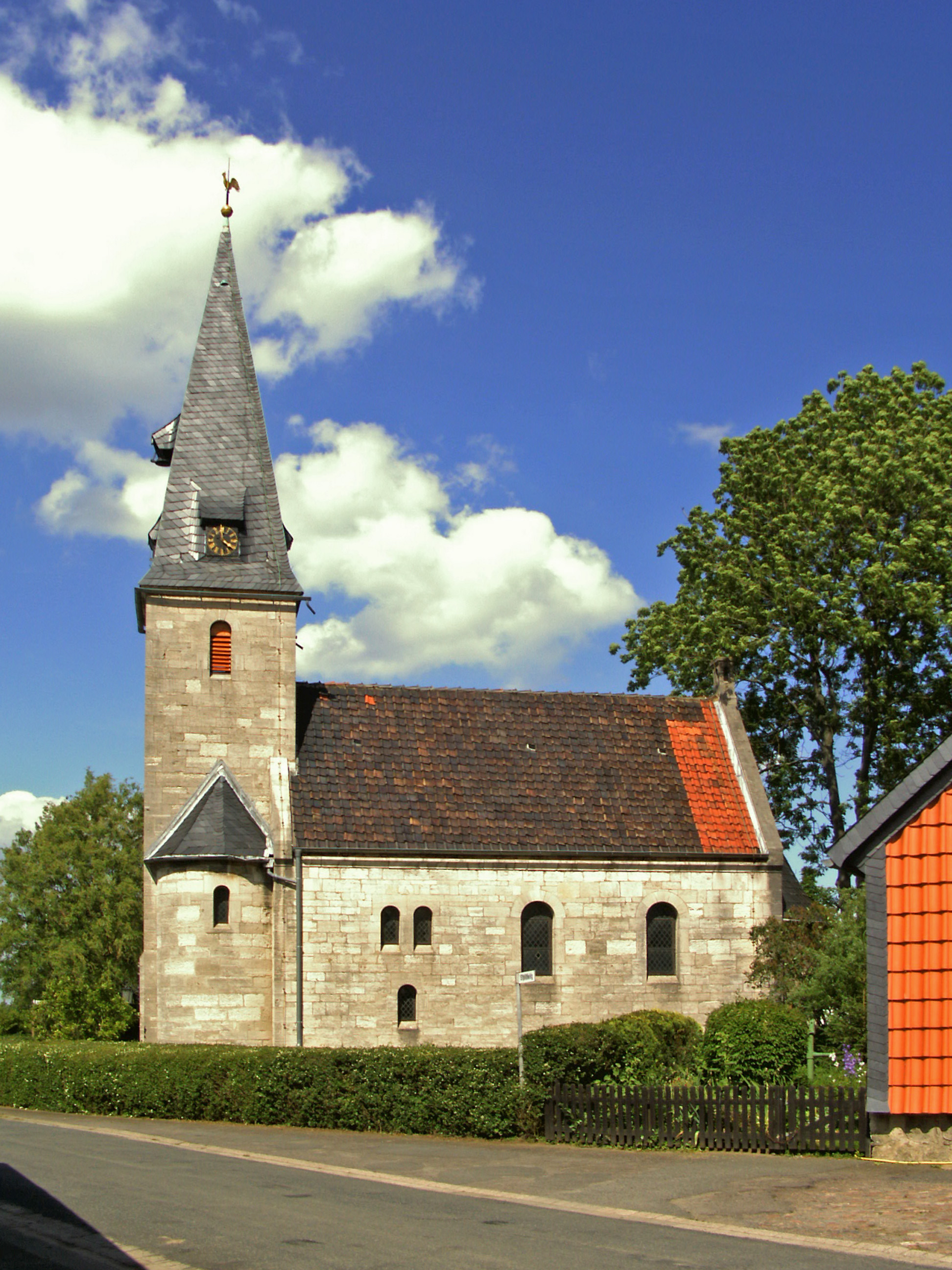
Christuskirche in Boimstorf
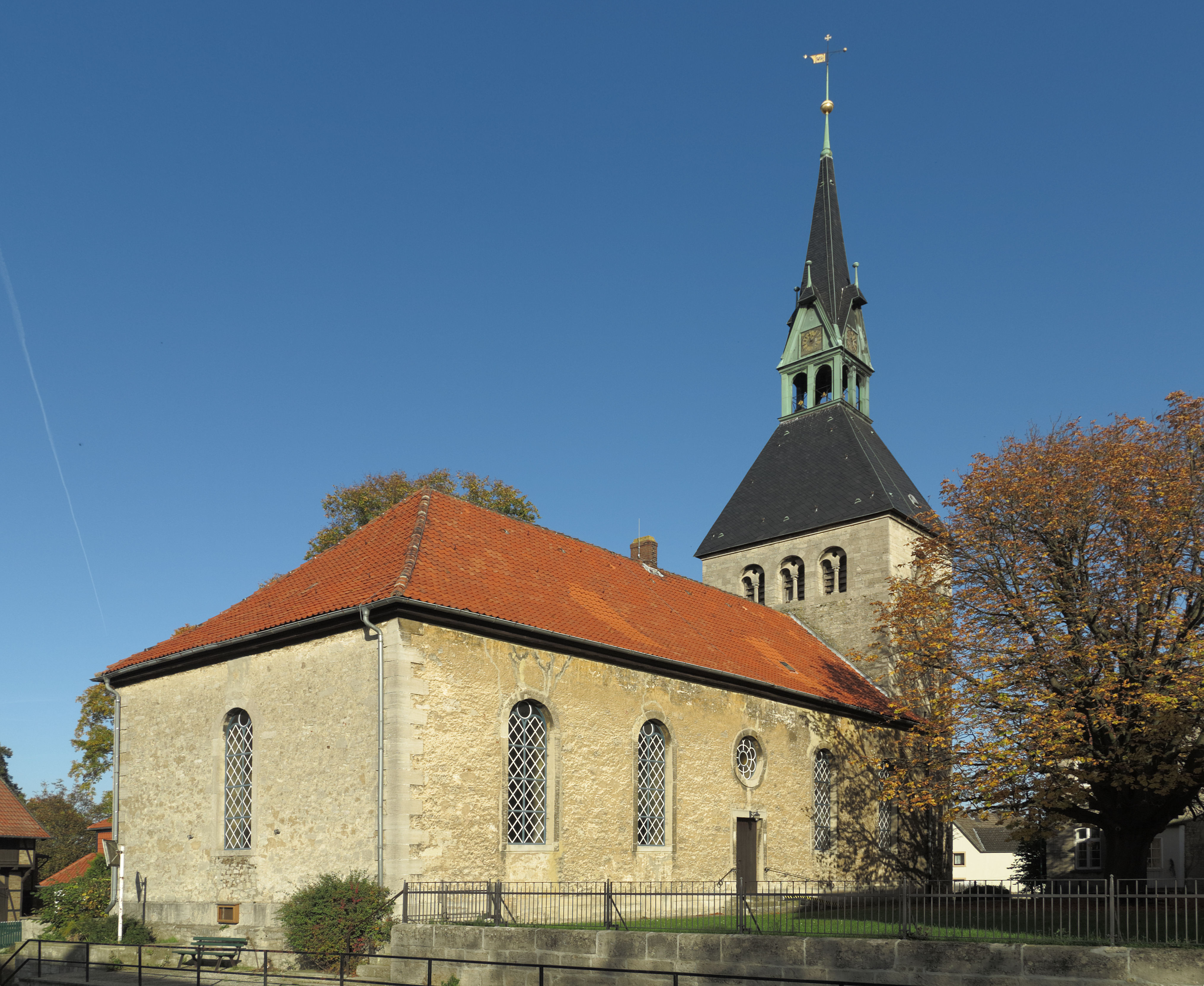
Christophorus-Kirche in Bornum
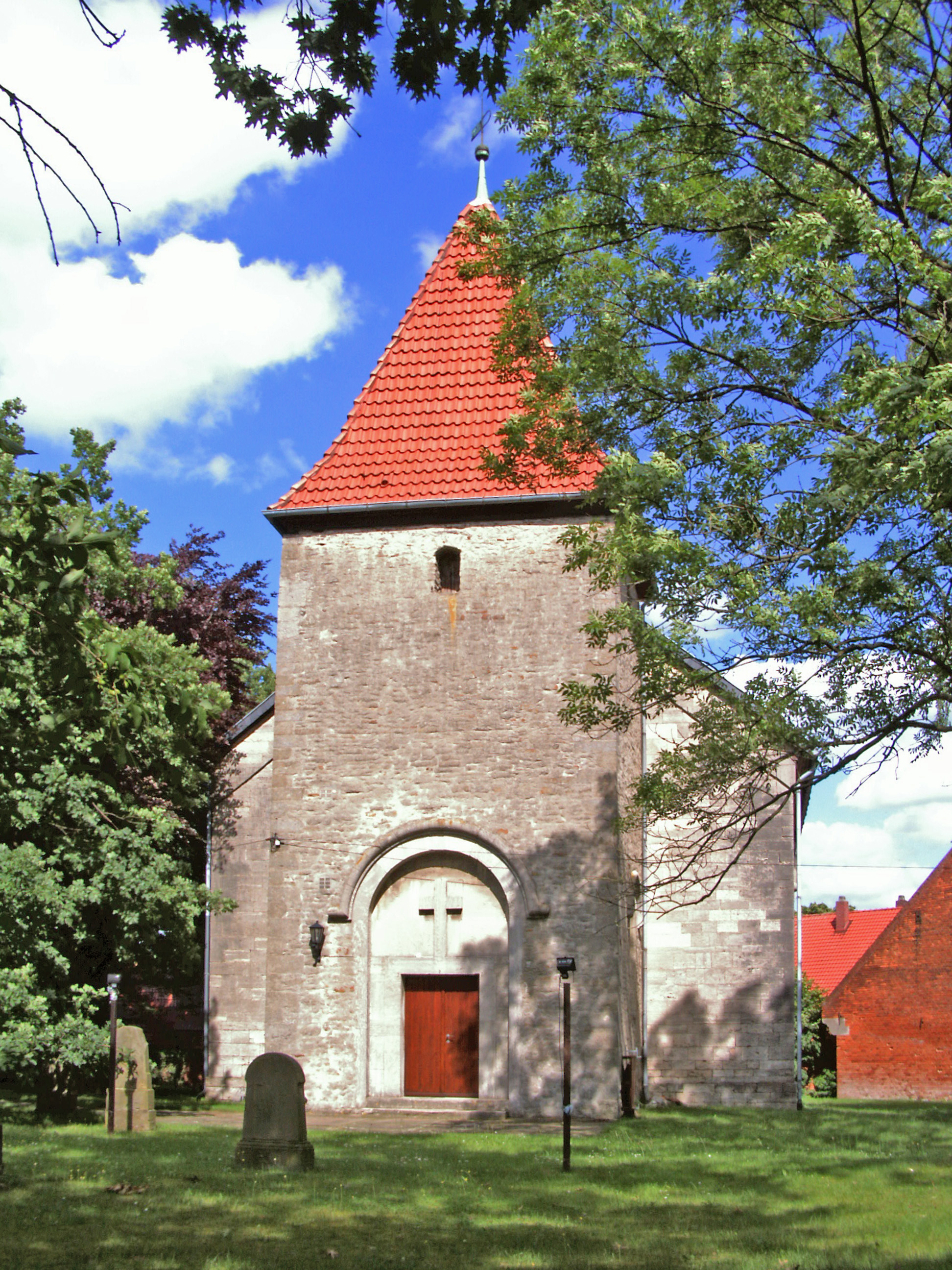
Friedenskirche in Glentorf
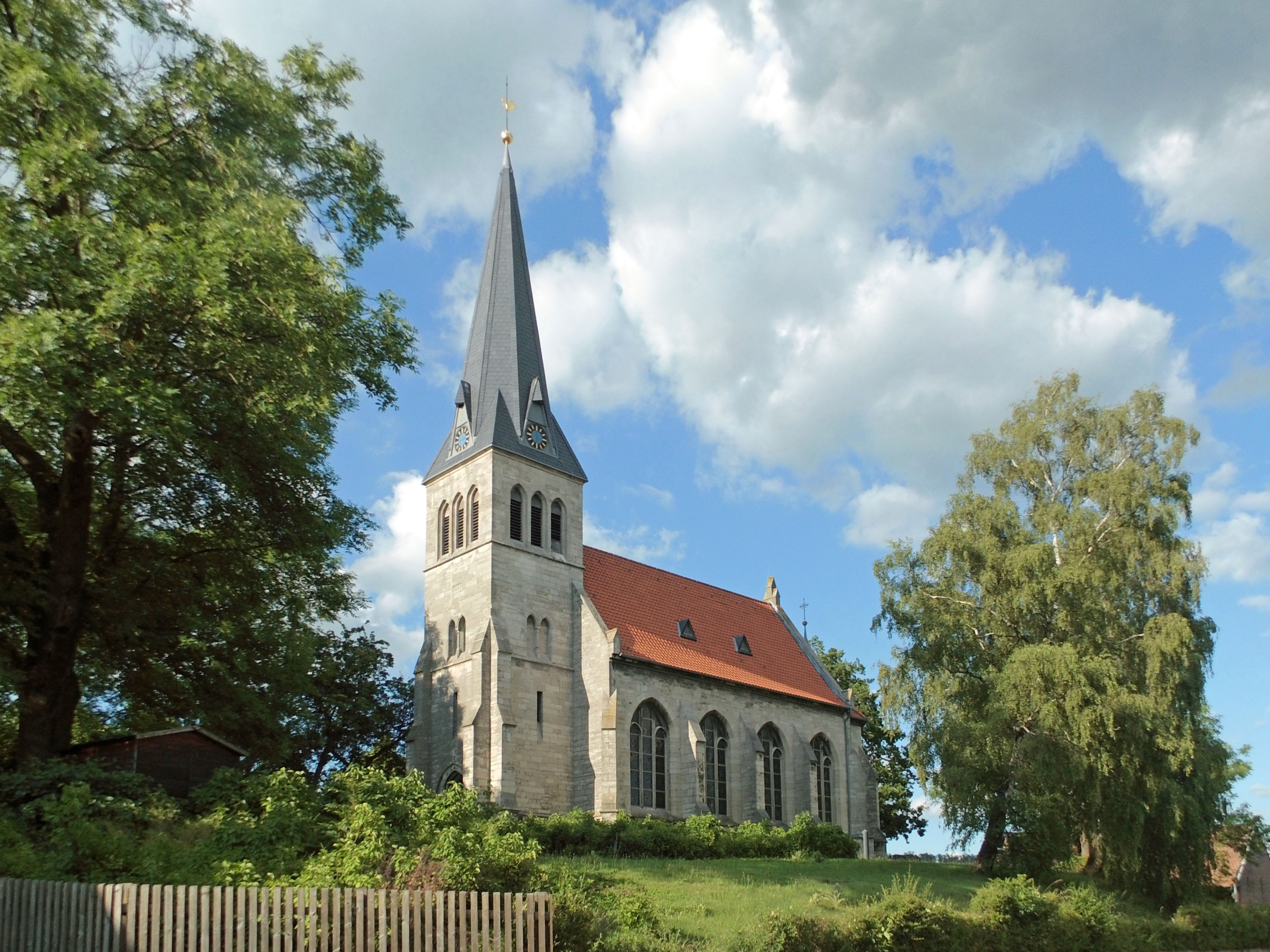
Kirche in Groß Steinum
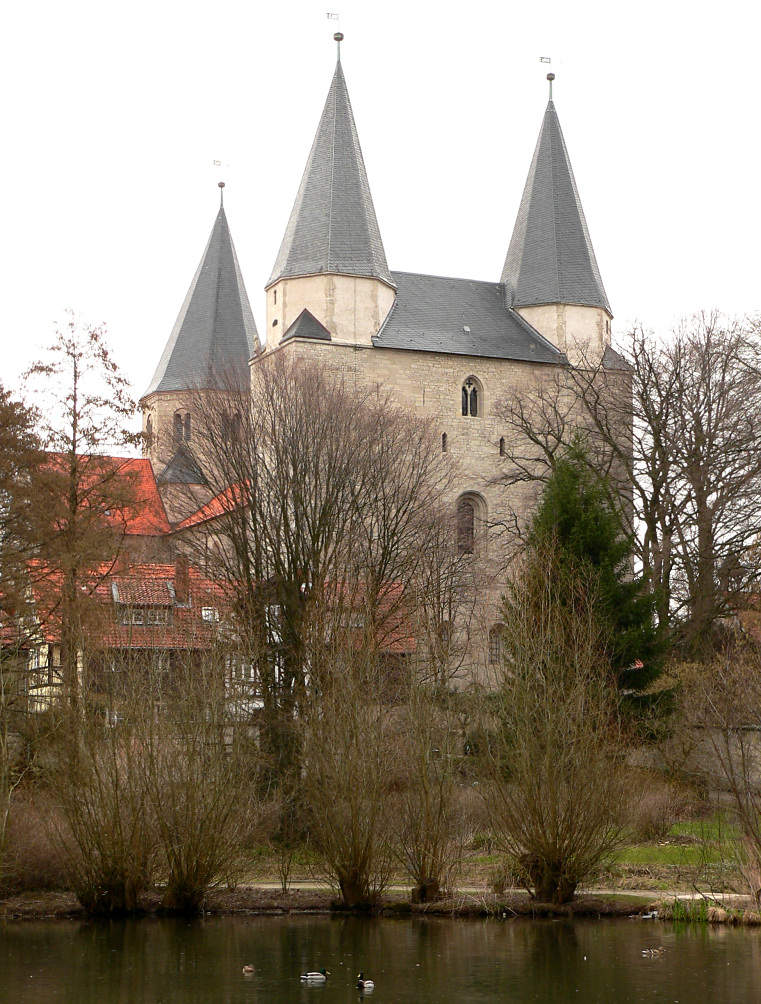
Der Kaiserdom St. Peter und Paul
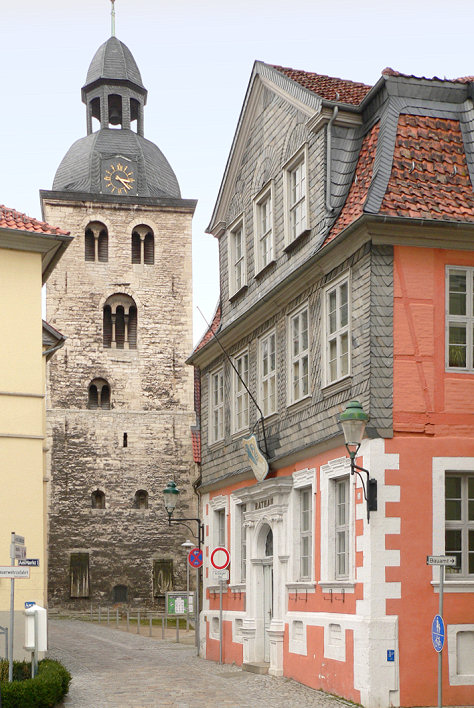
Stadtkirche St. Sebastian und Fabian
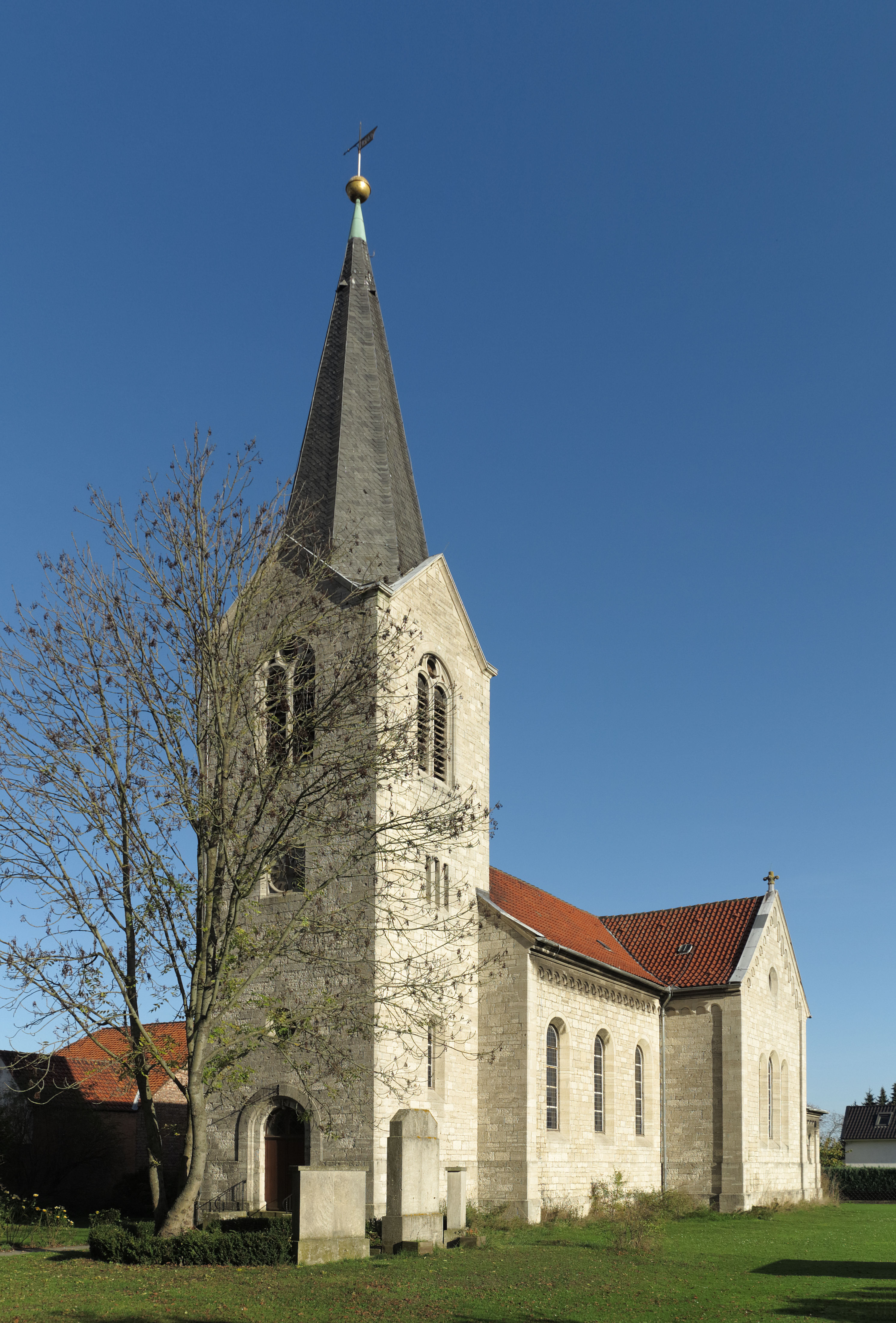
Kirche in Lauingen
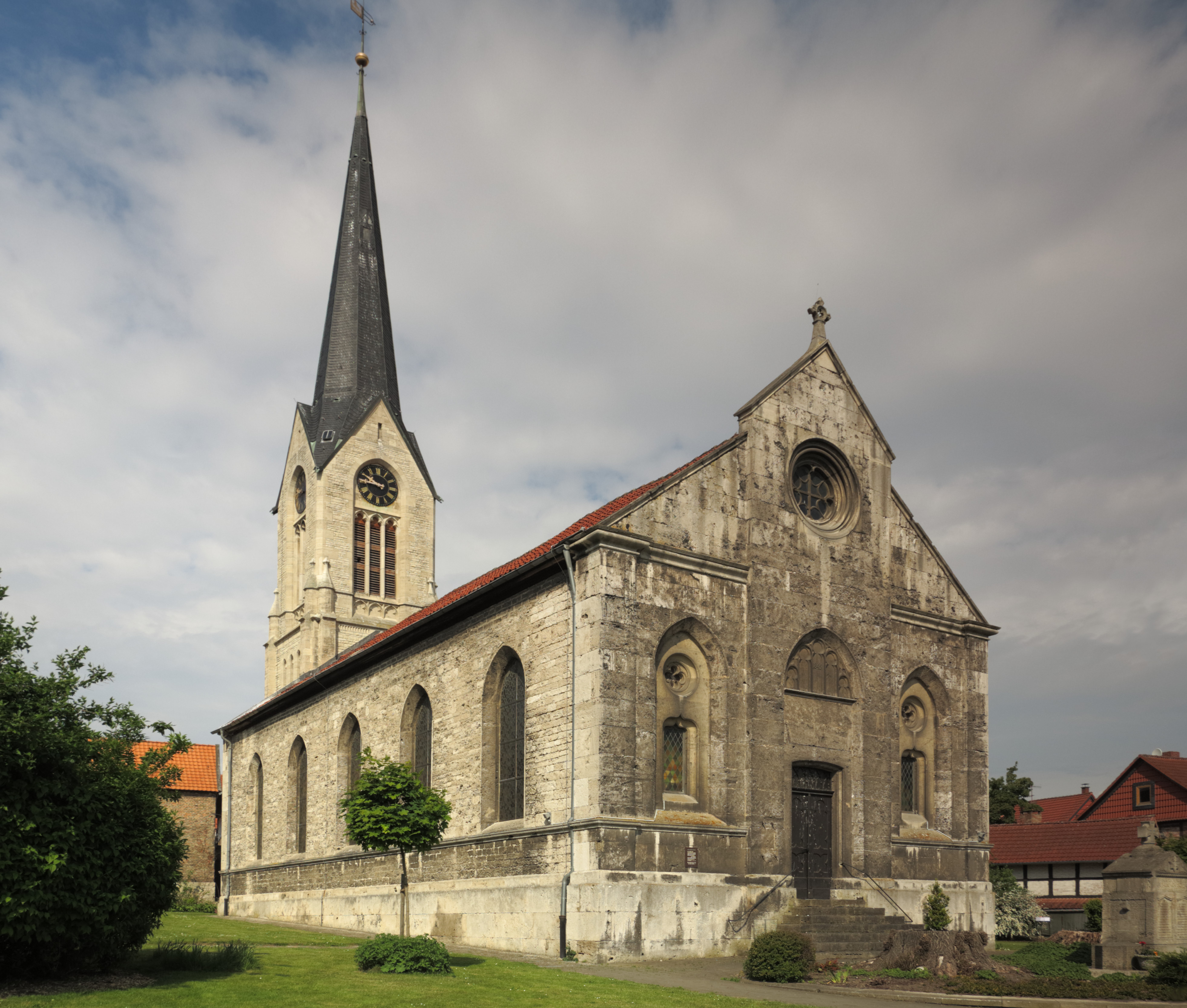
St.-Maria-Kirche in Lelm
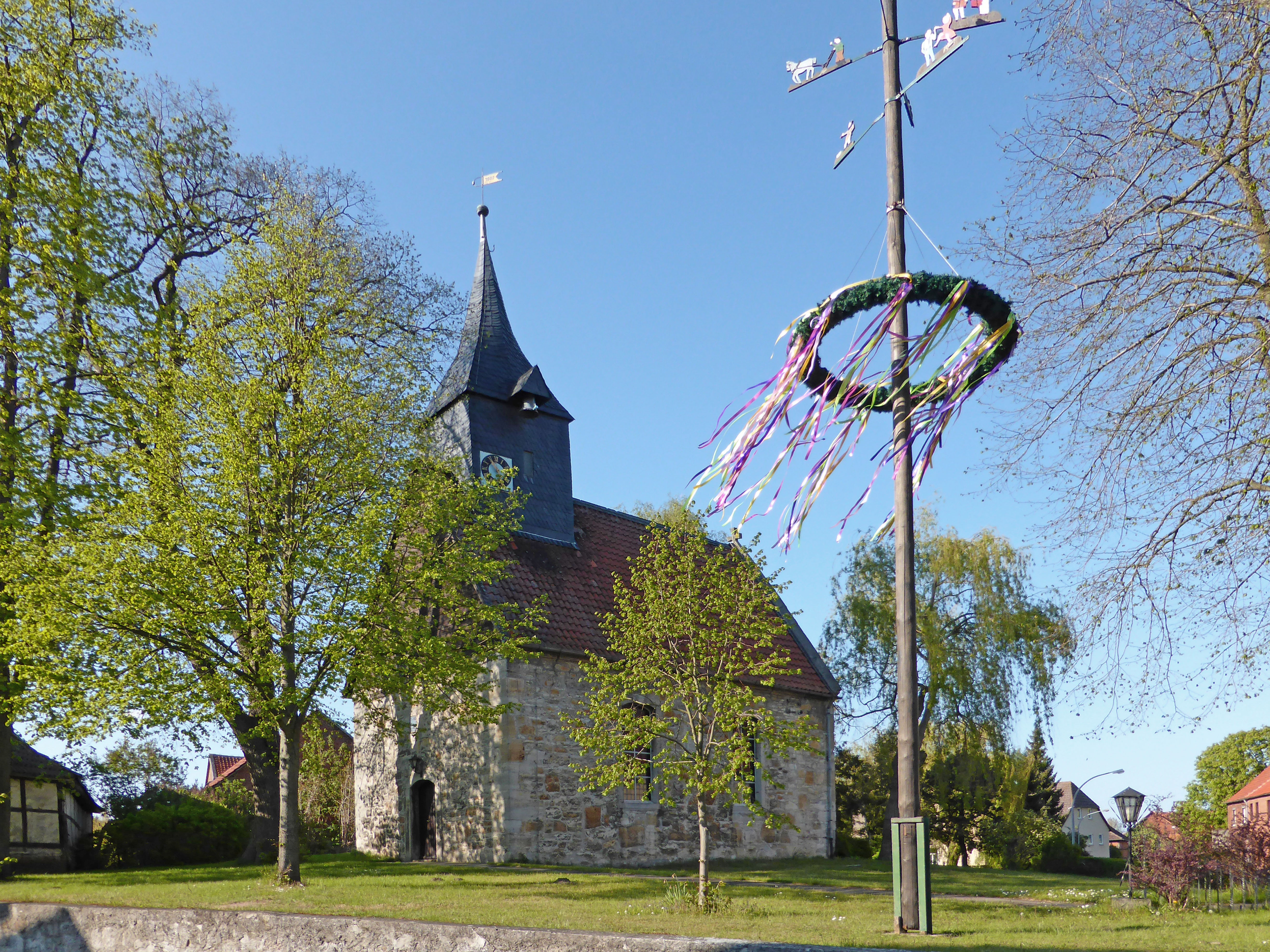
Kirche in Rieseberg
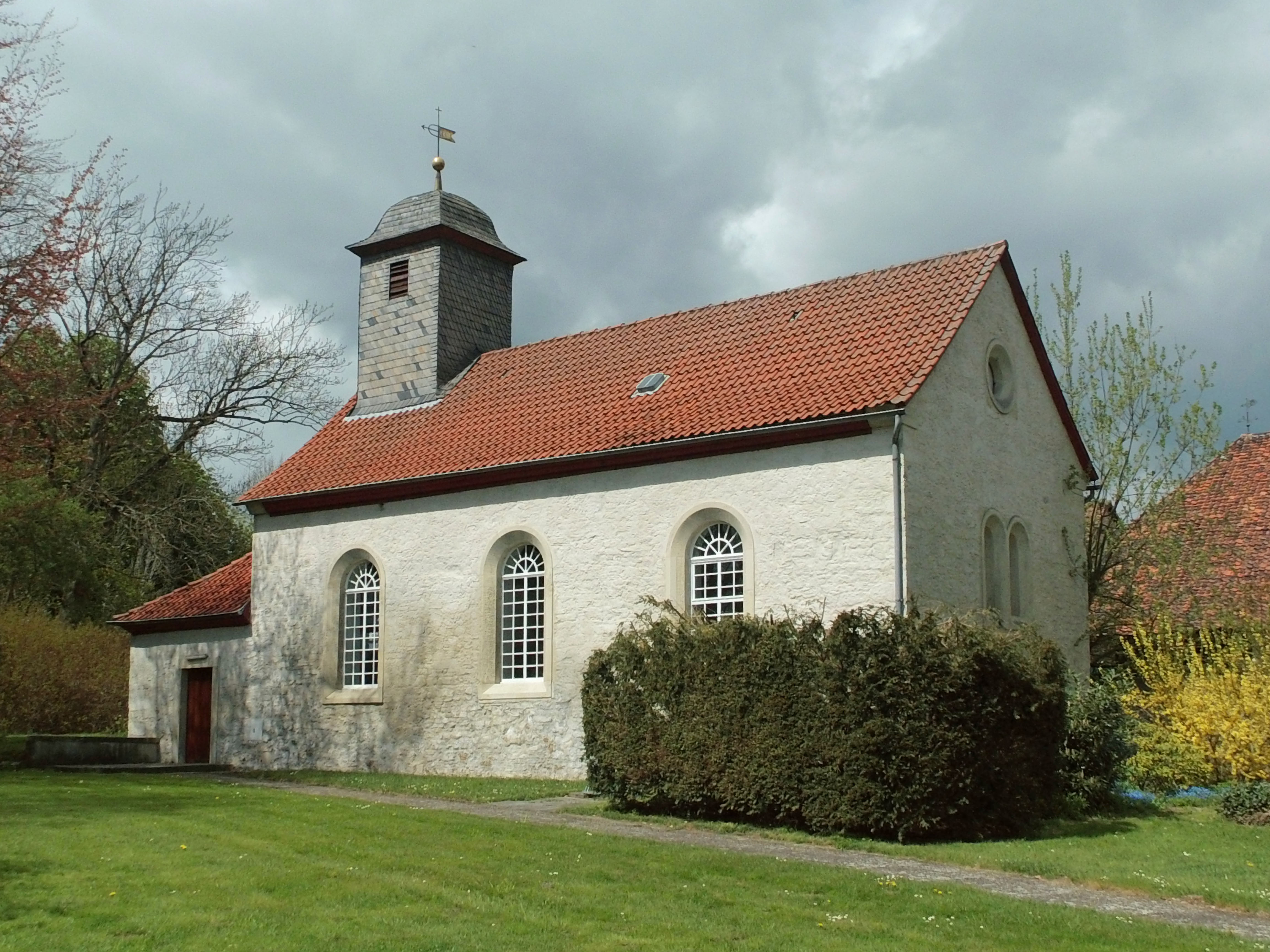
Kirche in Rottorf
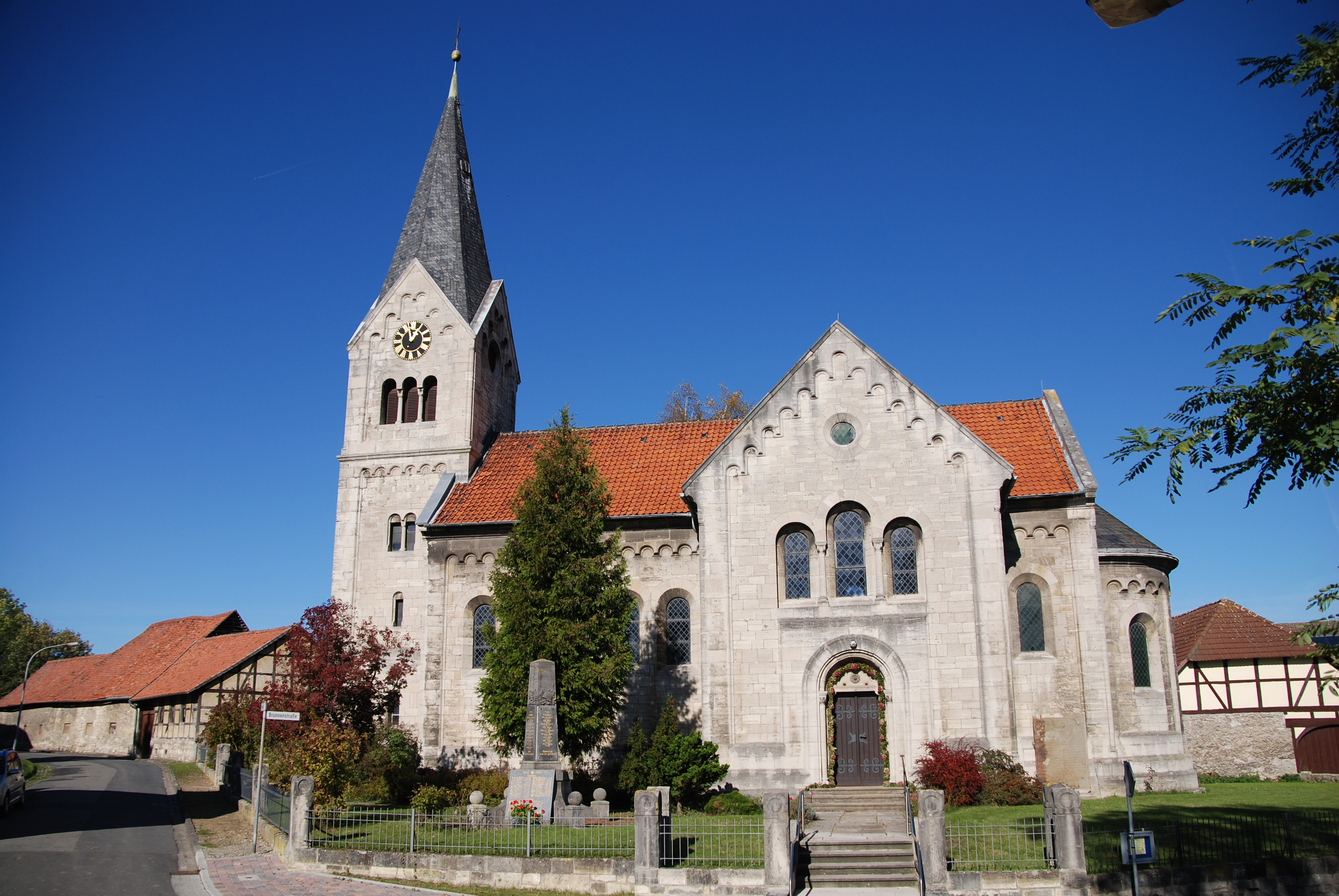
Kirche in Sunstedt

## L

### Langelsheim
- St.-Laurentius-Kirche (Astfeld)
- St.-Matthäus-Kirche (Bredelem)
- St. Andreas (Langelsheim)
- St.-Thomas-Kirche (Wolfshagen)

### Lehre
- St. Jürgen (Beienrode)
- Heilig-Kreuz-Kirche (Flechtorf)
- Dorfkirche (Groß Brunsrode)
- Kirche zum Heiligen Kreuz (Lehre)
- Sankt Dionysius-Areopagita (Wendhausen)

### Lengede
- Dorfkirche (Barbecke)
- Dorfkirche (Broistedt)

### Liebenburg
- Dorfkirche (Dörnten)
- St-Georg-Kirche (Groß Döhren)
- Dorfkirche (Klein Döhren)
- Kirche Klein Mahner
- St. Trinitatis (Liebenburg)
- Dorfkirche (Neuenkirchen)
- St. Stephanus (Ostharingen)
- Dorfkirche (Othfresen)
- Dorfkirche (Upen)

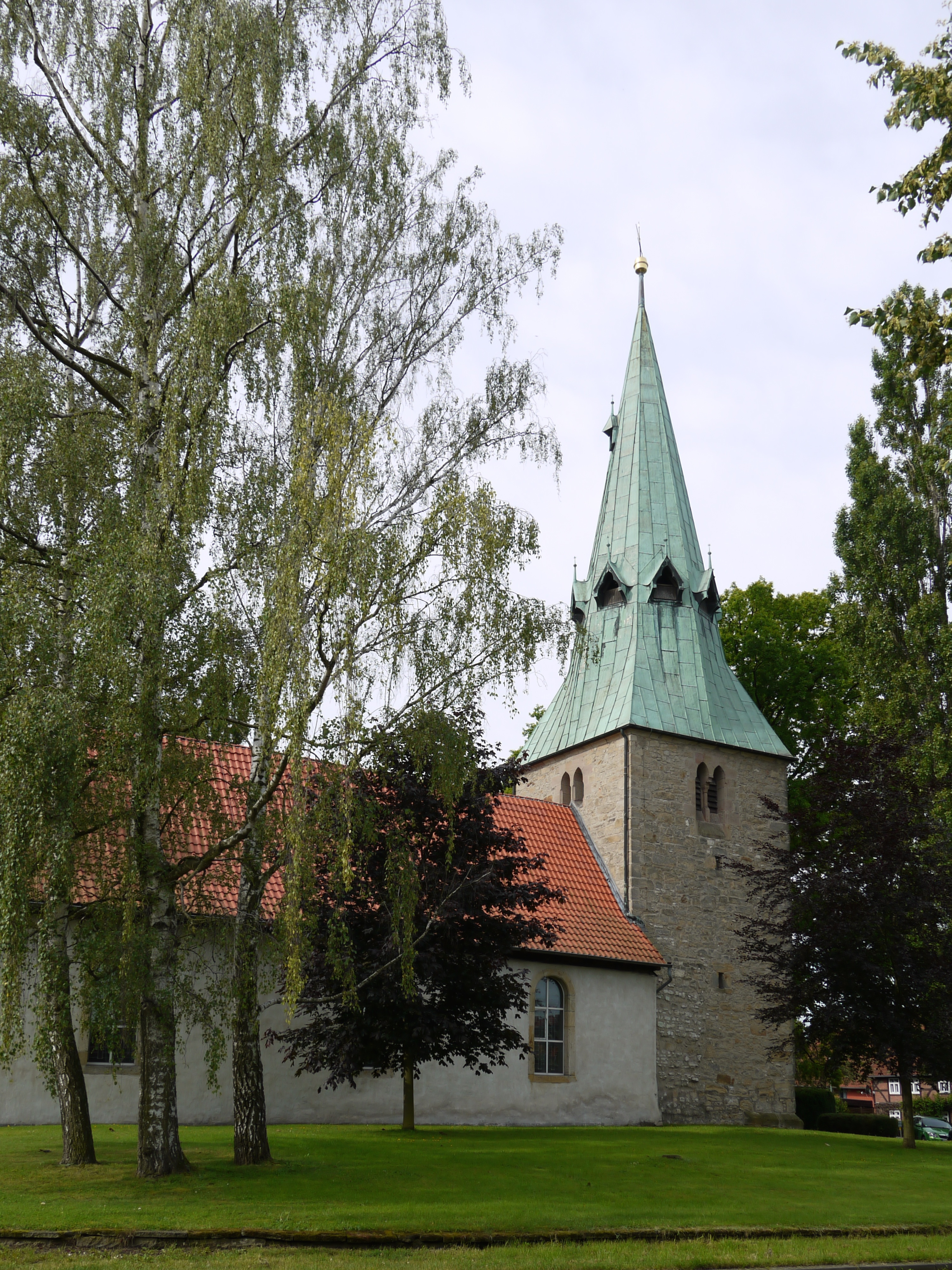
Dorfkirche von Dörnten
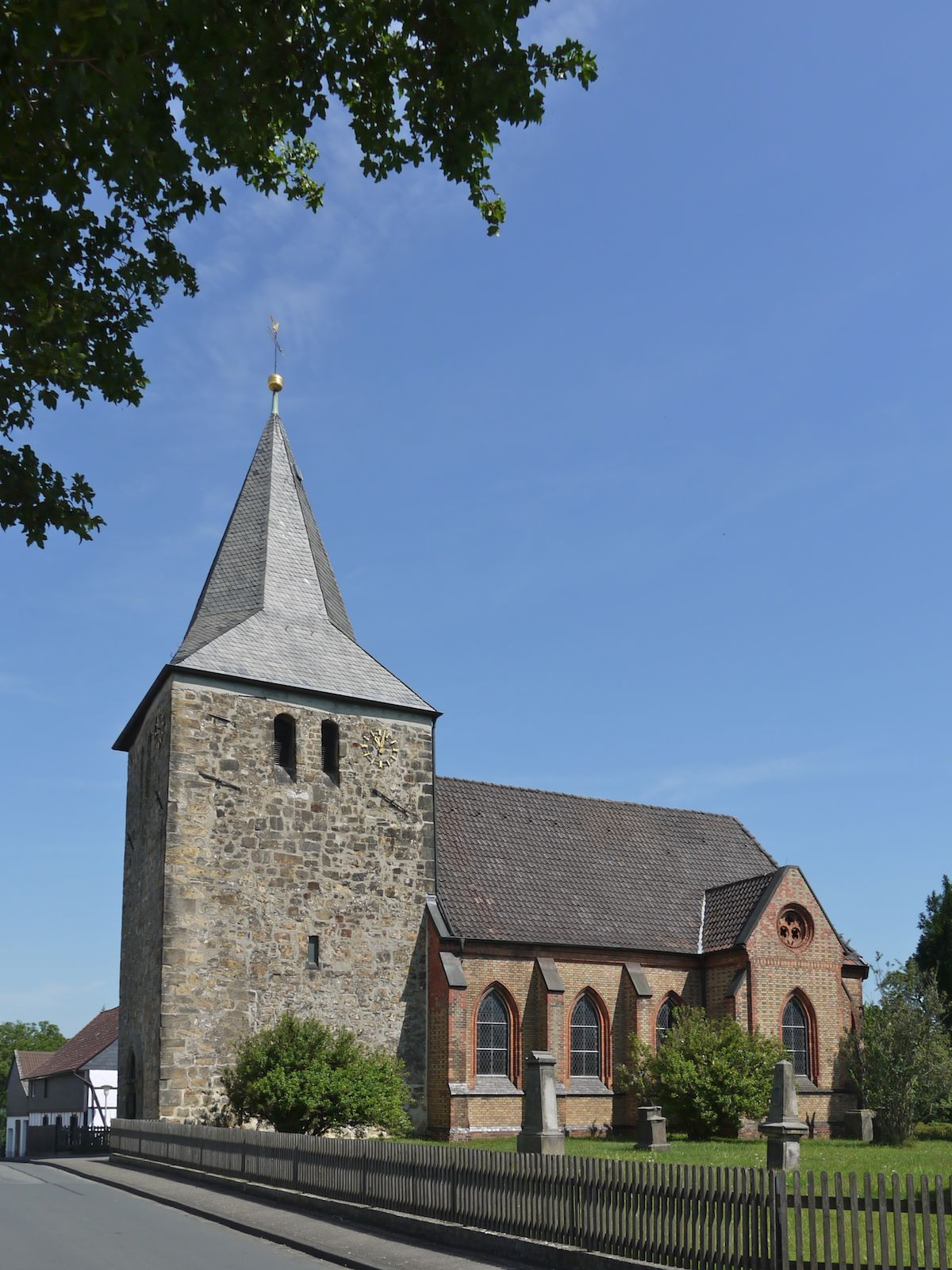
Dorfkirche von Klein-Mahner
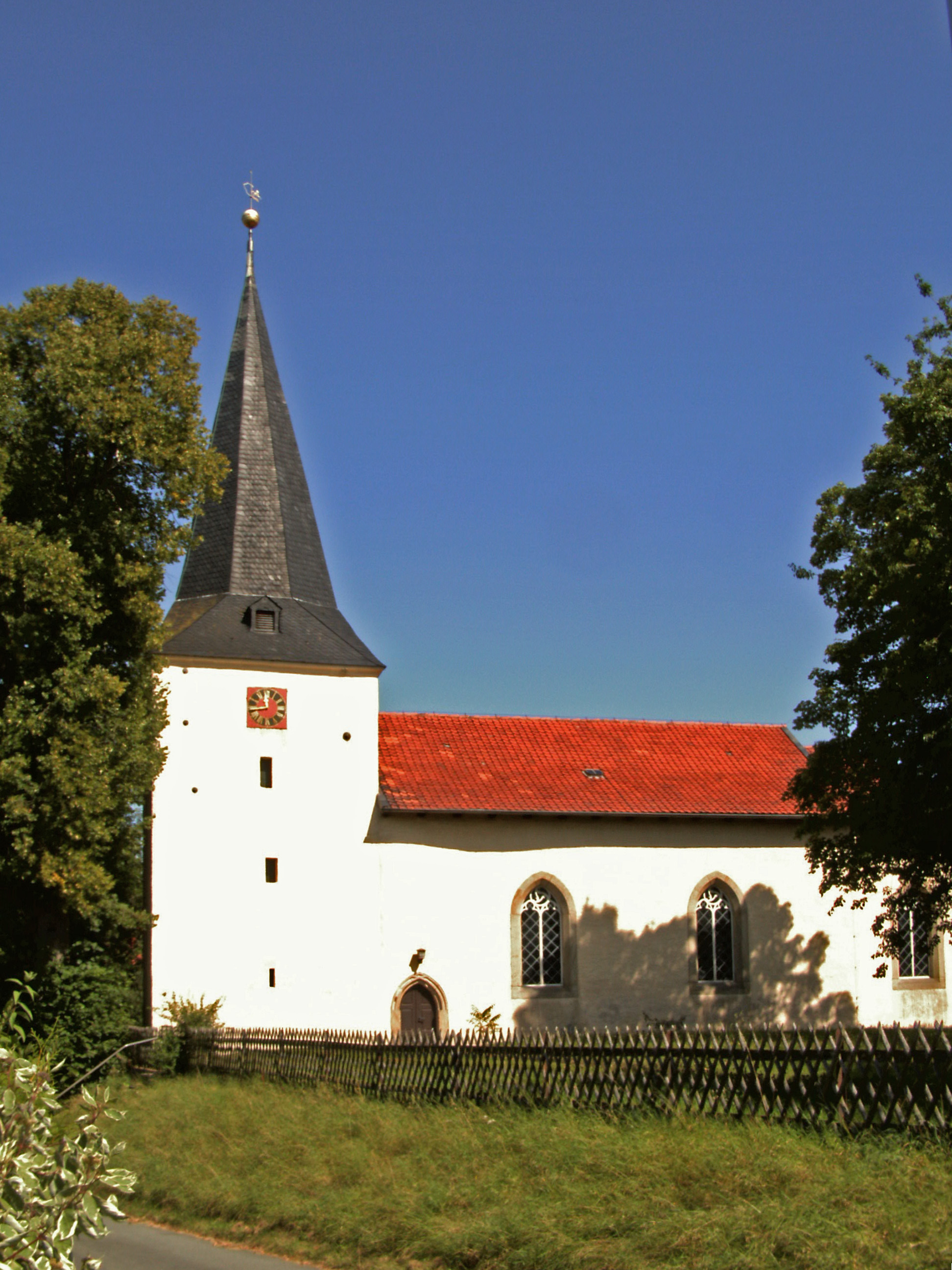
Dorfkirche von Ostharingen
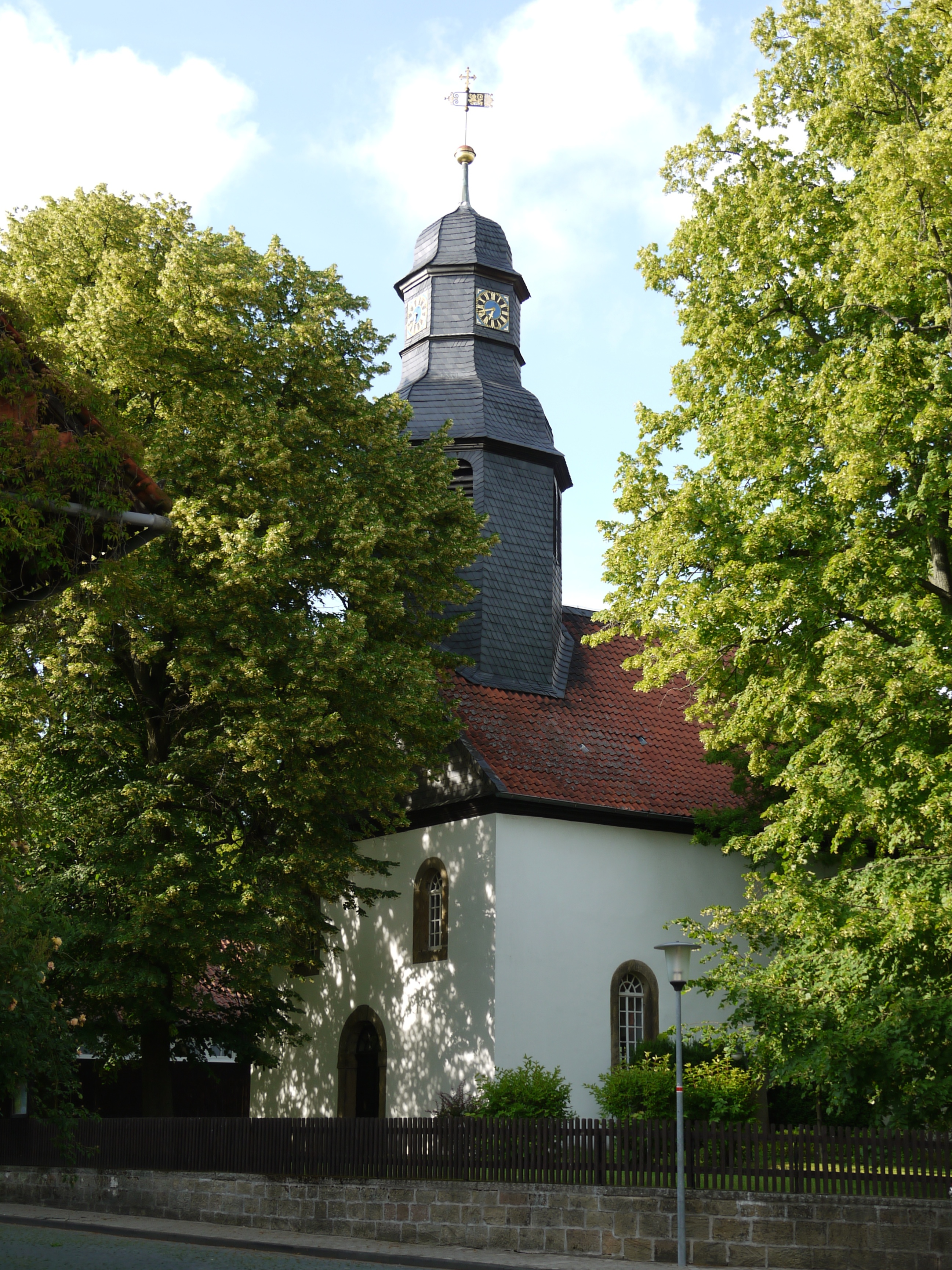
Dorfkirche von Upen

### Lutter am Barenberge
- St. Georg (Lutter am Barenberge)
- St.-Johannes-Kirche (Nauen)
- Dorfkirche (Ostlutter)

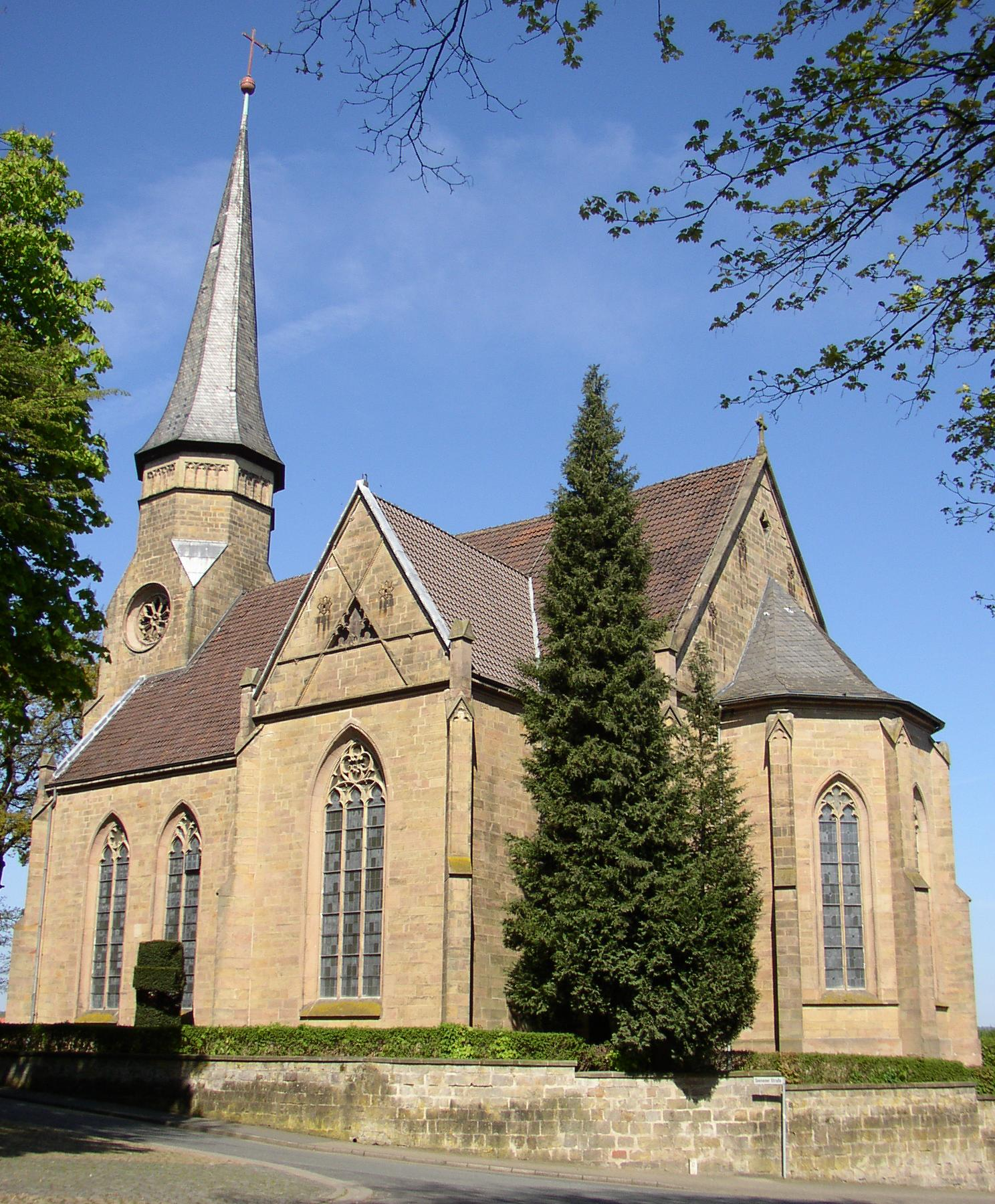
Kirche St. Georg

## M/N

### Mariental
- Kloster Mariental (Mariental)

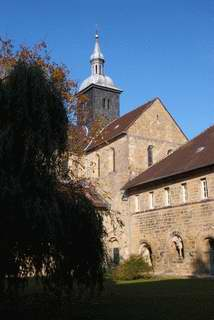
Kloster Mariental

## O

### Oberharz am Brocken
- St.-Antonius-Kirche (Hasselfelde)
- Christuskirche (Rübeland)
- Dorfkirche Tanne
- St.-Salvator-Kirche (Trautenstein)

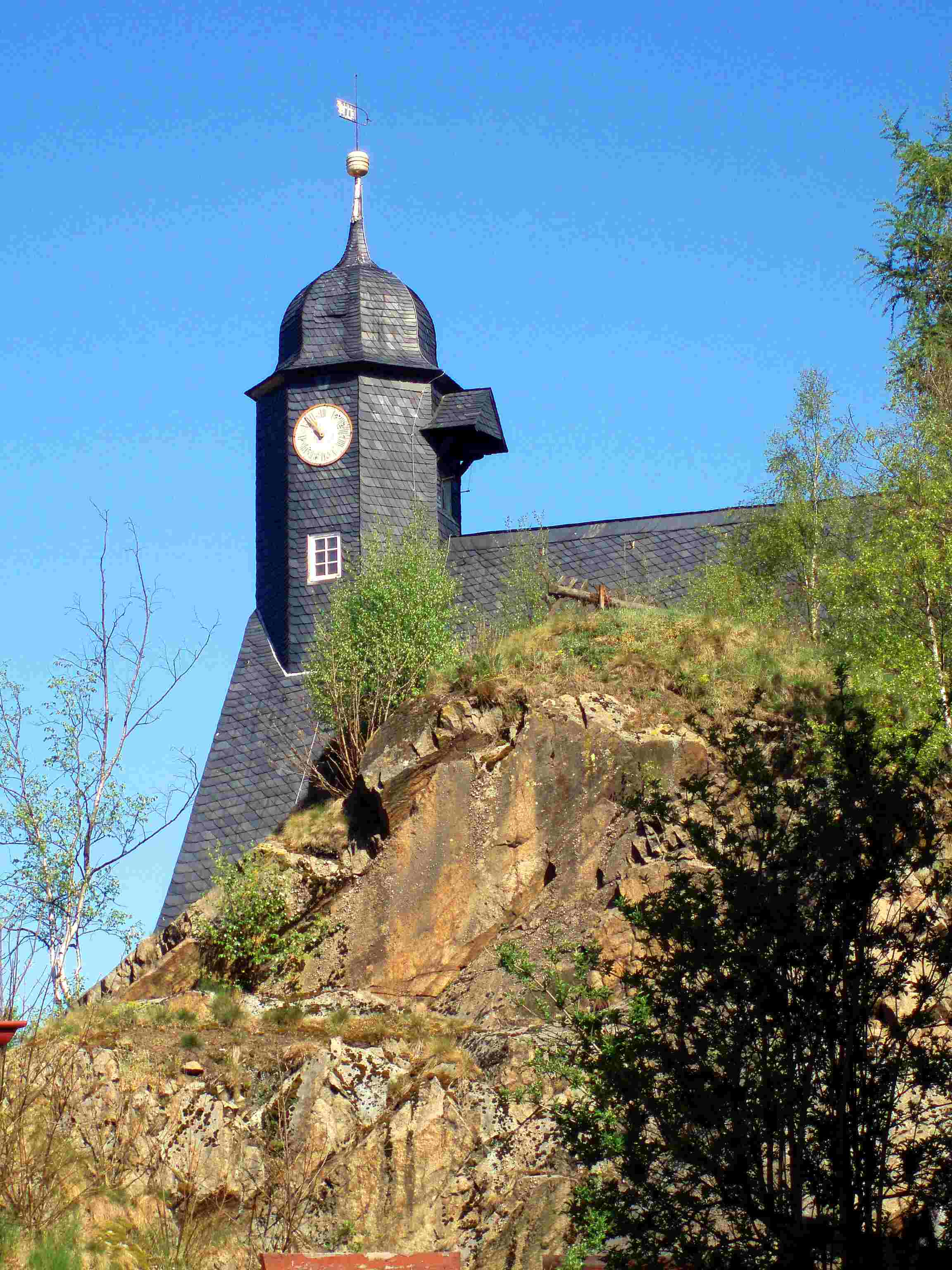
Kirche in Trautenstein

### Ohrum
- Dorfkirche (Ohrum)

## P

### Parsau
- Christuskirche (Parsau)

### Peine
- St.-Johannis-Kirche (Duttenstedt)
- Dorfkirche (Essinghausen)

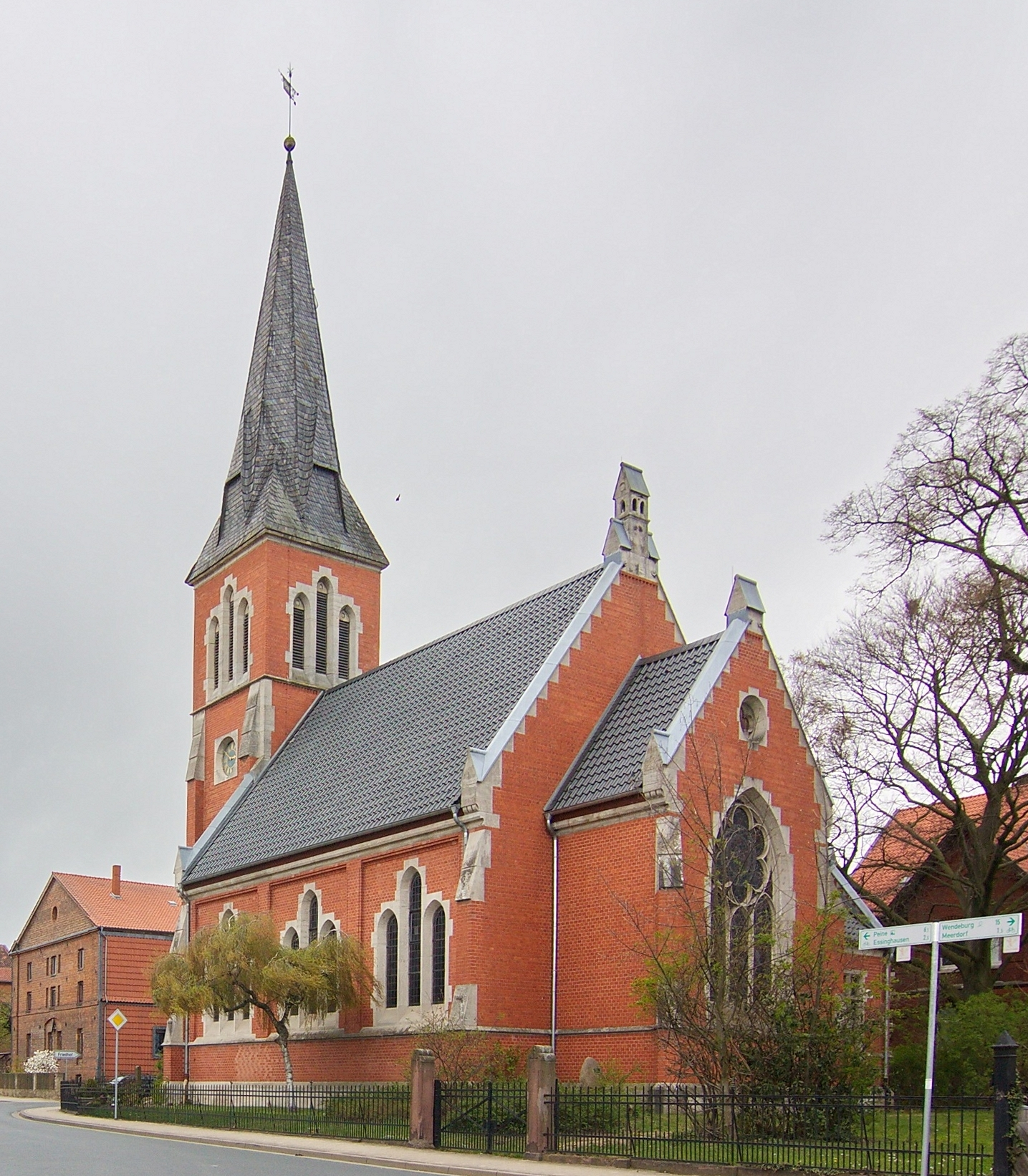
St.-Johannis-Kirche Duttenstedt
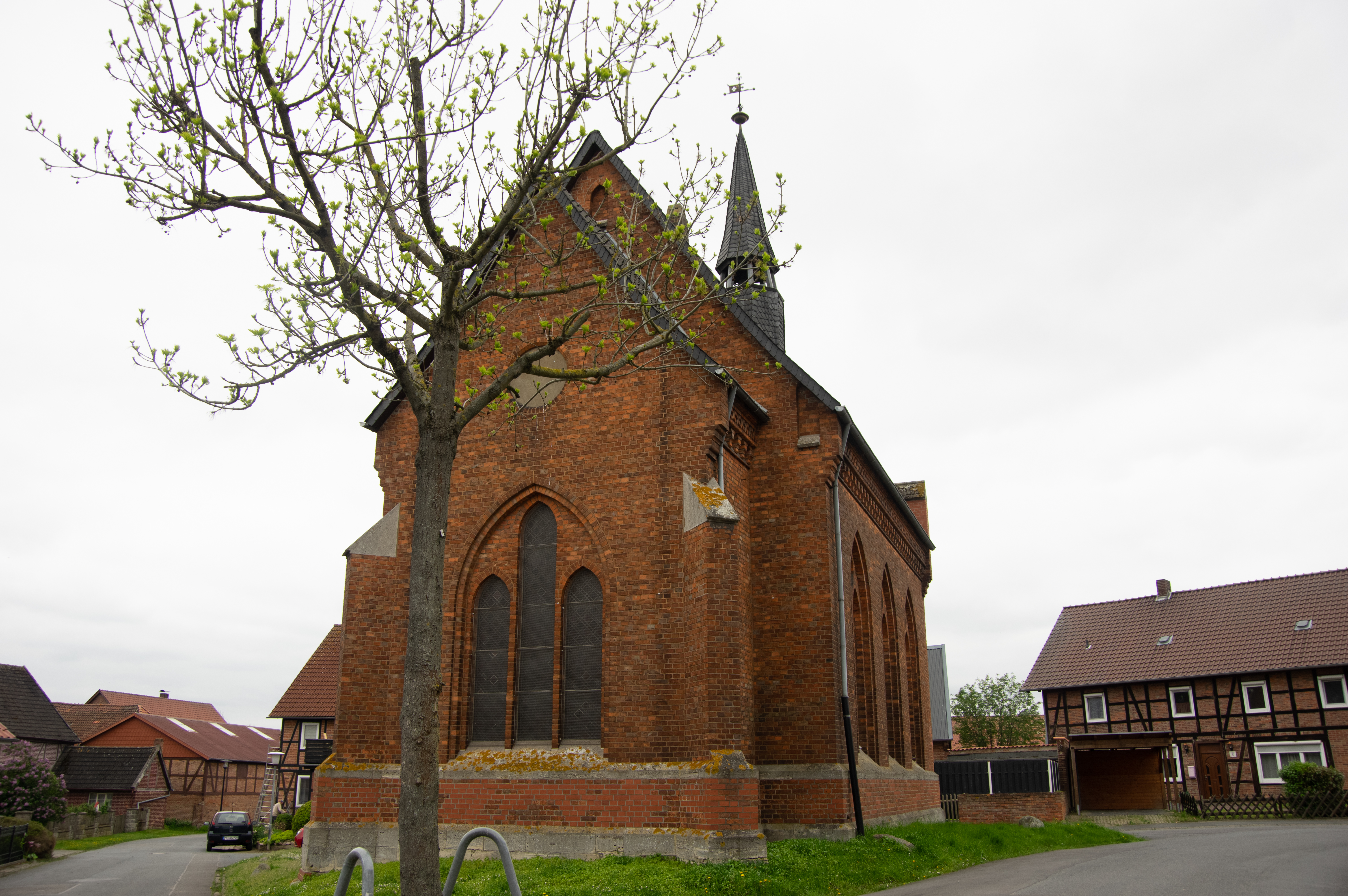
Dorfkirche Essinghausen

## Q/R

### Remlingen-Semmenstedt
- St.-Katharina-Kirche (Groß Biewende)
- St.-Martins-Kirche (Klein Biewende)
- St. Petri (Remlingen)
- Dorfkirche (Semmenstedt)

### Roklum
- Marienkirche (Roklum)

### Rühen
- St.-Markus-Kirche (Brechtorf)
- Gemeinderaum (Eischott)
- St.-Paulus-Kirche (Rühen)

## S

### Salzgitter
- St.-Mariae-und-Jakobi-Kirche (Bad)
- Martin-Luther-Kirche (Bad) (Noah-Kirchengemeinde)
- Gnadenkirche (Bad) (Noah-Kirchengemeinde)
- Heilige Dreifaltigkeitskirche (Bad)
- St.-Nikolai-Kirche (Barum)
- St.-Petri-Kirche (Beddingen)
- Dorfkirche (Beinum)
- Dorfkirche (Bleckenstedt)
- Dorfkirche (Bruchmachtersen)
- St.-Petrus-Kirche (Calbecht)
- Michaelis-Kirche (Drütte)
- St. Cosmas und Damian (Engelnstedt)
- St.-Marien-Kirche (Salzgitter-Engerode)
- Dorfkirche (Flachstöckheim)
- St.-Nicolai-Kirche (Gebhardshagen)
- Heilig-Kreuz-Kirche (Gebhardshagen)
- Christuskirche (Salzgitter-Gitter)
- Dorfkirche (Groß Mahner)
- Dorfkirche (Hallendorf)
- St.-Petri-Kirche (Heerte)
- Dorfkirche (Immendorf)
- Friedenskirche (Lebenstedt)
- Martin-Luther-Kirche (Lebenstedt)
- St.-Andreas-Kirche (Lebenstedt)
- St.-Johannes-Kirche (Lebenstedt)
- St.-Lukas-Kirche (Lebenstedt)
- St.-Markus-Kirche (Lebenstedt)
- St.-Paulus-Kirche (Lebenstedt)
- St.-Peter-und-Pauls-Kirche (Lesse)
- St.-Petrus-Kirche (Lichtenberg)
- Dorfkirche (Lobmachtersen)
- Dorfkirche (Ohlendorf)
- Dorfkirche (Osterlinde)
- St.-Jacobi-Kirche (Reppner)
- St. Johannes Baptista (Ringelheim)
- Schlosskirche St. Maria Magdalena (Salder)
- St.-Paulus-Kirche (Sauingen)
- Stiftskirche Steterburg
- St.-Georg-Kirche (Thiede)
- Dorfkirche (Üfingen)
- Dorfkirche (Watenstedt)

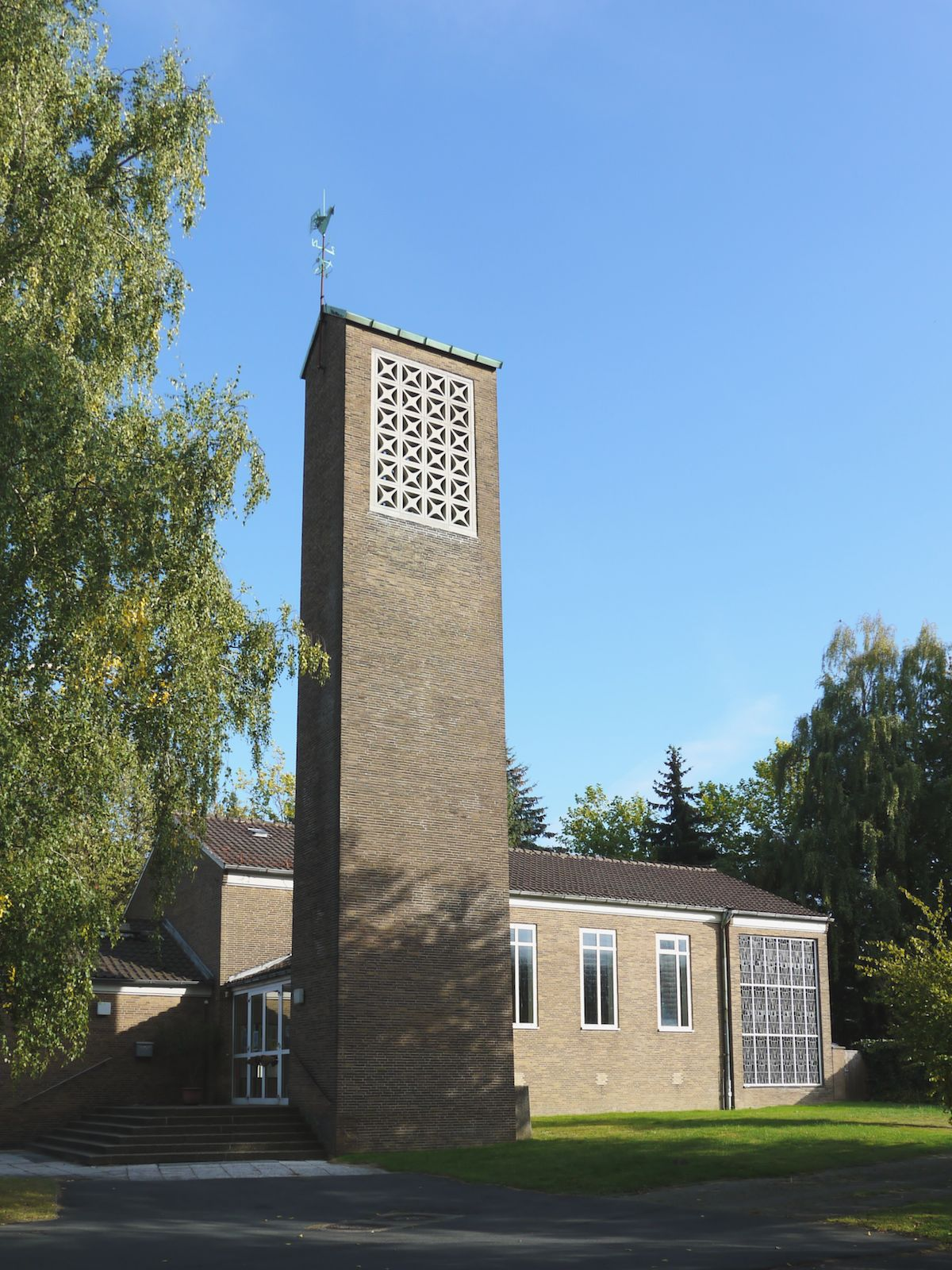
Gnadenkirche (ev.) in Salzgitter-Bad
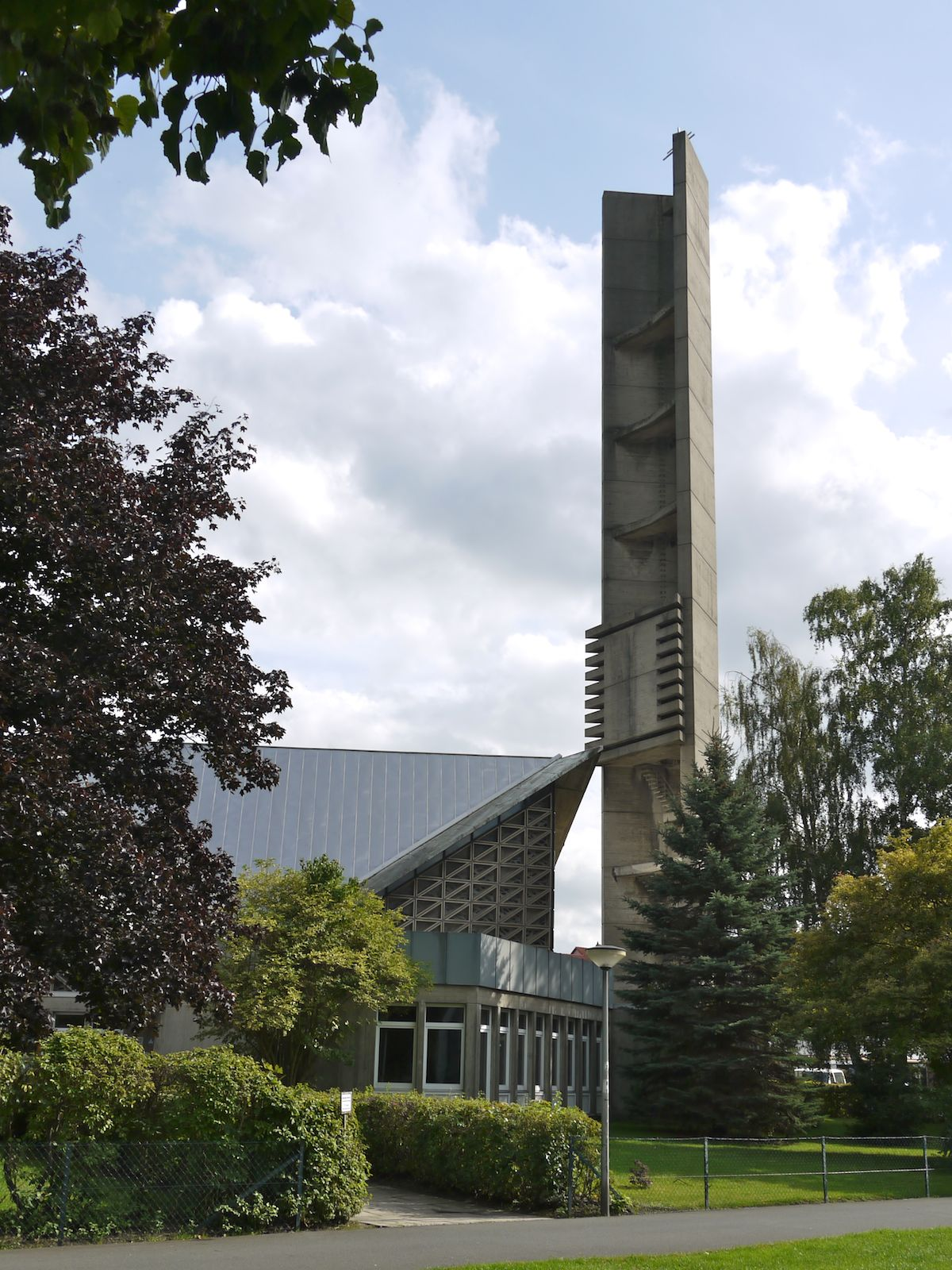
Heilige Dreifaltigkeitskirche in Salzgitter-Bad
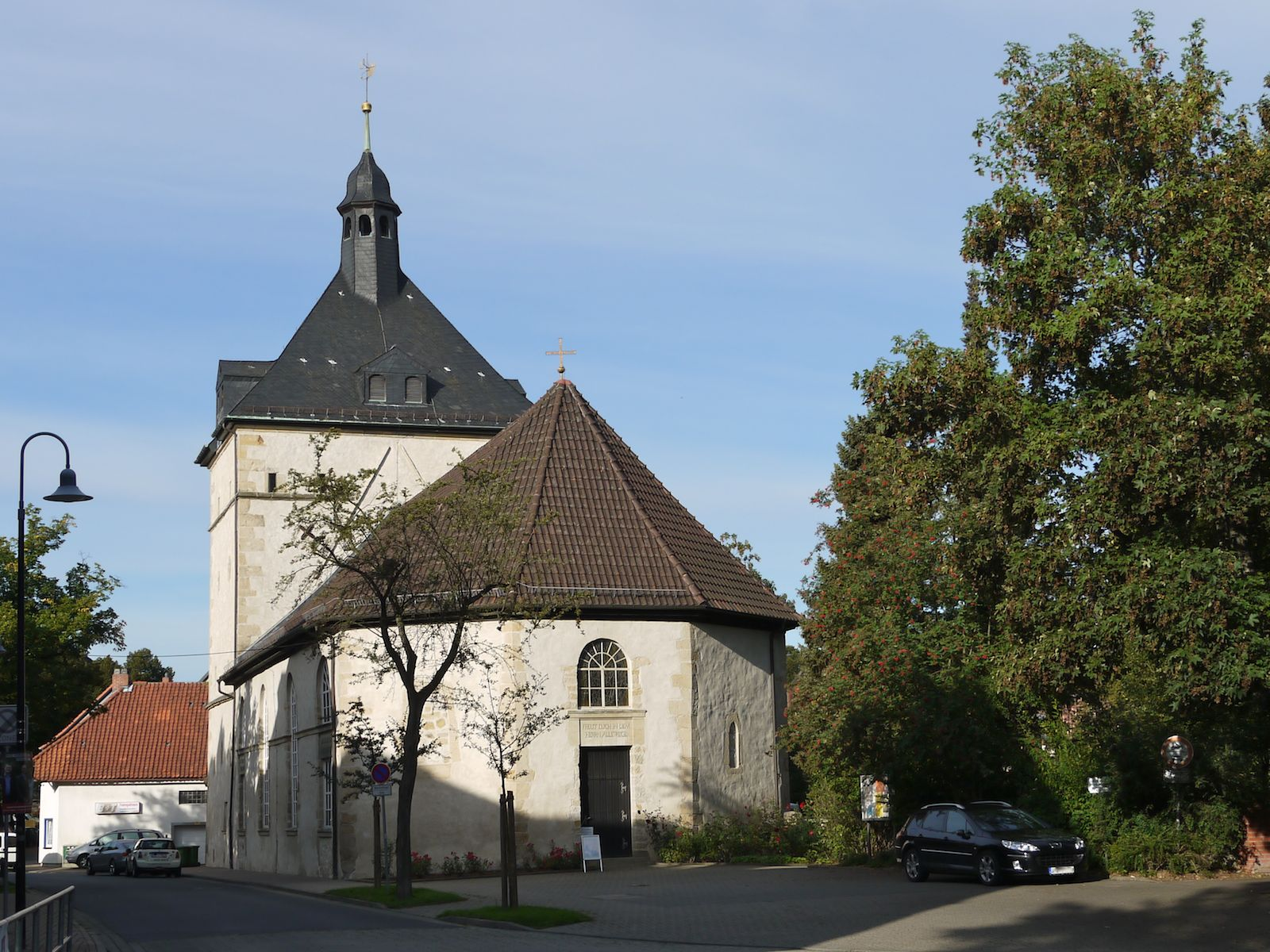
St. Mariae-Jakobi-Kirche in Salzgitter-Bad
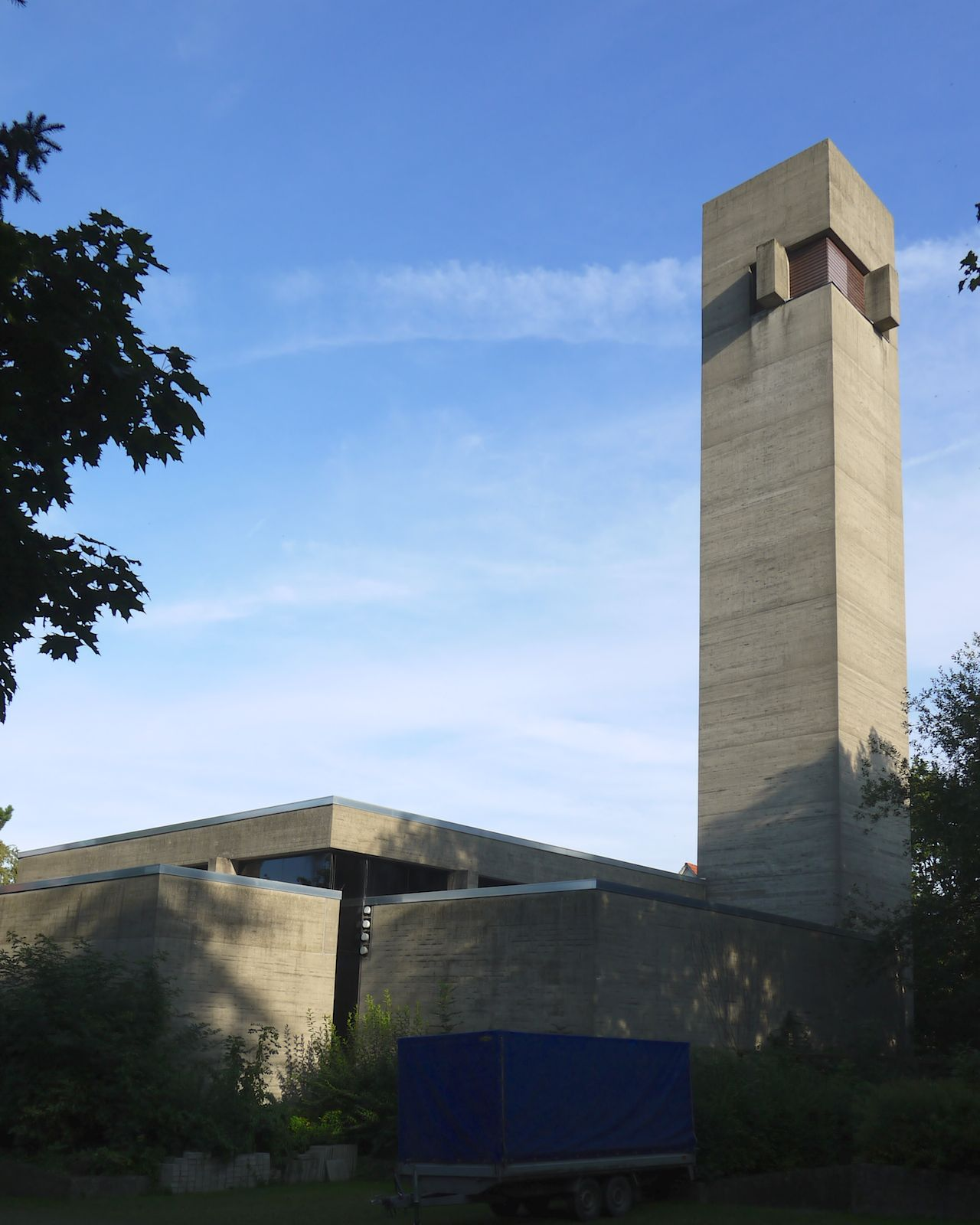
Martin-Luther-Kirche in Salzgitter-Bad
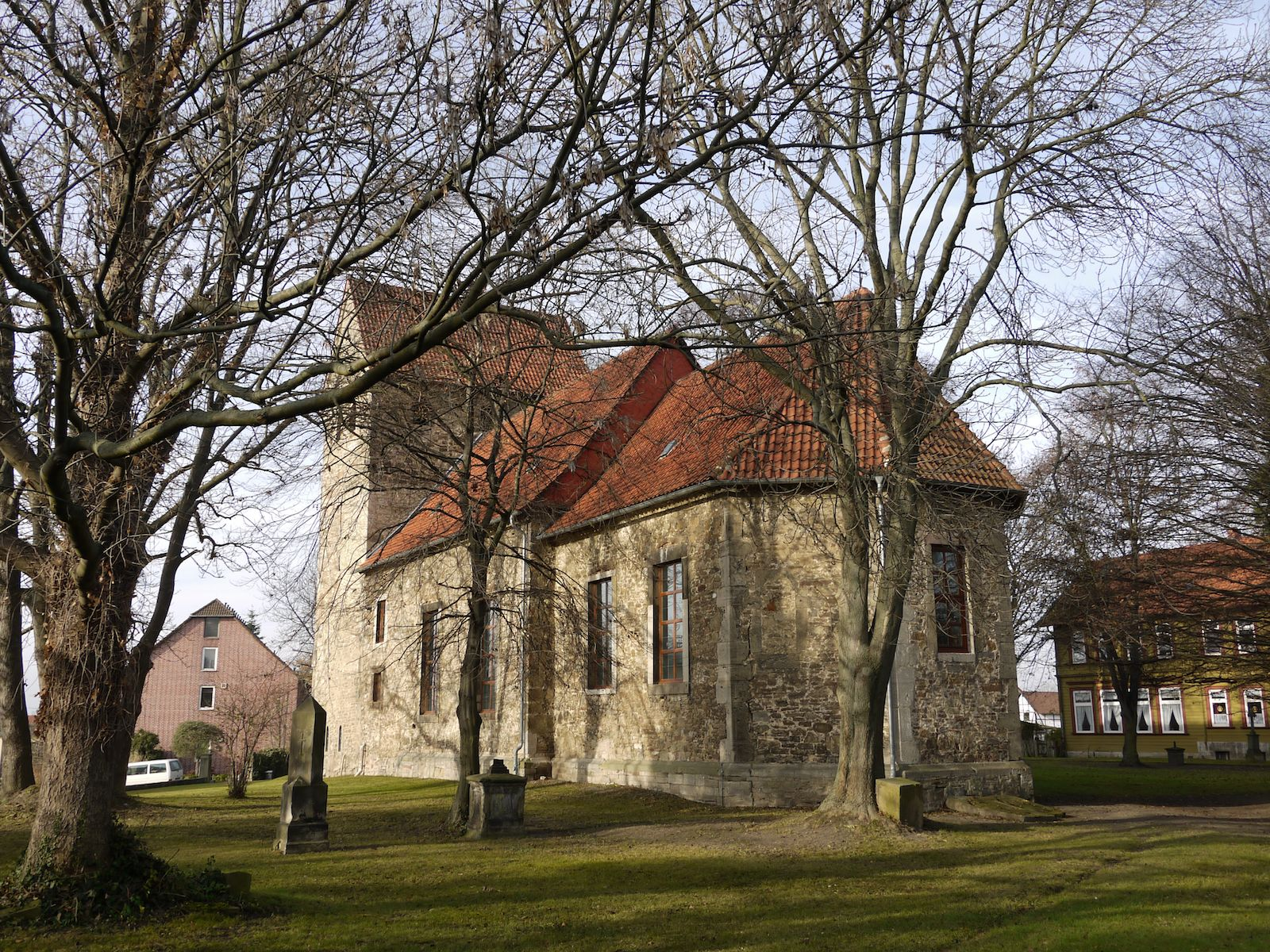
St. Nikolai-Kirche in Barum
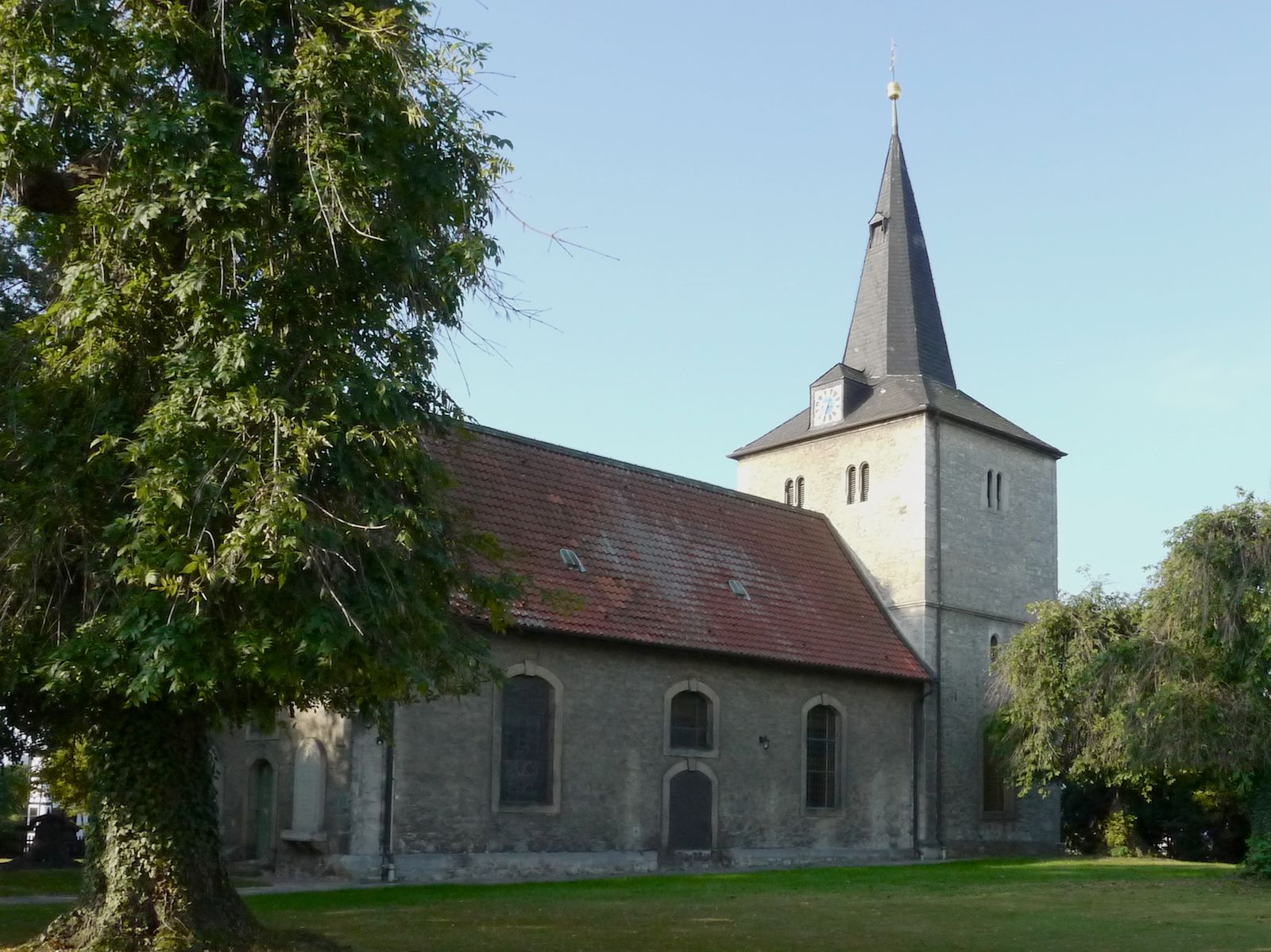
St.-Petri-Kirchen in Beddingen
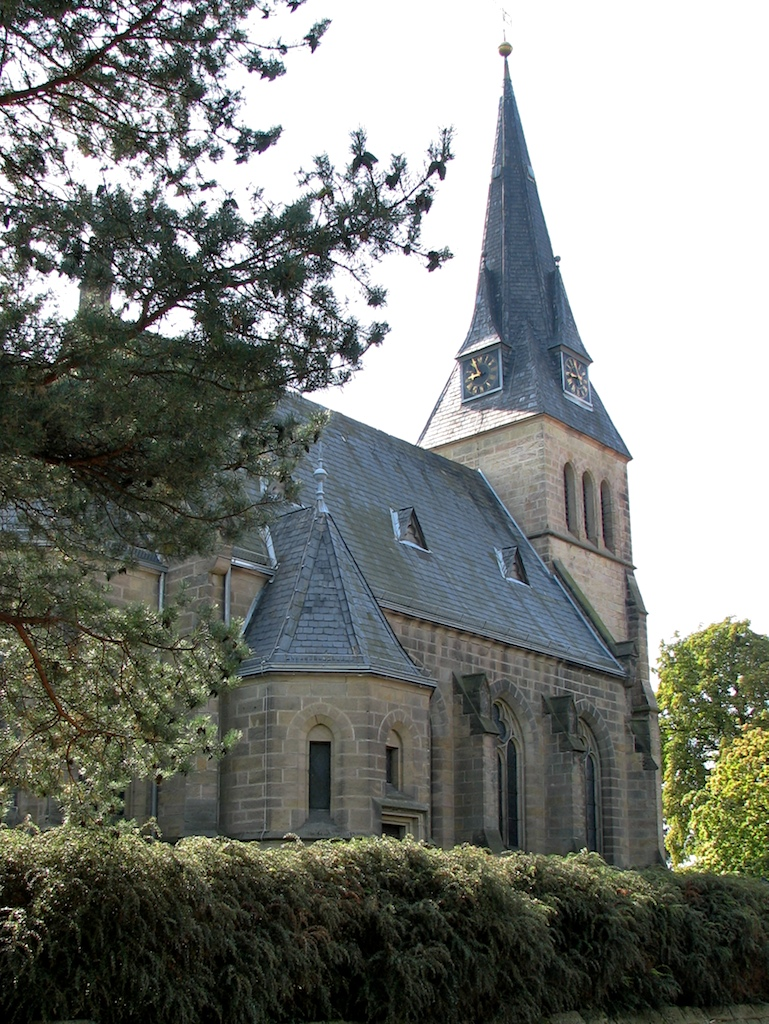
Dorfkirche Beinum
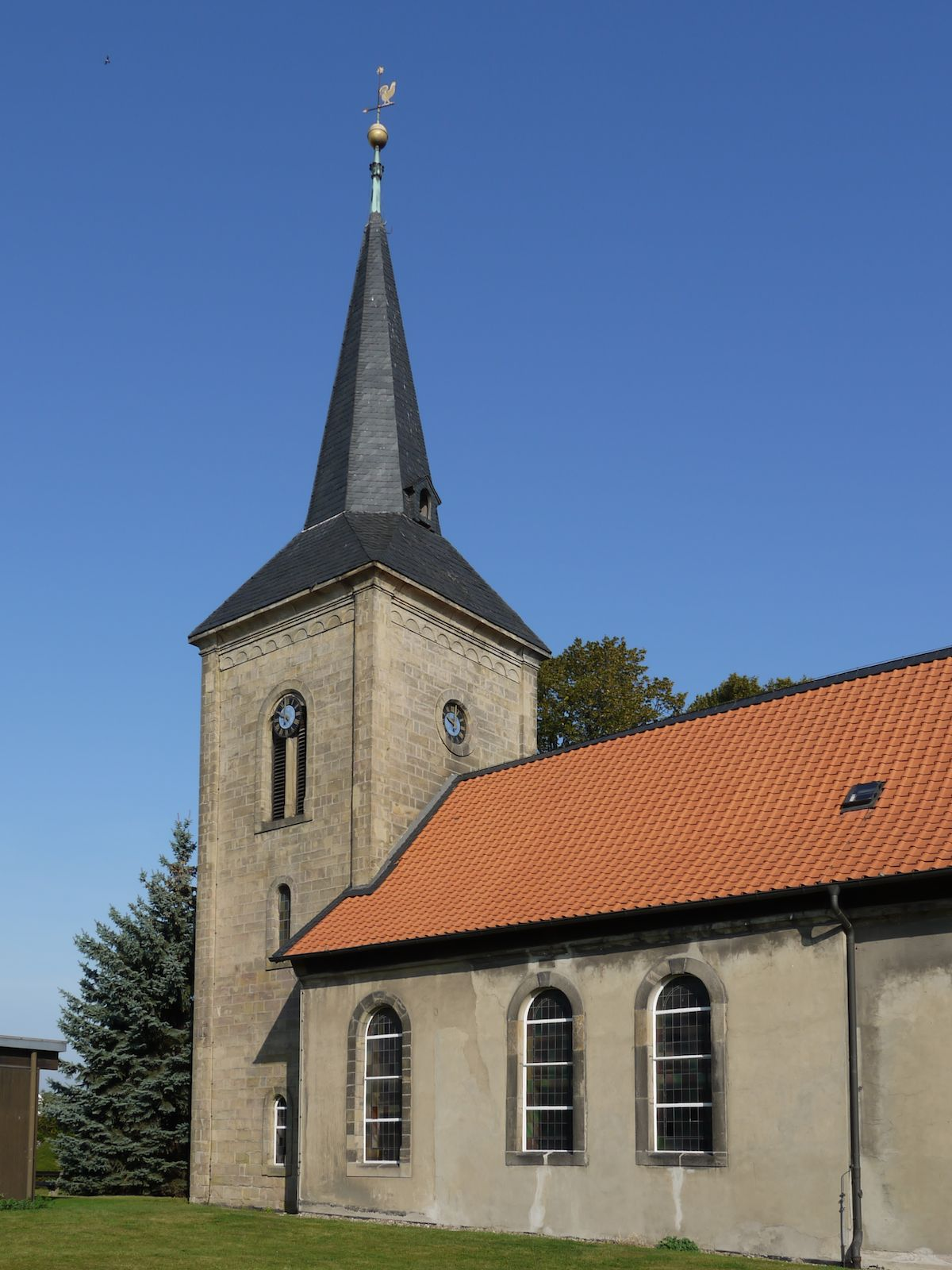
Dorfkirche Bleckenstedt
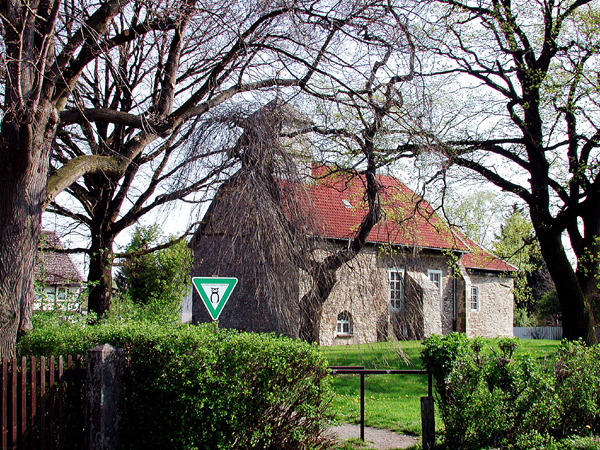
Dorfkirche Bruchmachtersen
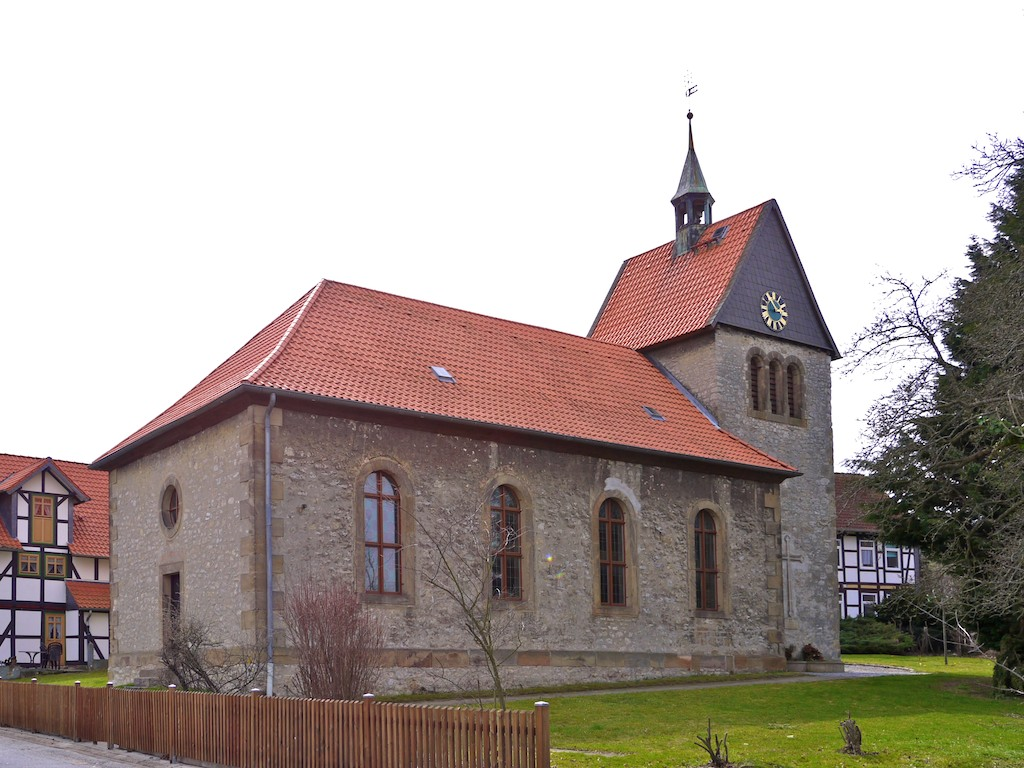
St. Petrus-Kirche in Calbecht
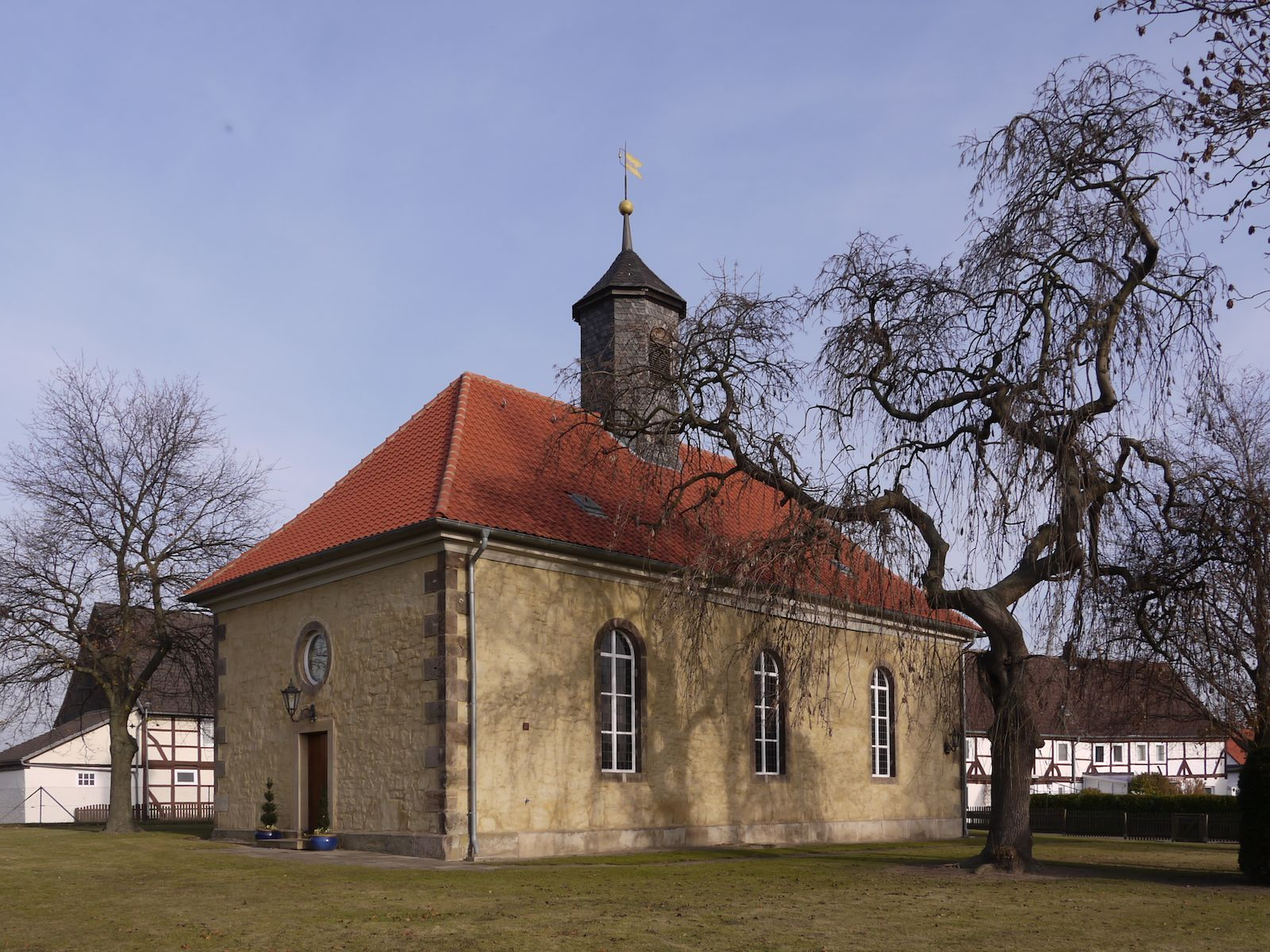
Michaeliskirche in Drütte
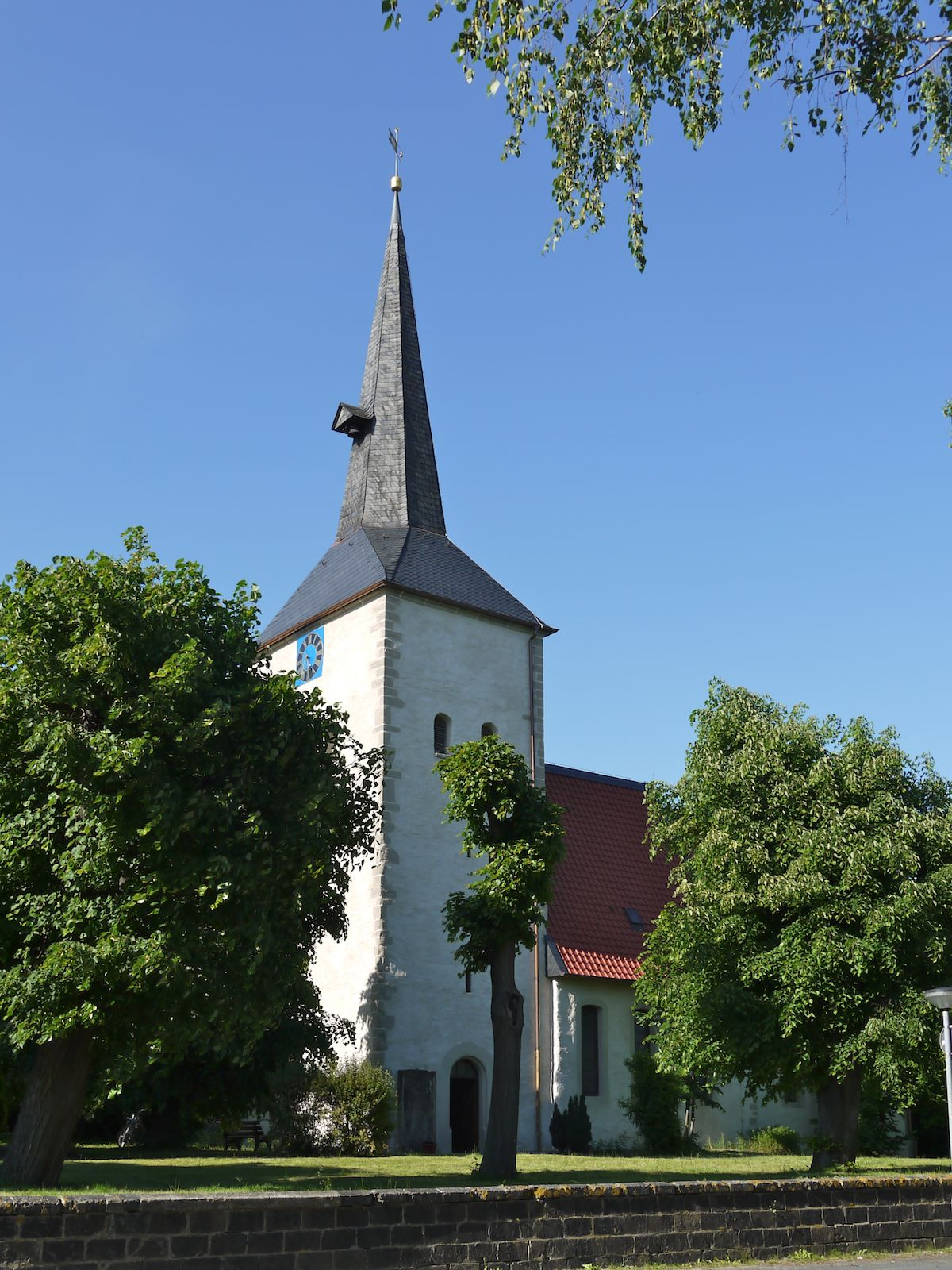
St. Cosmas und Damian-Kirche in Engelnstedt
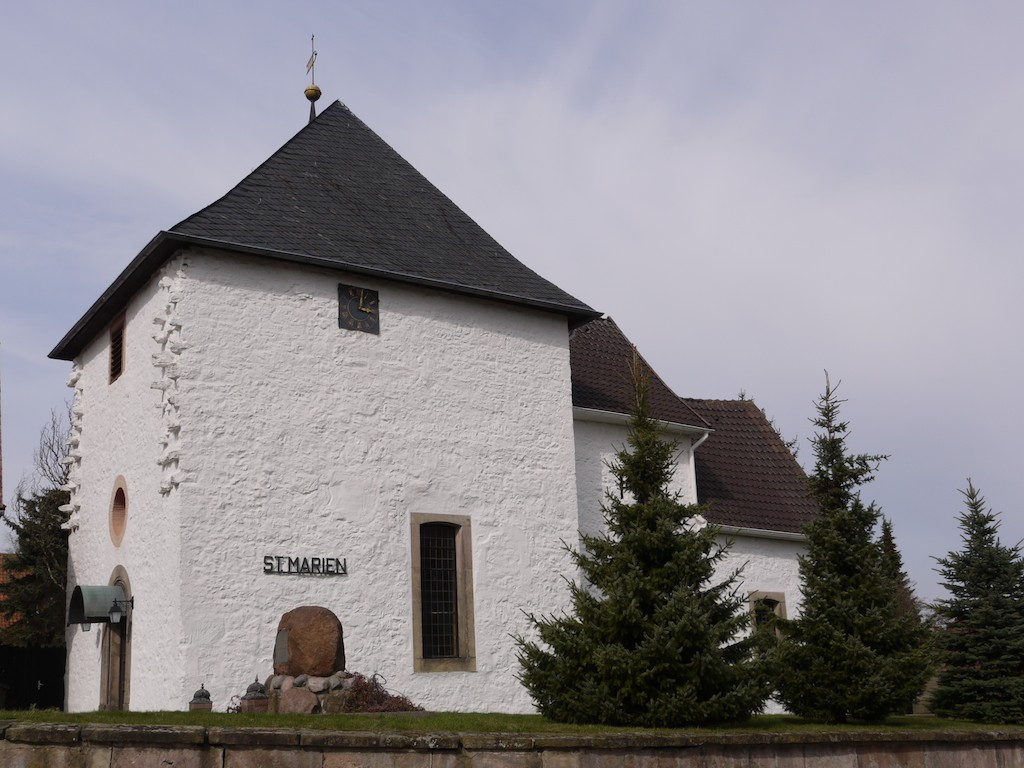
St. Marien-Kirche in Engerode
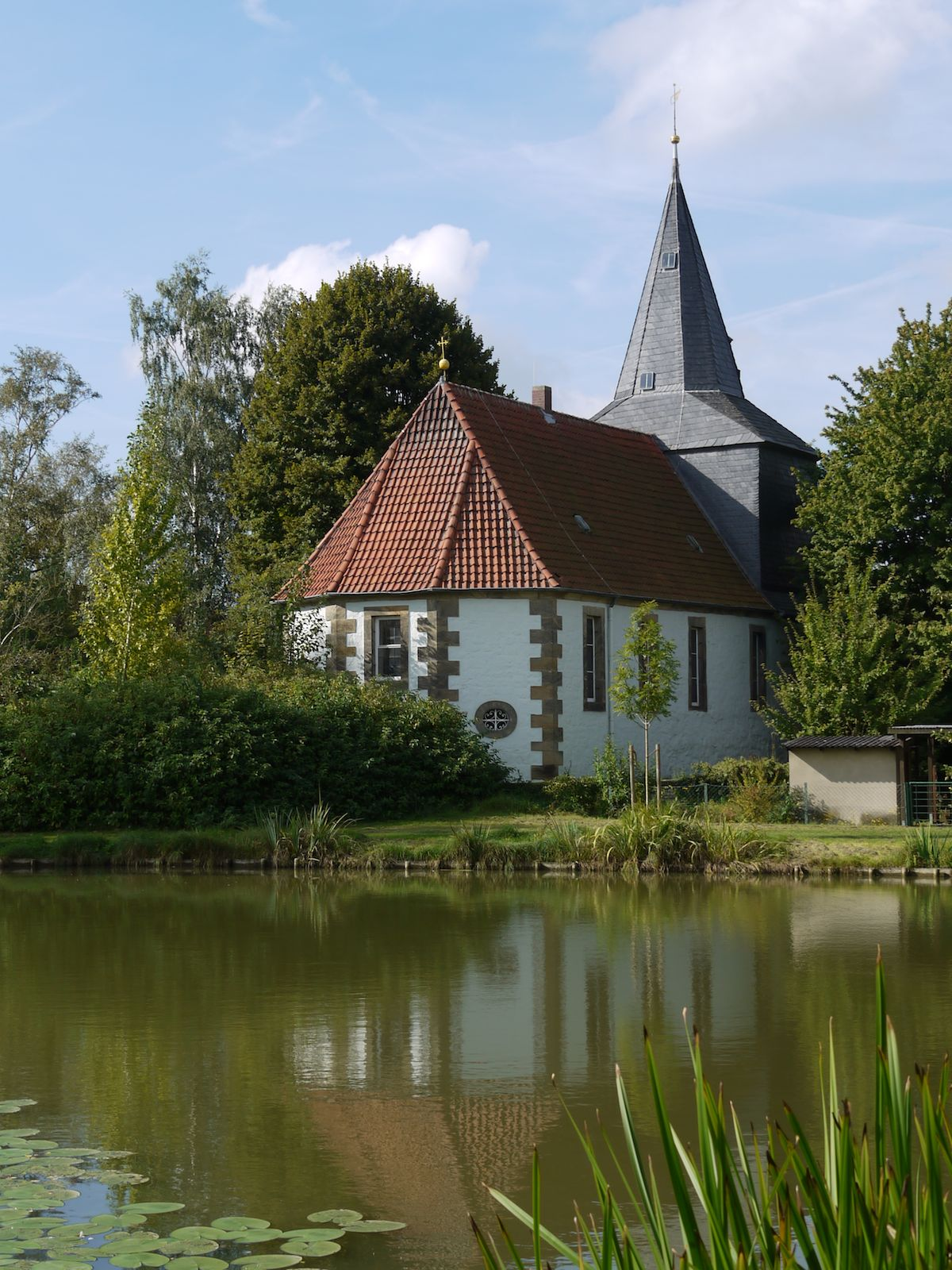
Dorfkirche in Flachstöckheim
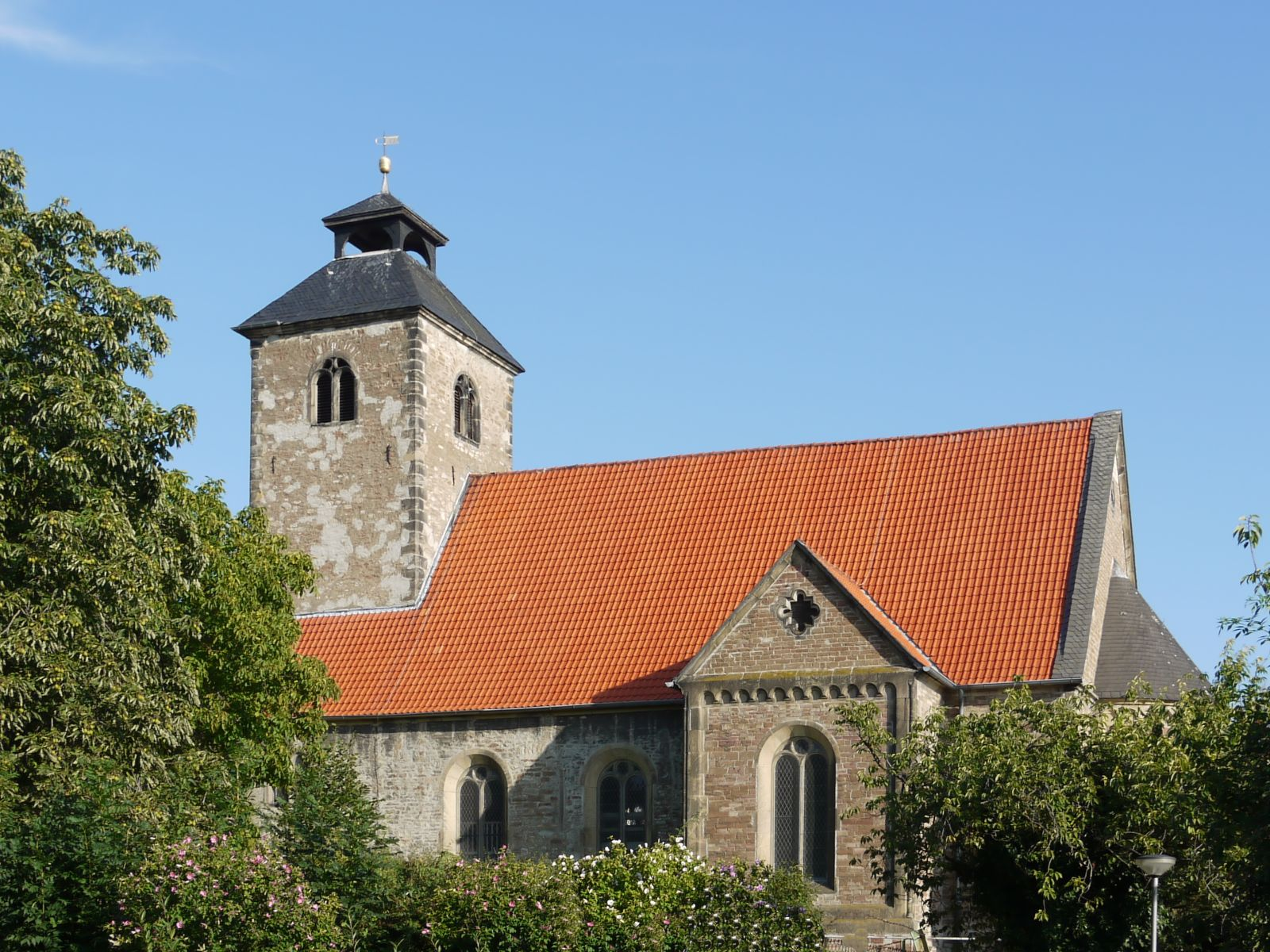
St.-Nicolai-Kirche in Gebhardshagen
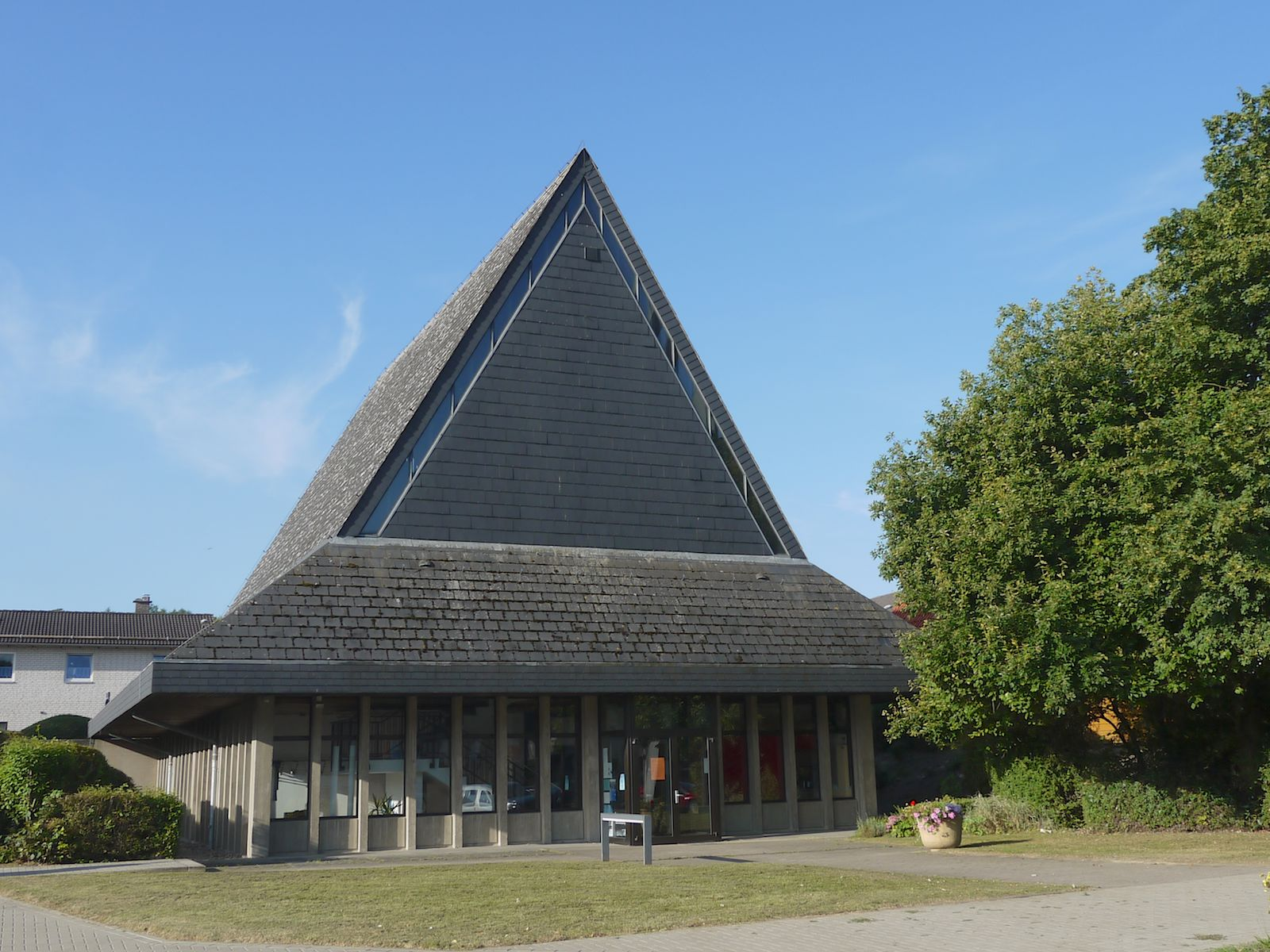
Heilig-Kreuz-Kirche in Gebhardshagen
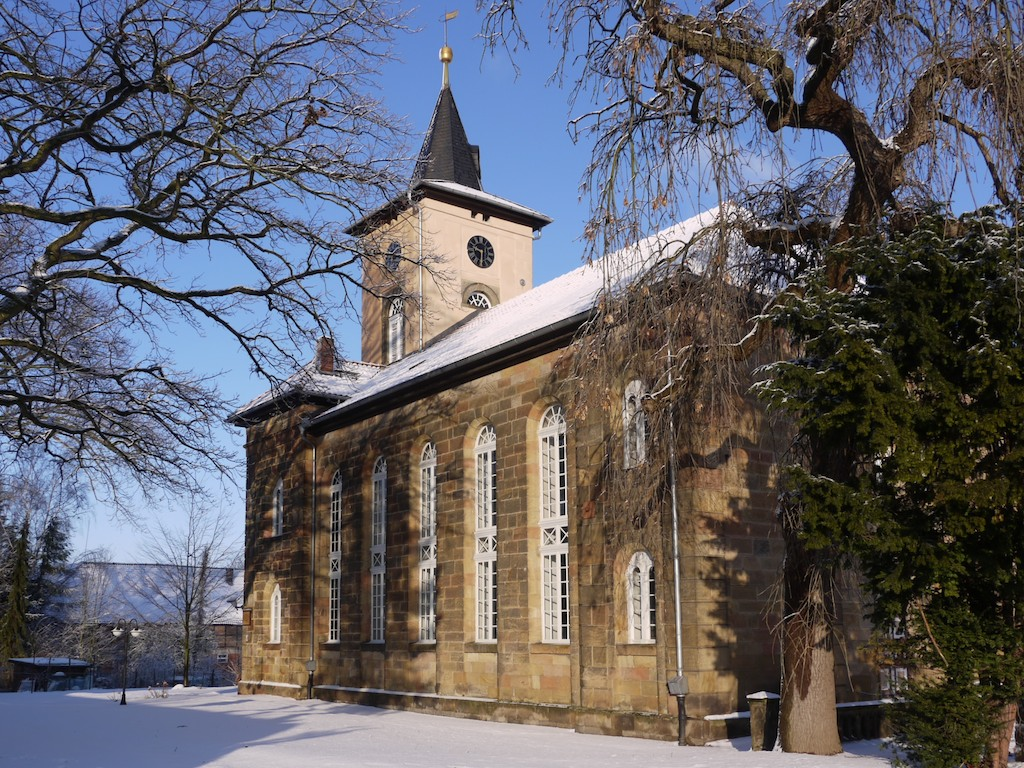
Christuskirche in Gitter
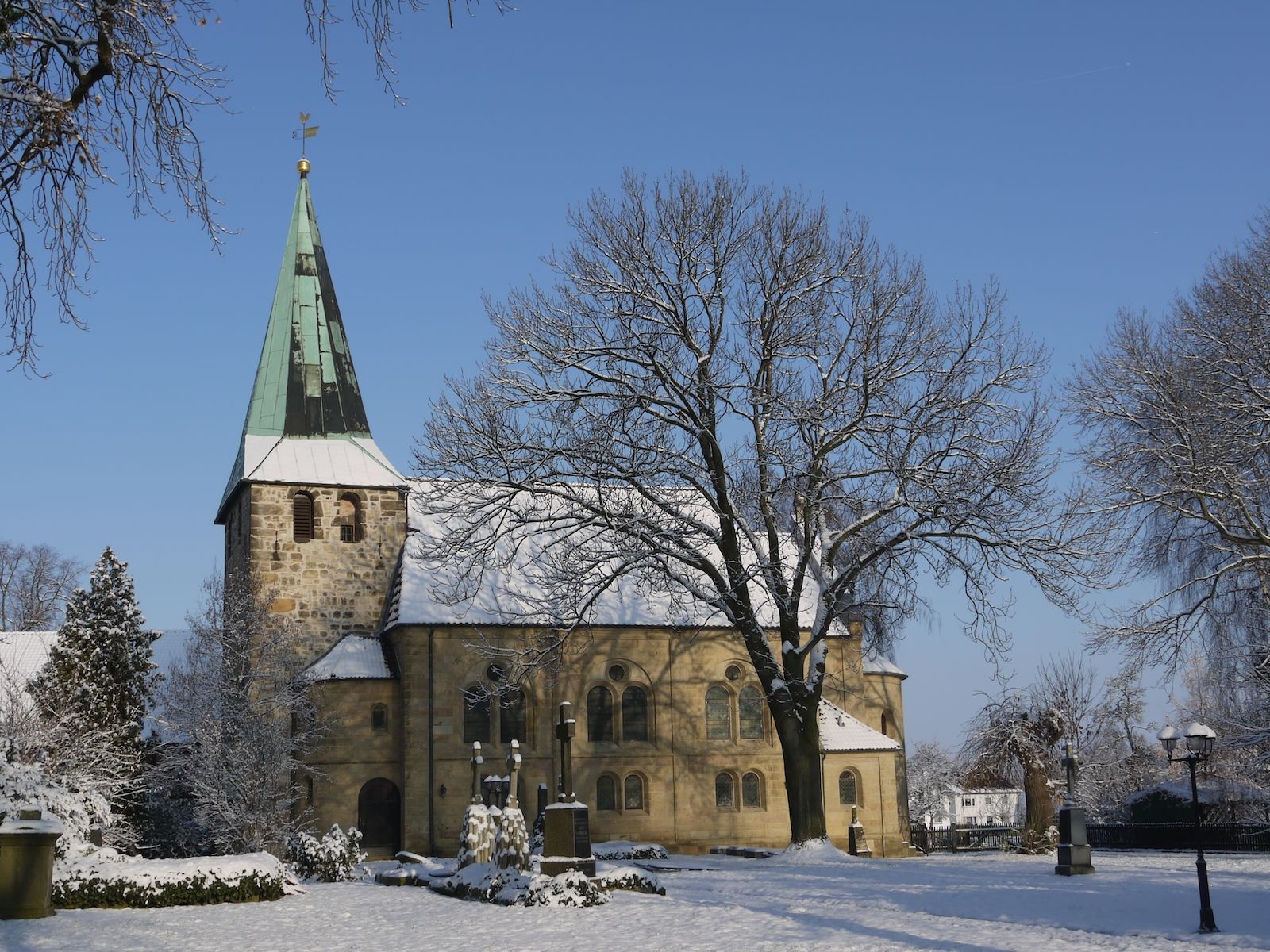
Dorfkirche Groß Mahner
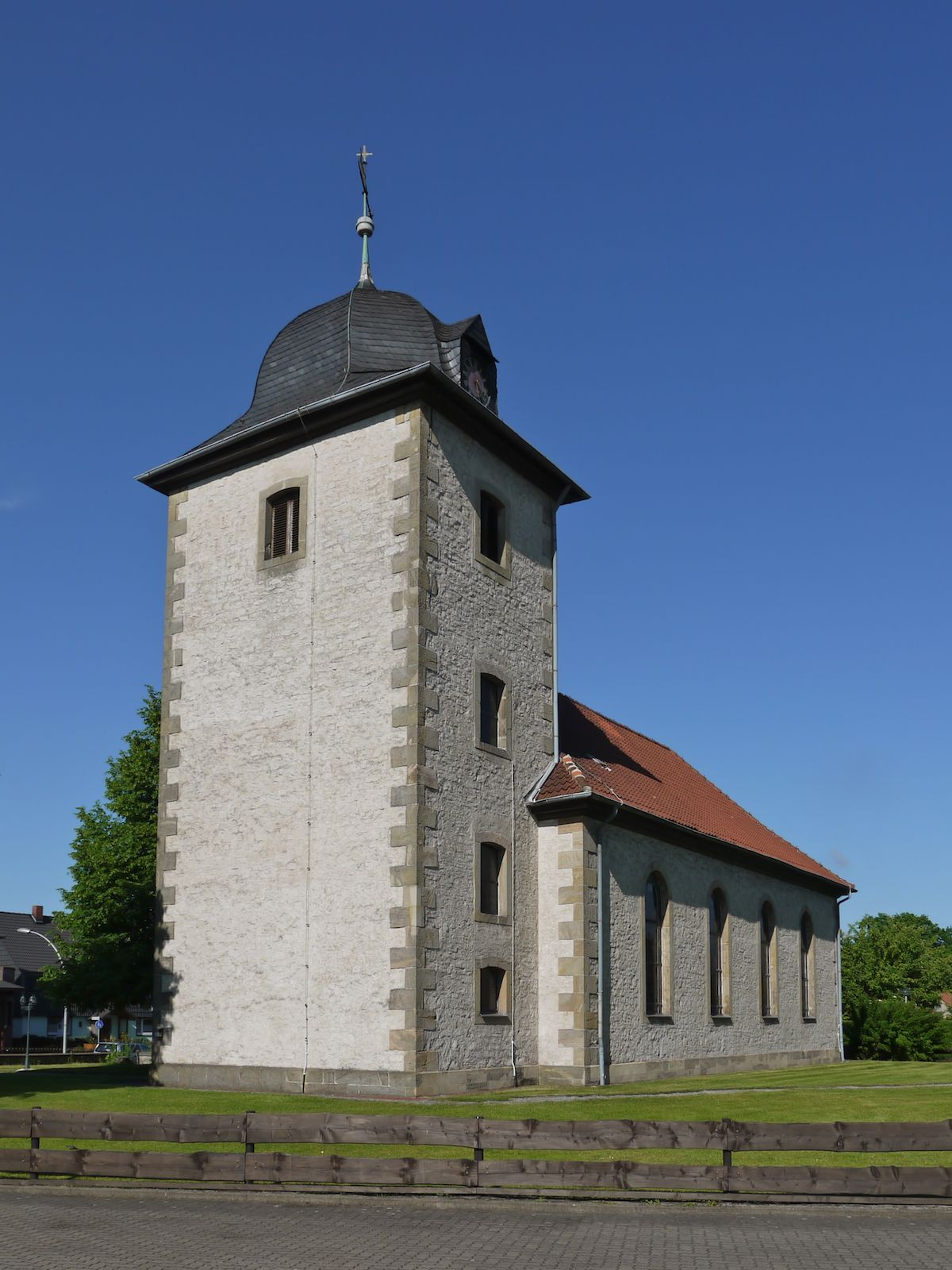
Kirche von Hallendorf
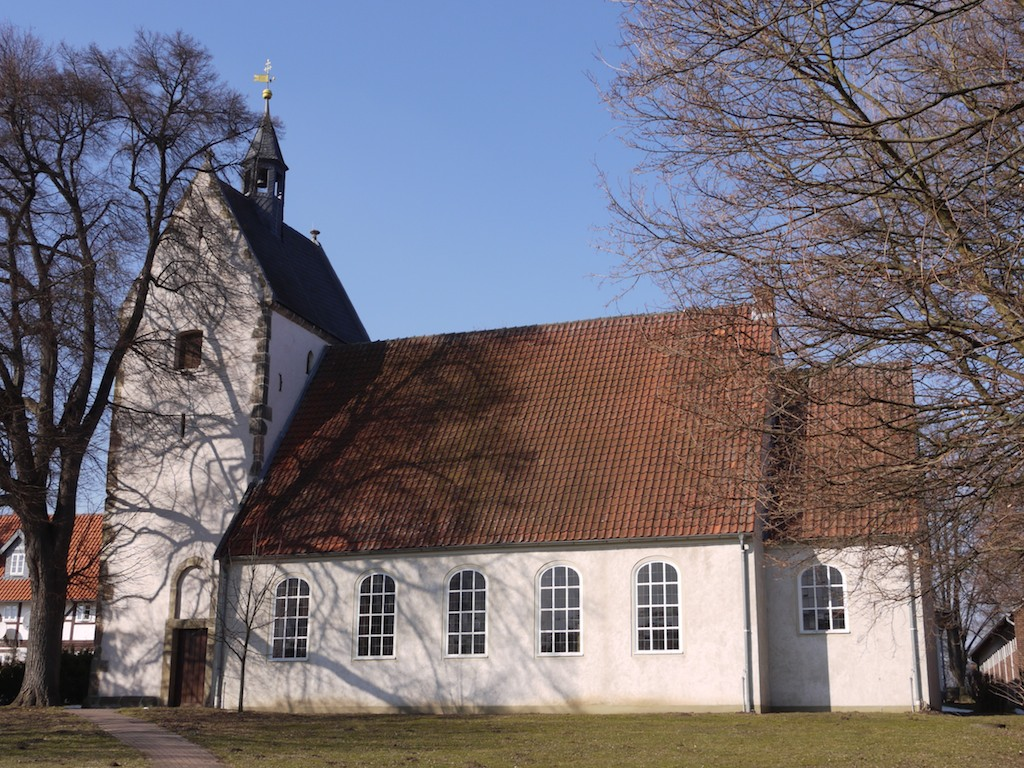
St. Petri-Kirche in Heerte
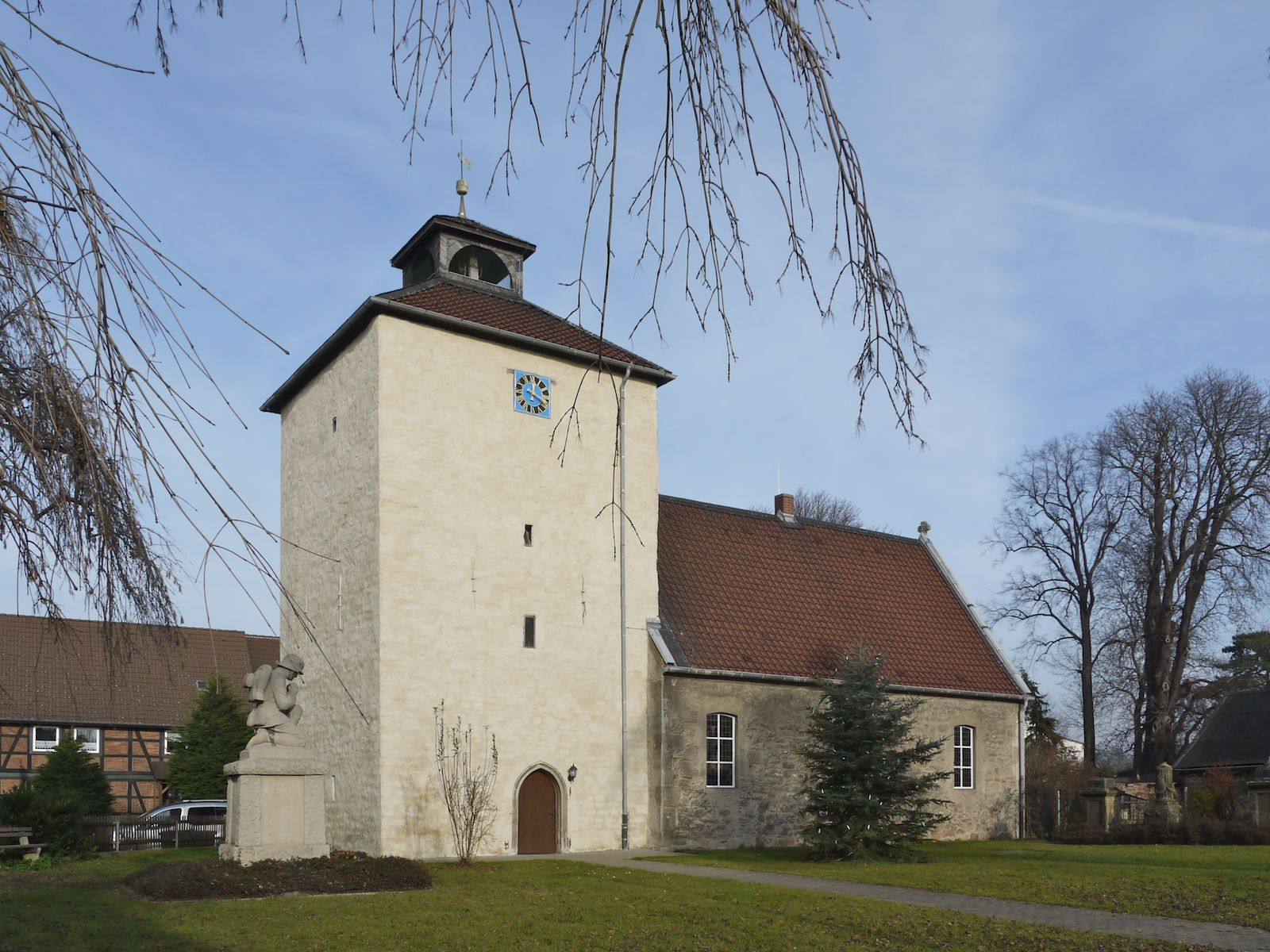
St. Johannes-Kirche in Immendorf
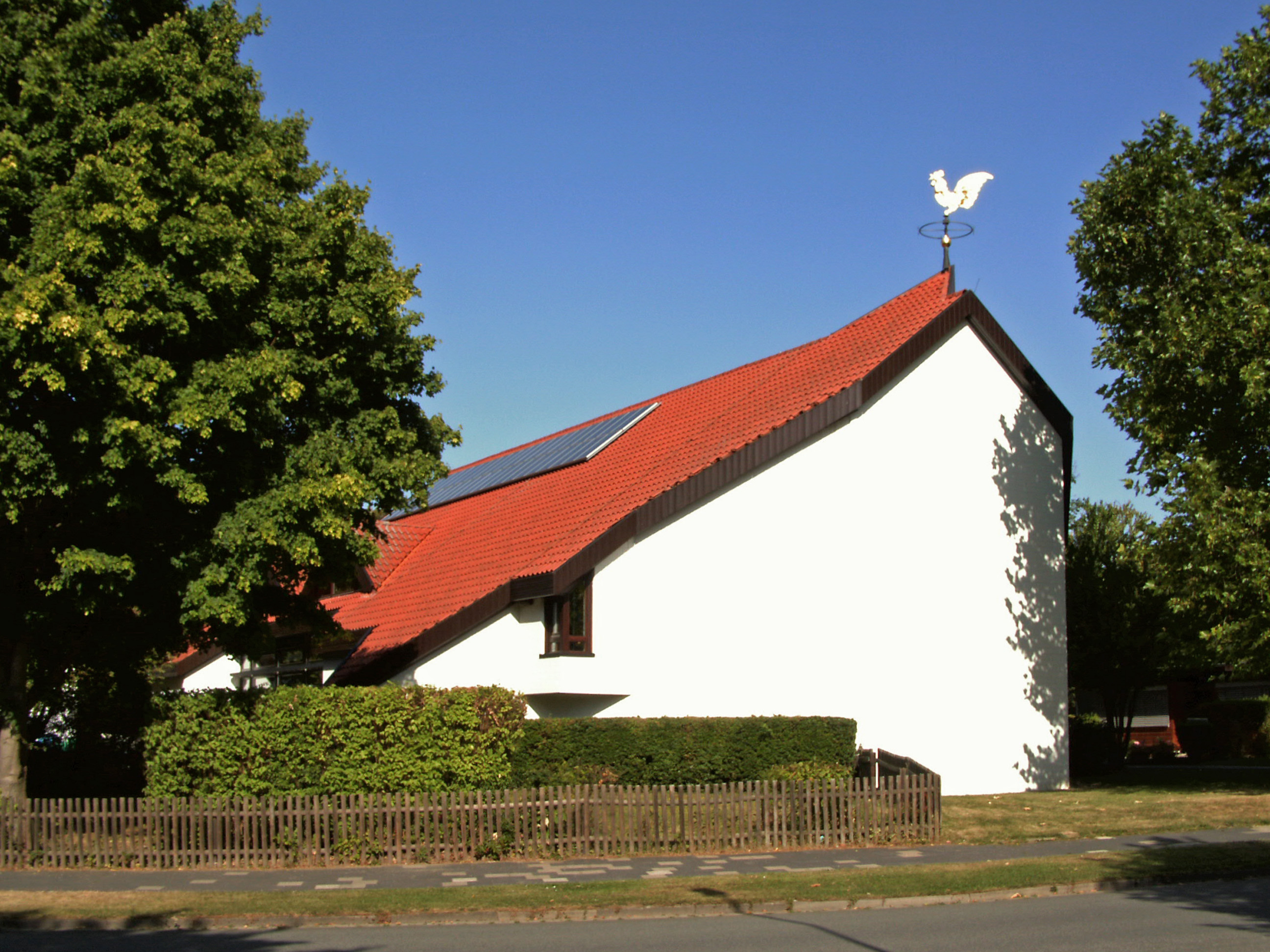
Friedenskirche in Fredenberg (Lebenstedt)
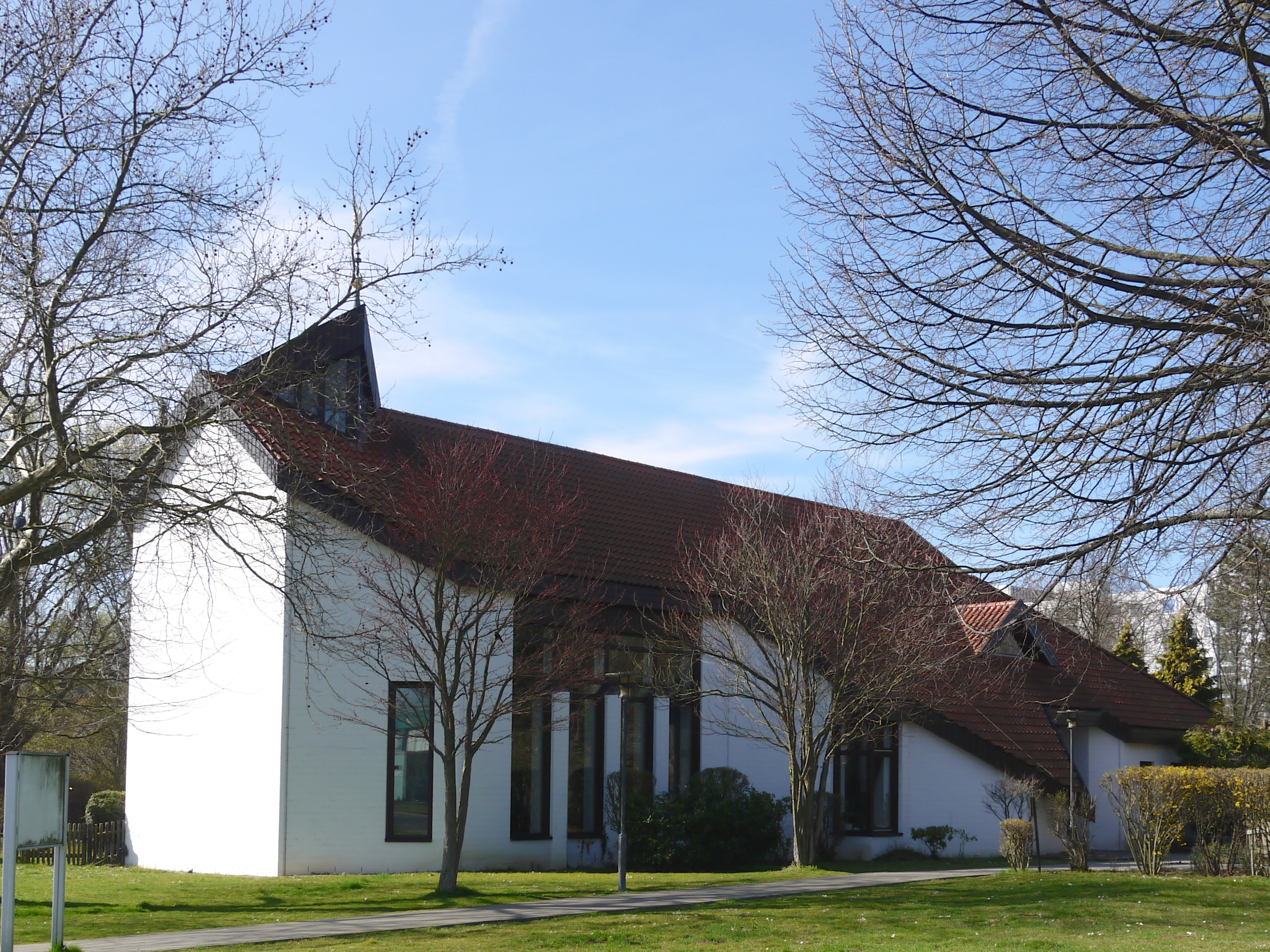
Fredenberg: Friedenskirche in Lebenstedt
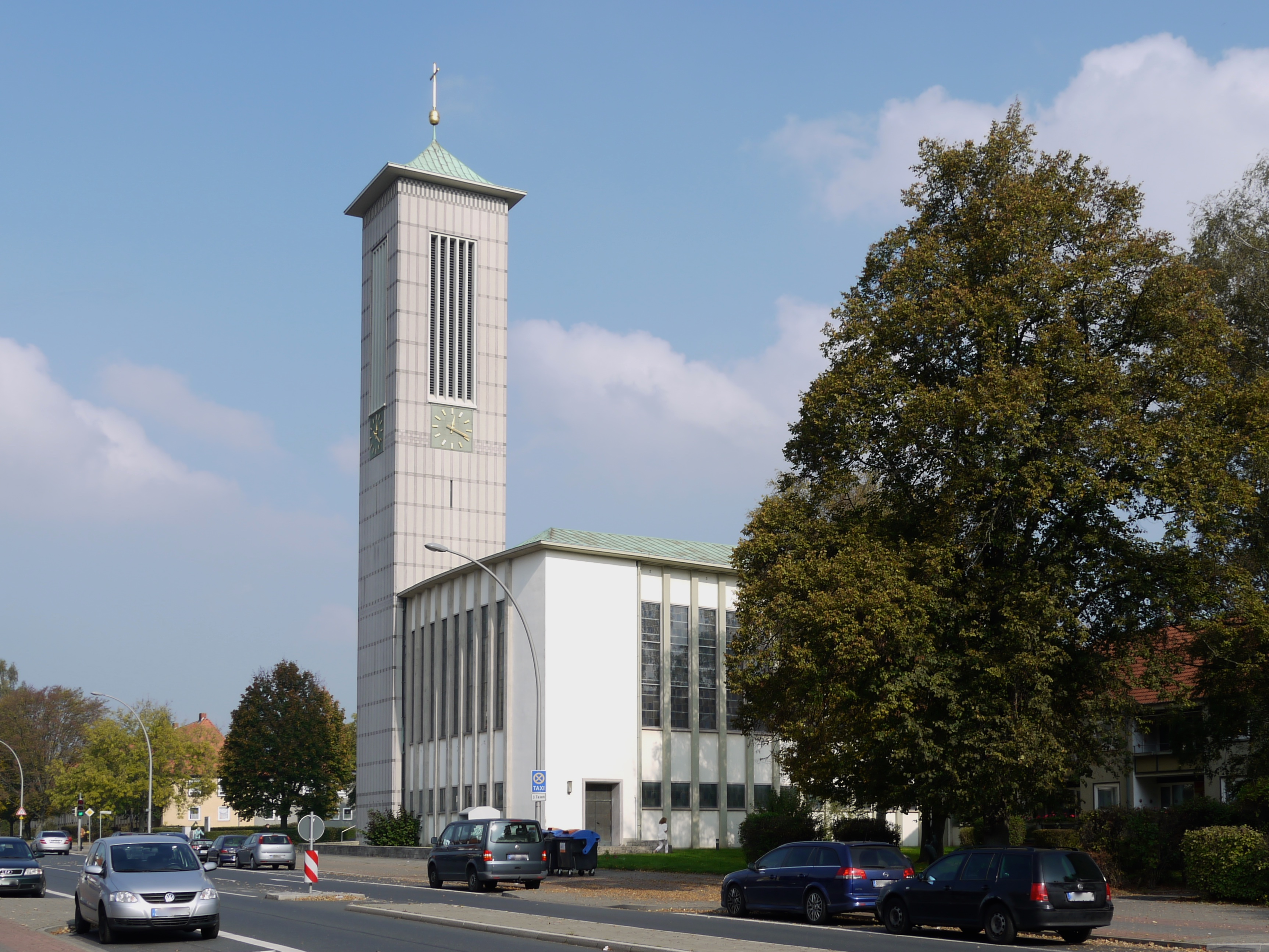
Martin-Luther-Kirche in Lebenstedt
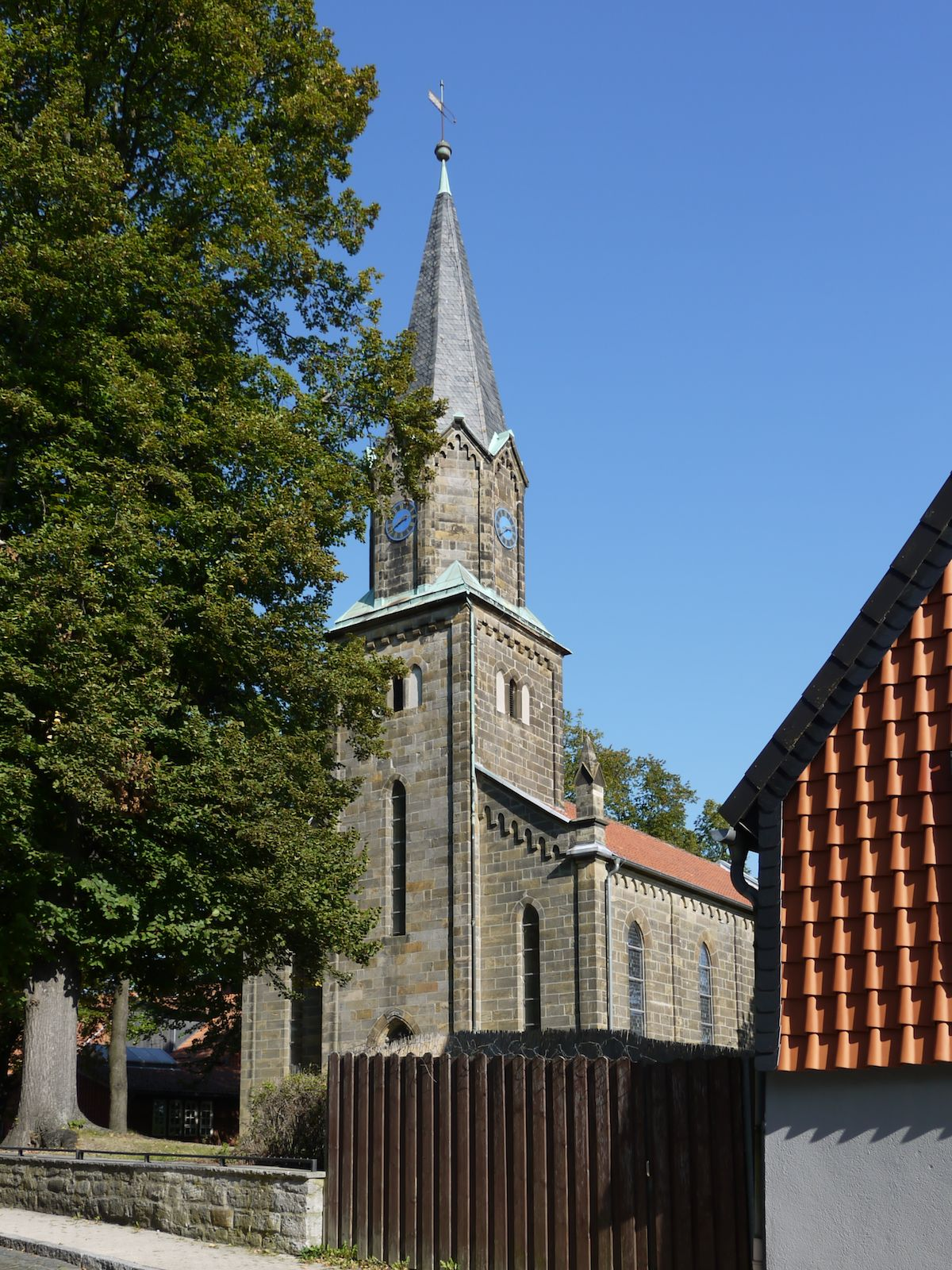
St. Andreas-Kirche in Lebenstedt
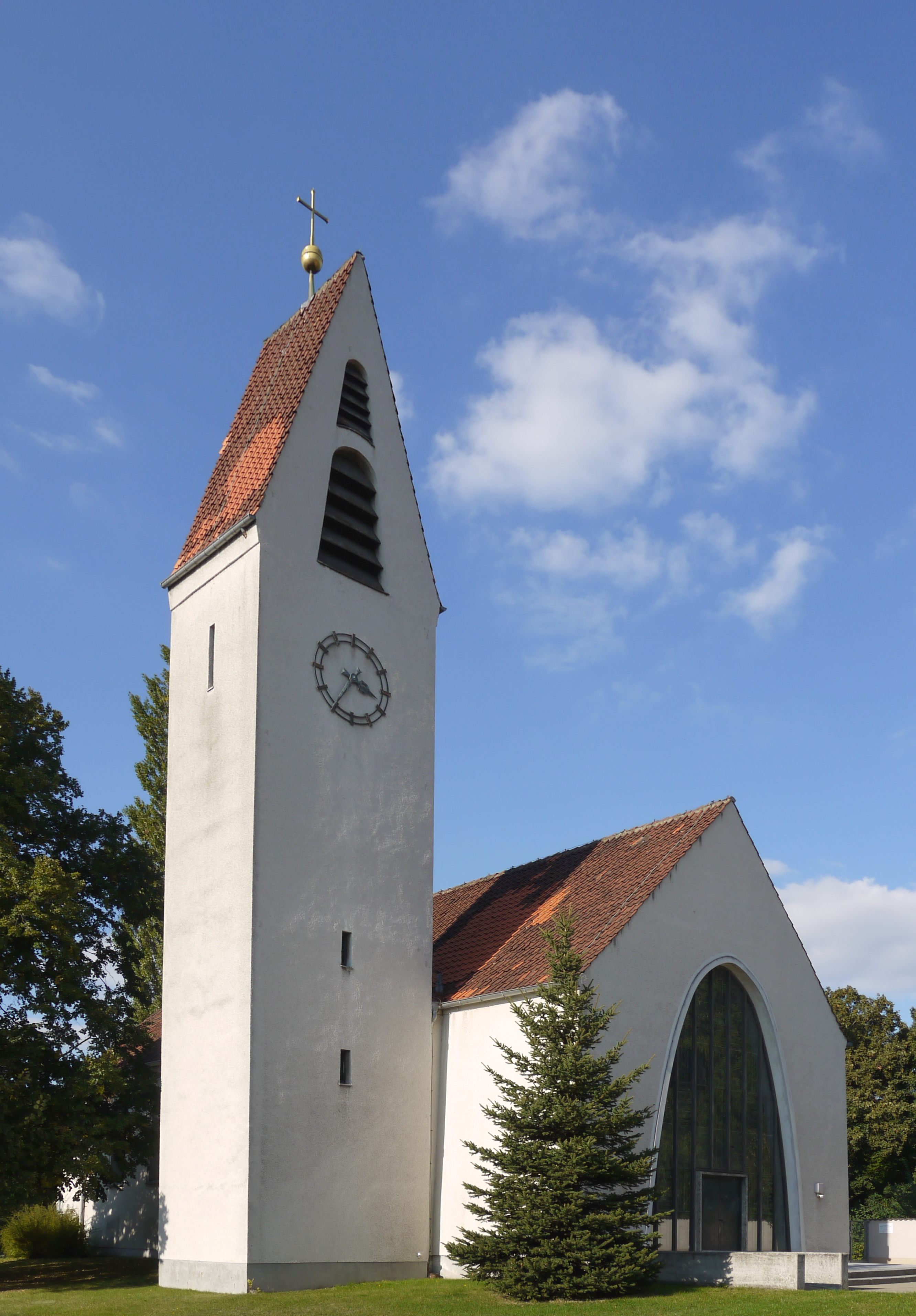
St. Johannes-Kirche in Lebenstedt
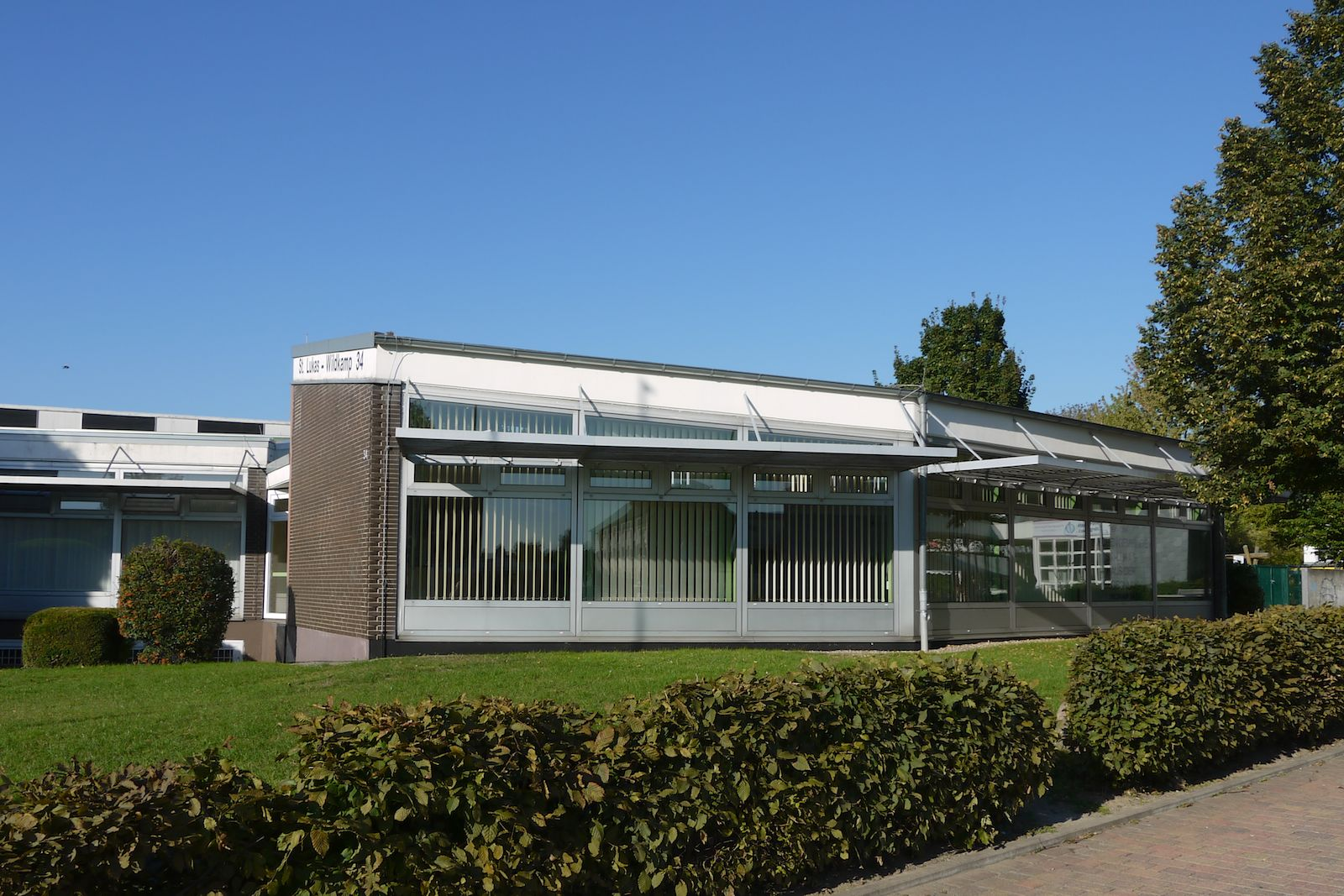
St. Lukas Gemeindezentrum in Lebenstedt
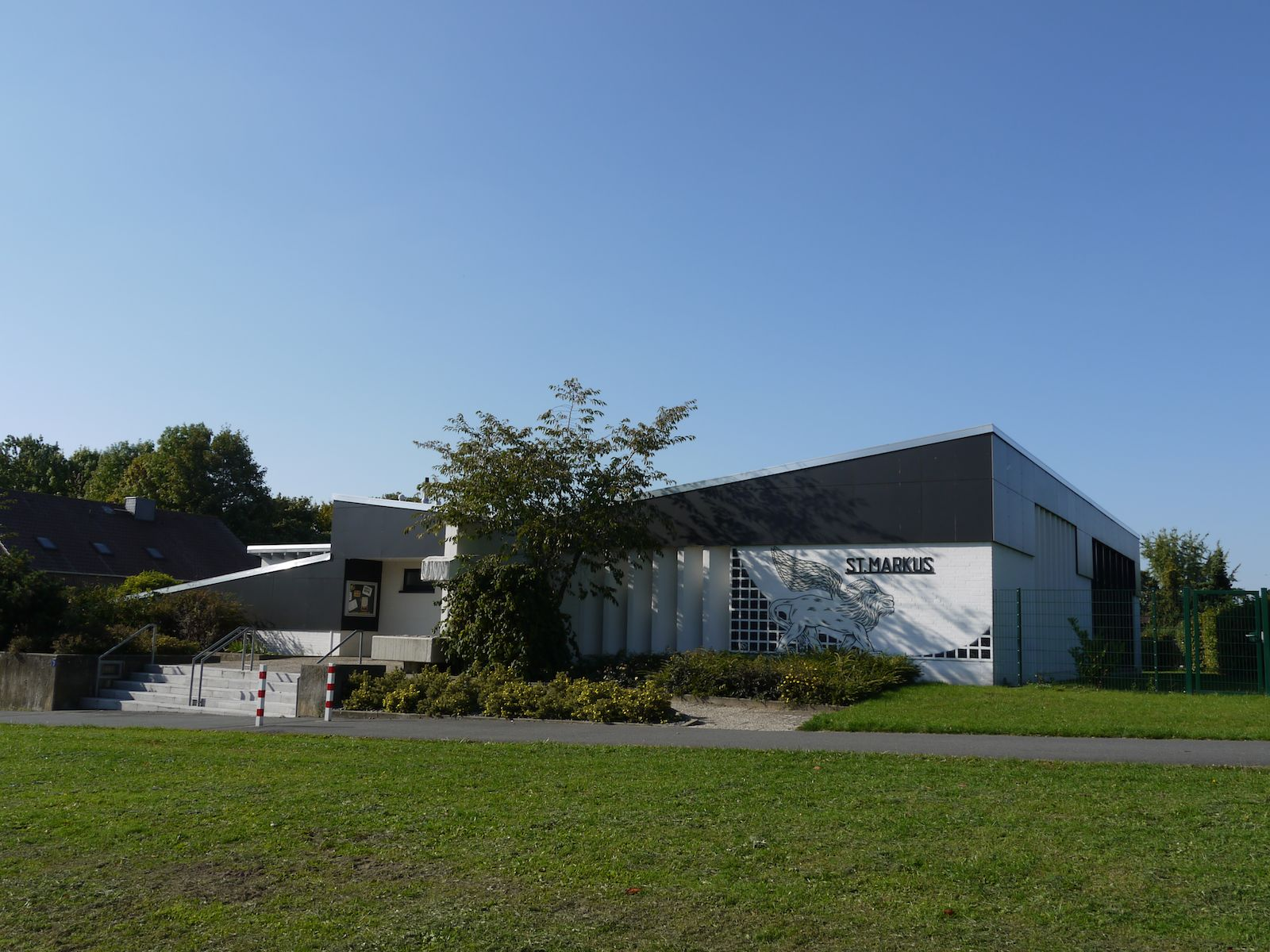
St.-Markus-Gemeindezentrum in Lebenstedt
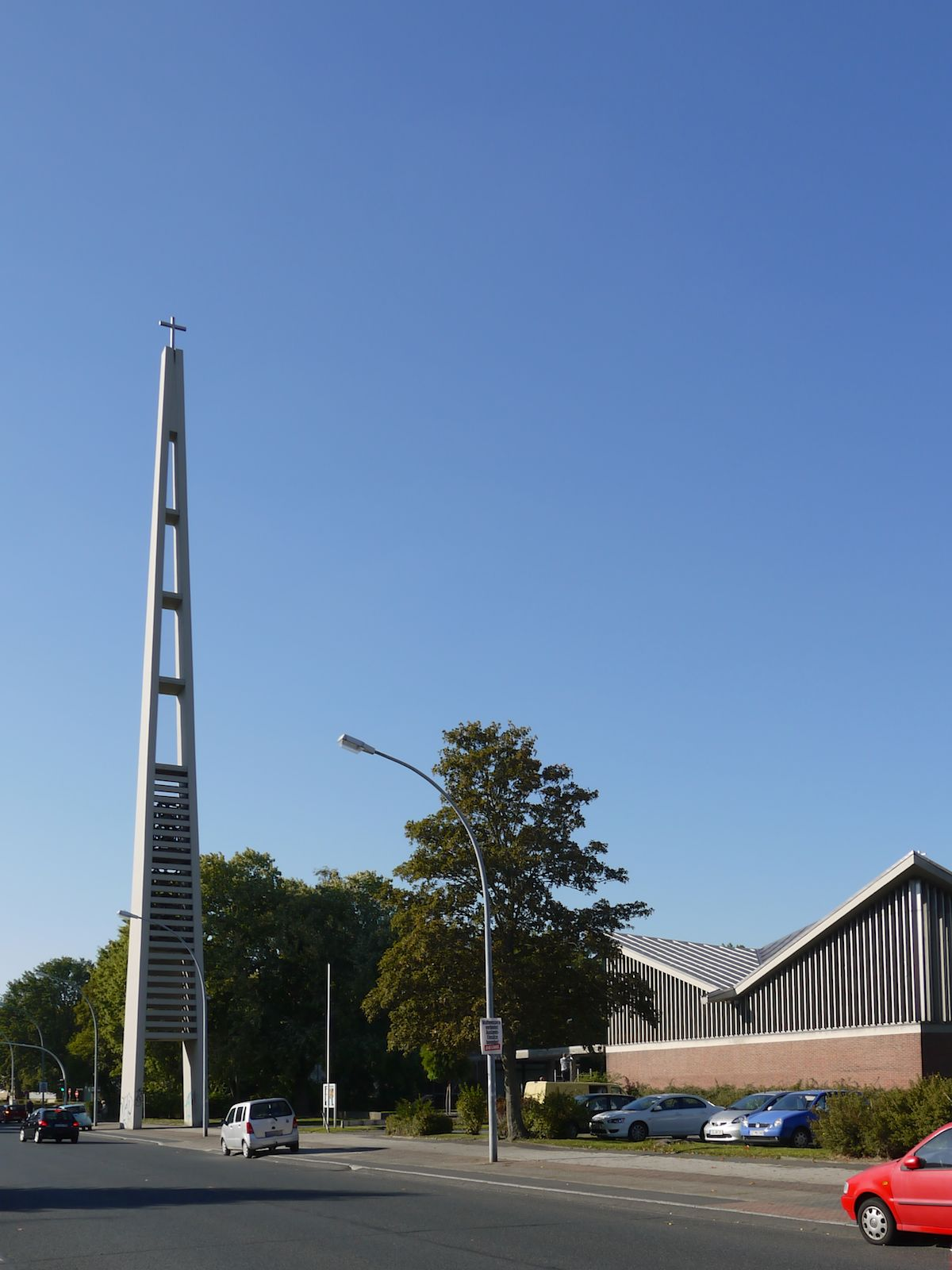
St.-Paulus-Kirche in Lebenstedt
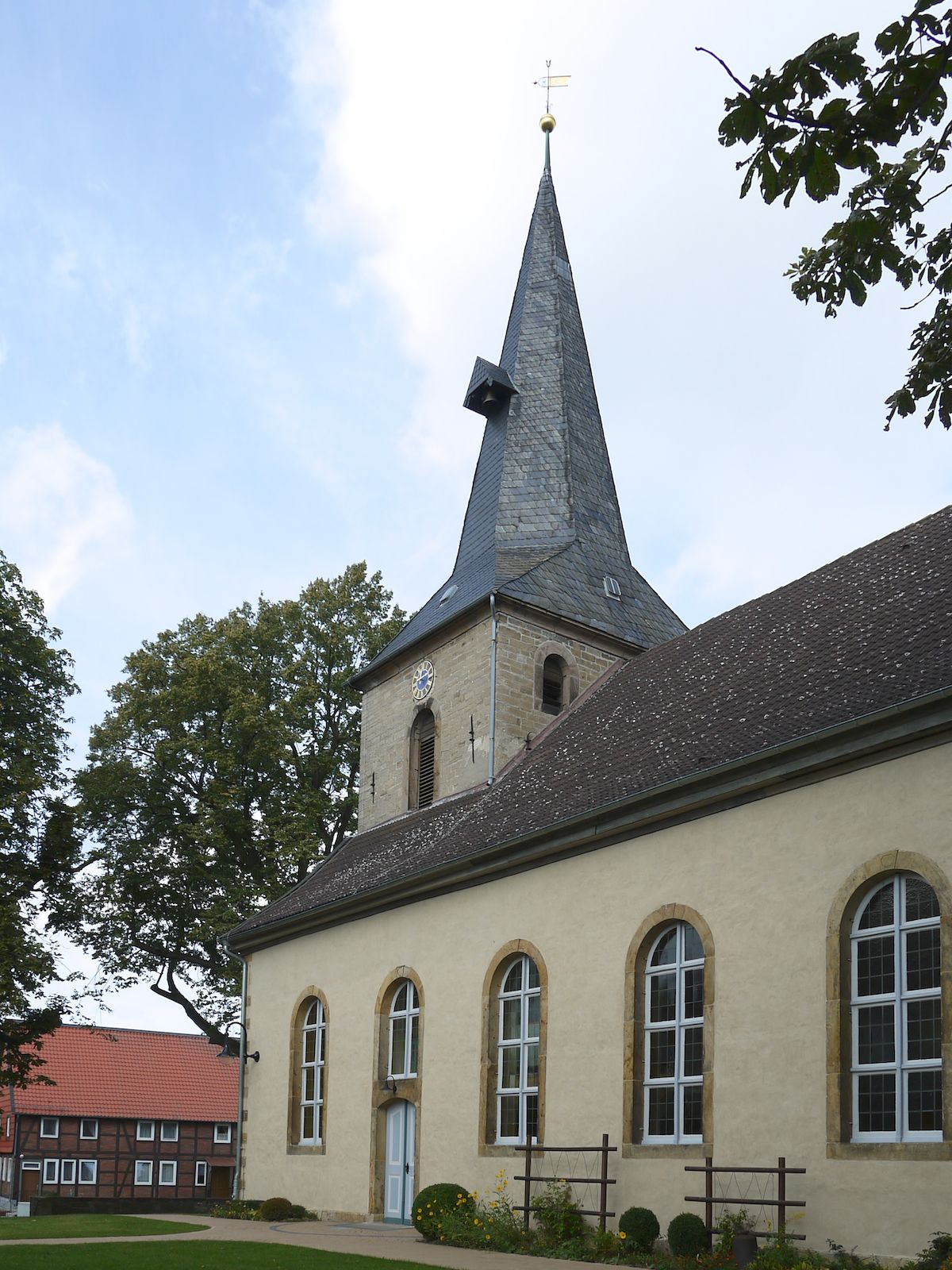
St.-Peter-und-Paul-Kirche in Lesse
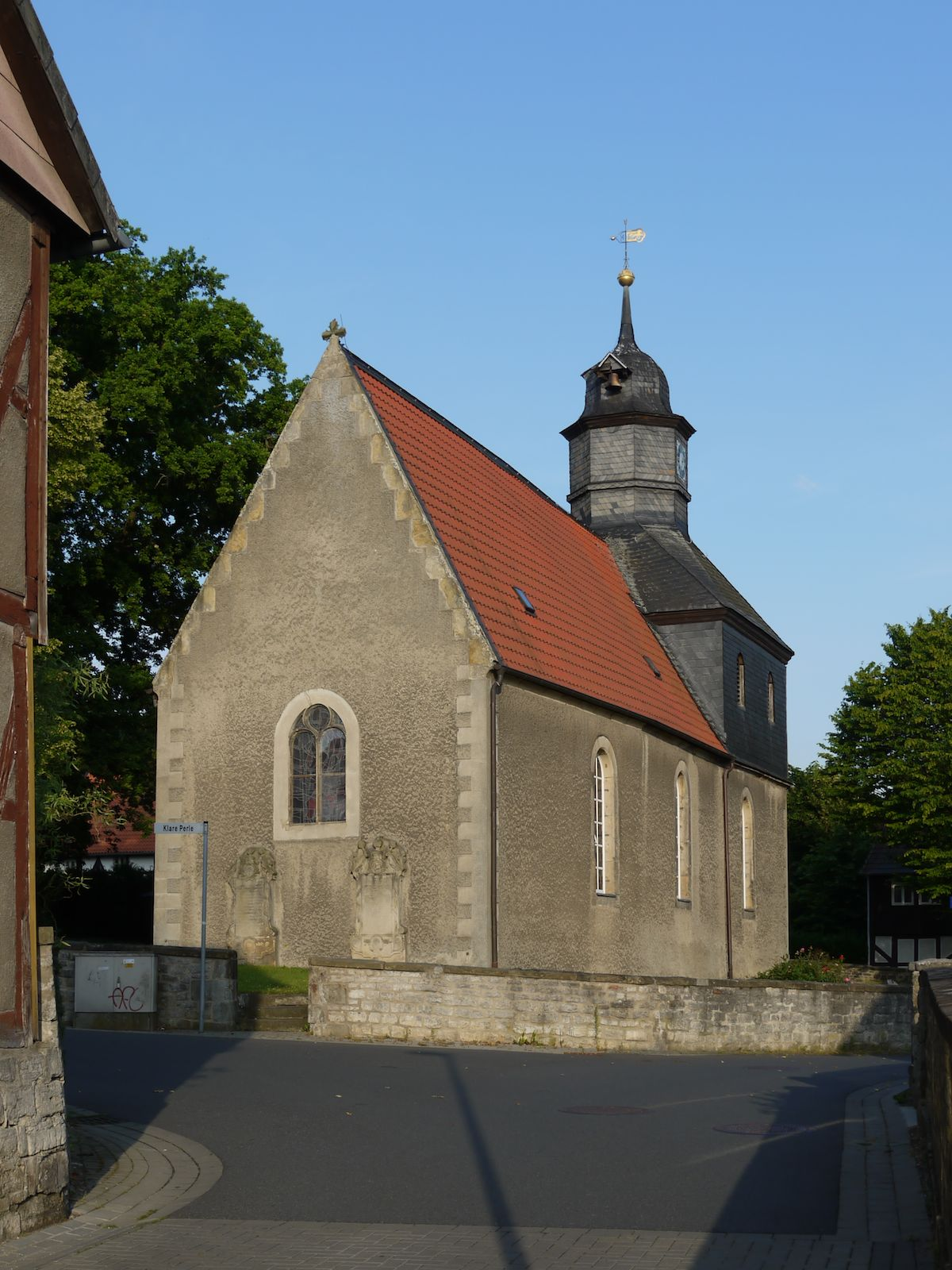
St.-Petrus-Kirche in Lichtenberg
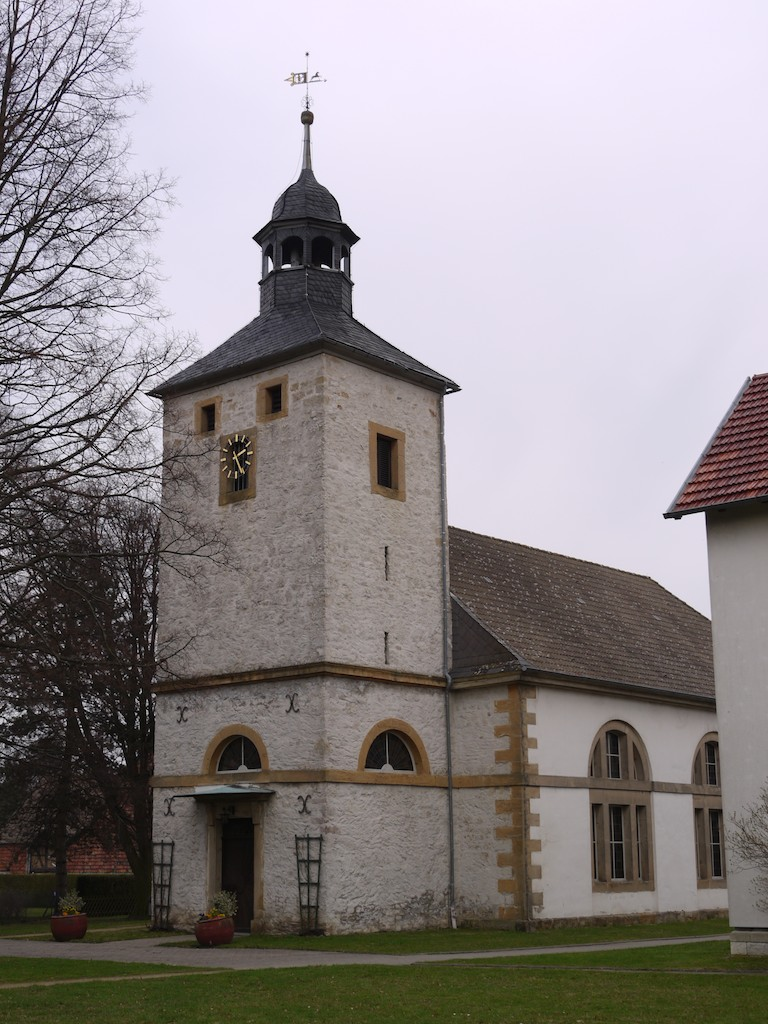
Kirche in Lobmachtersen
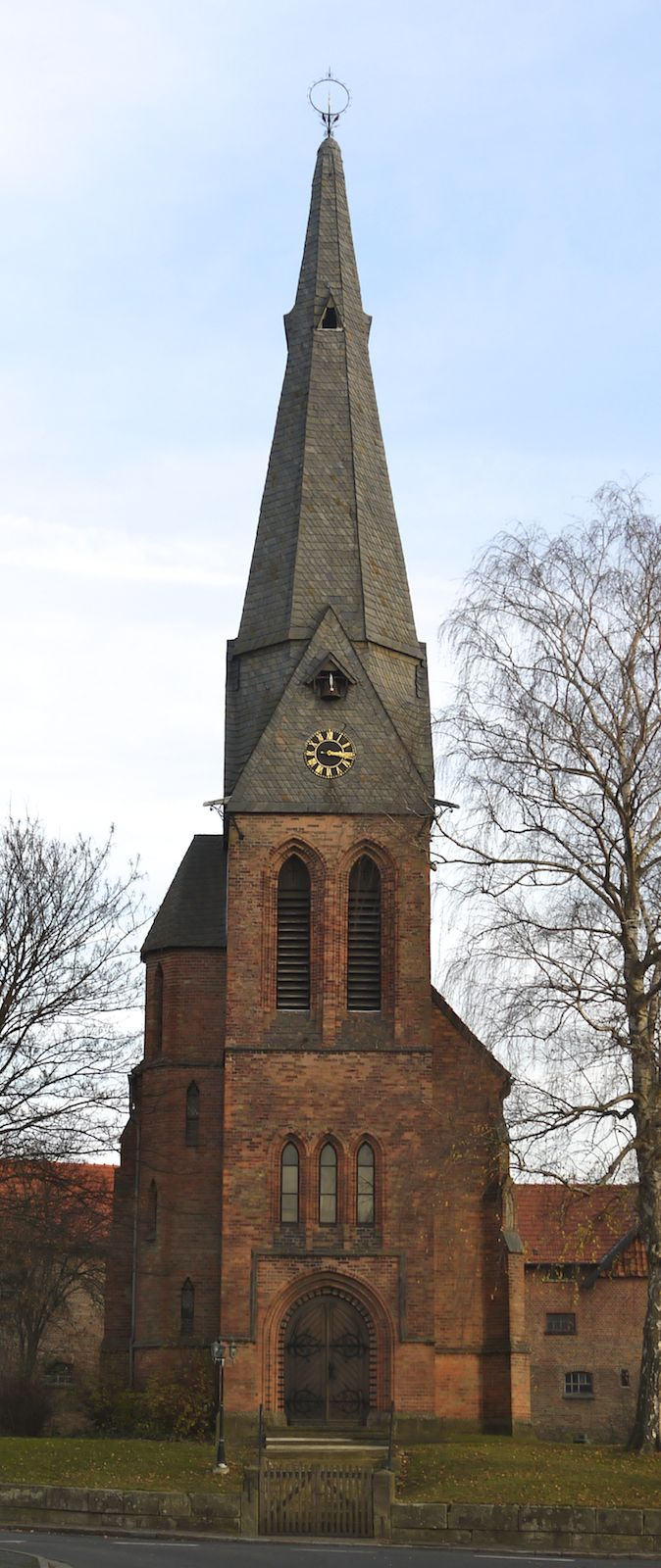
Kirche in Ohlendorf
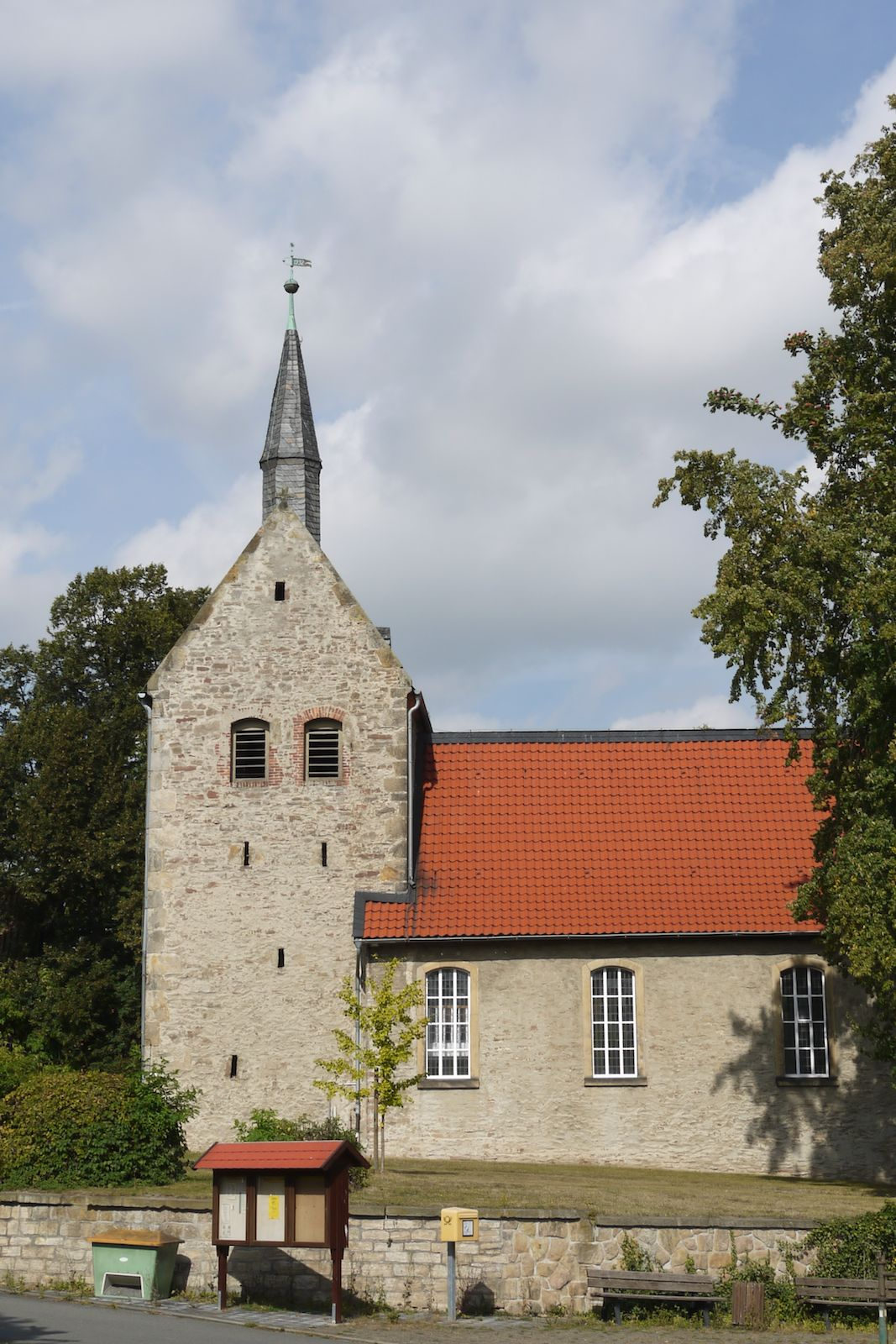
St.-Georg-Kirche in Salzgitter-Osterlinde
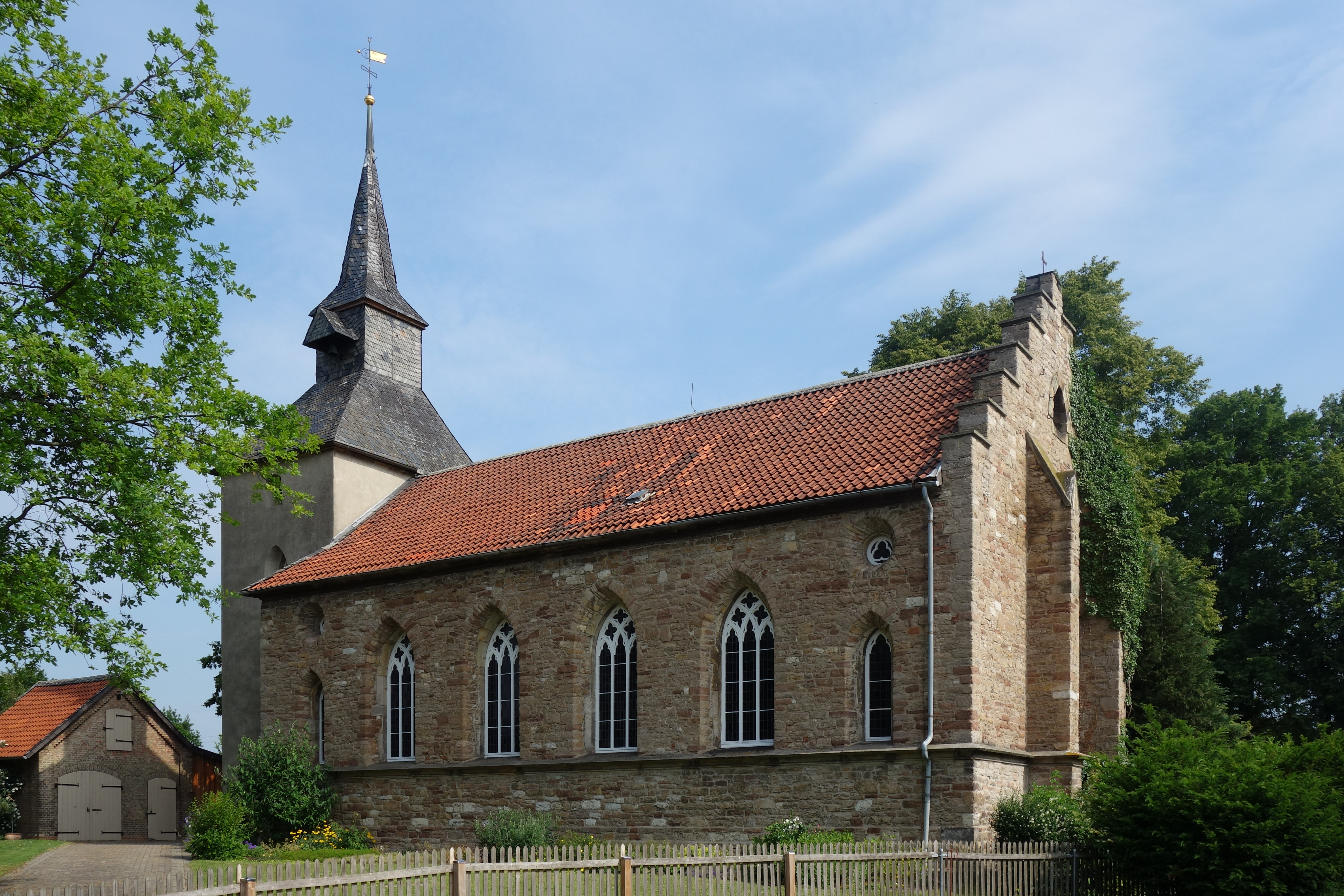
St.-Jacobi-Kirche in Reppner
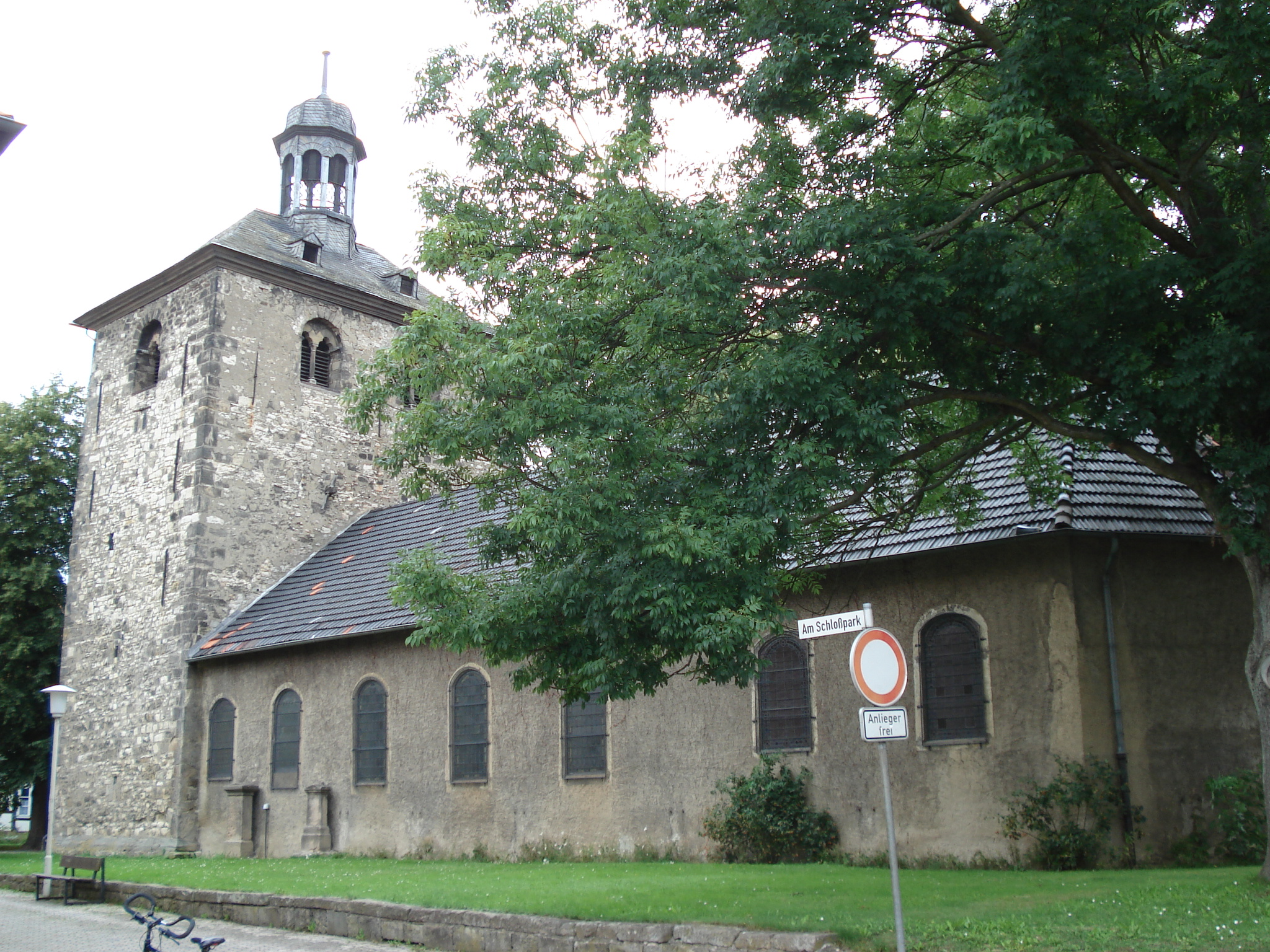
St.-Johannes Baptista-Kirche in Ringelheim
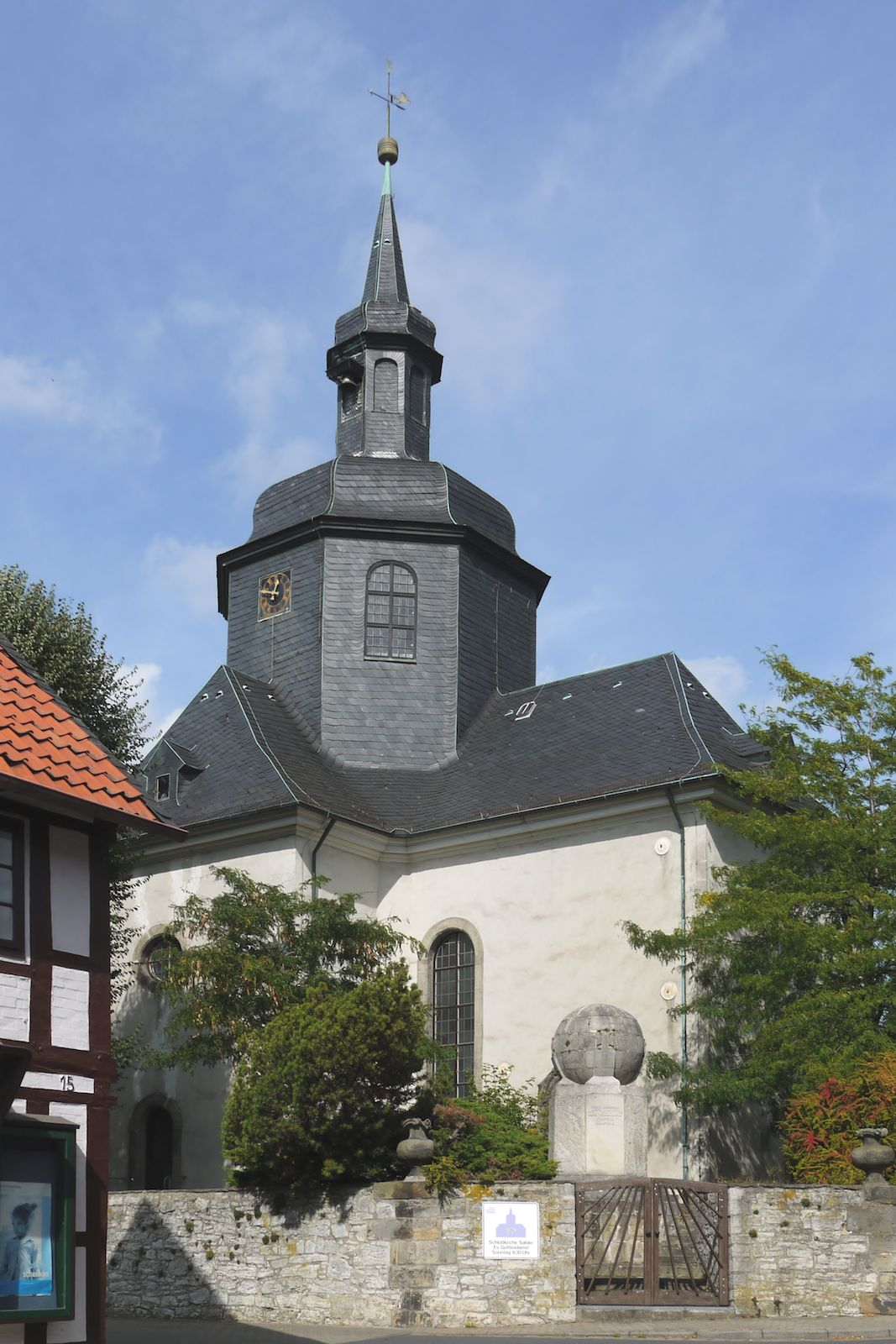
Schlosskirche in Salder
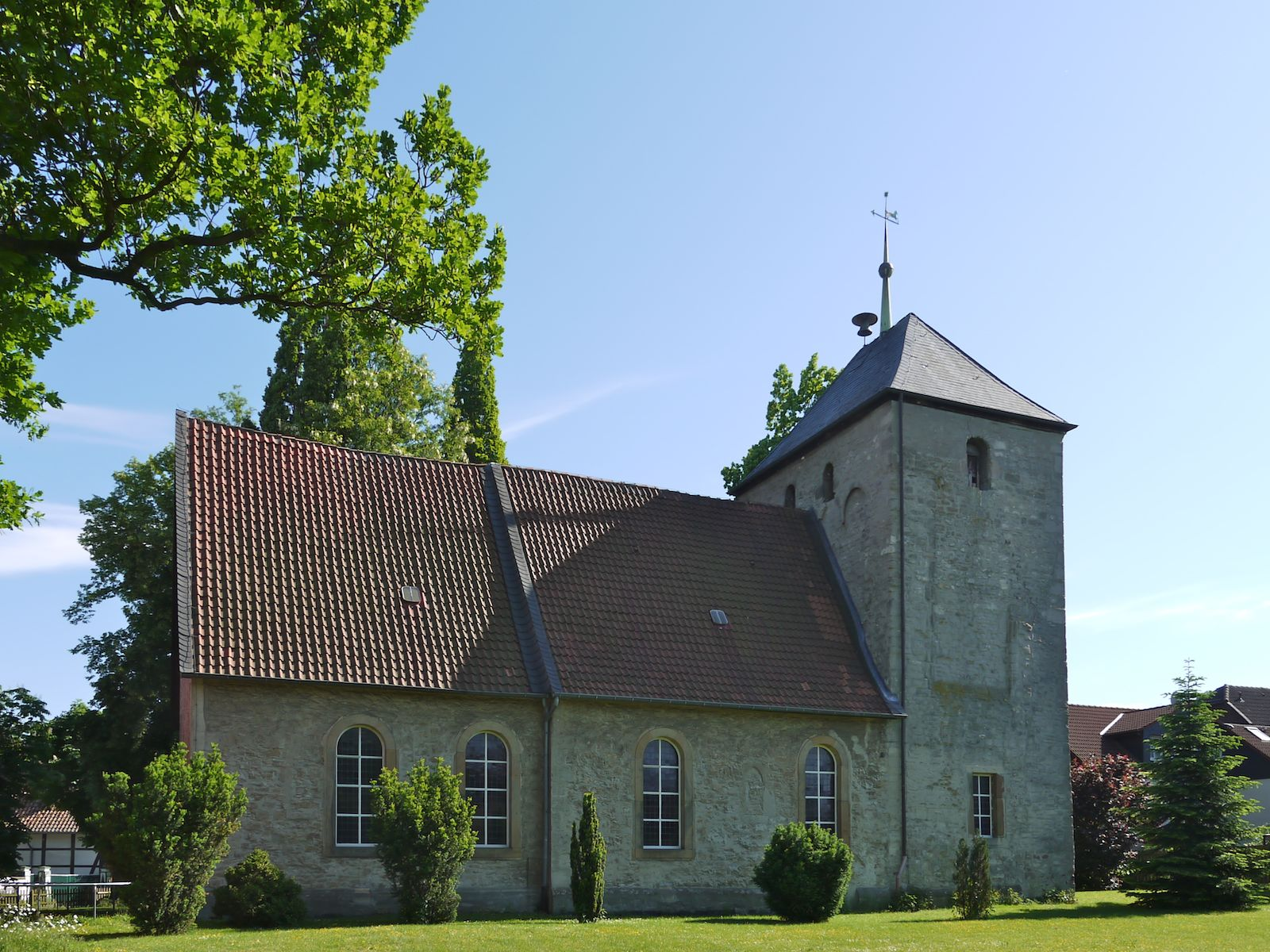
St.-Paulus-Kirche von Sauingen
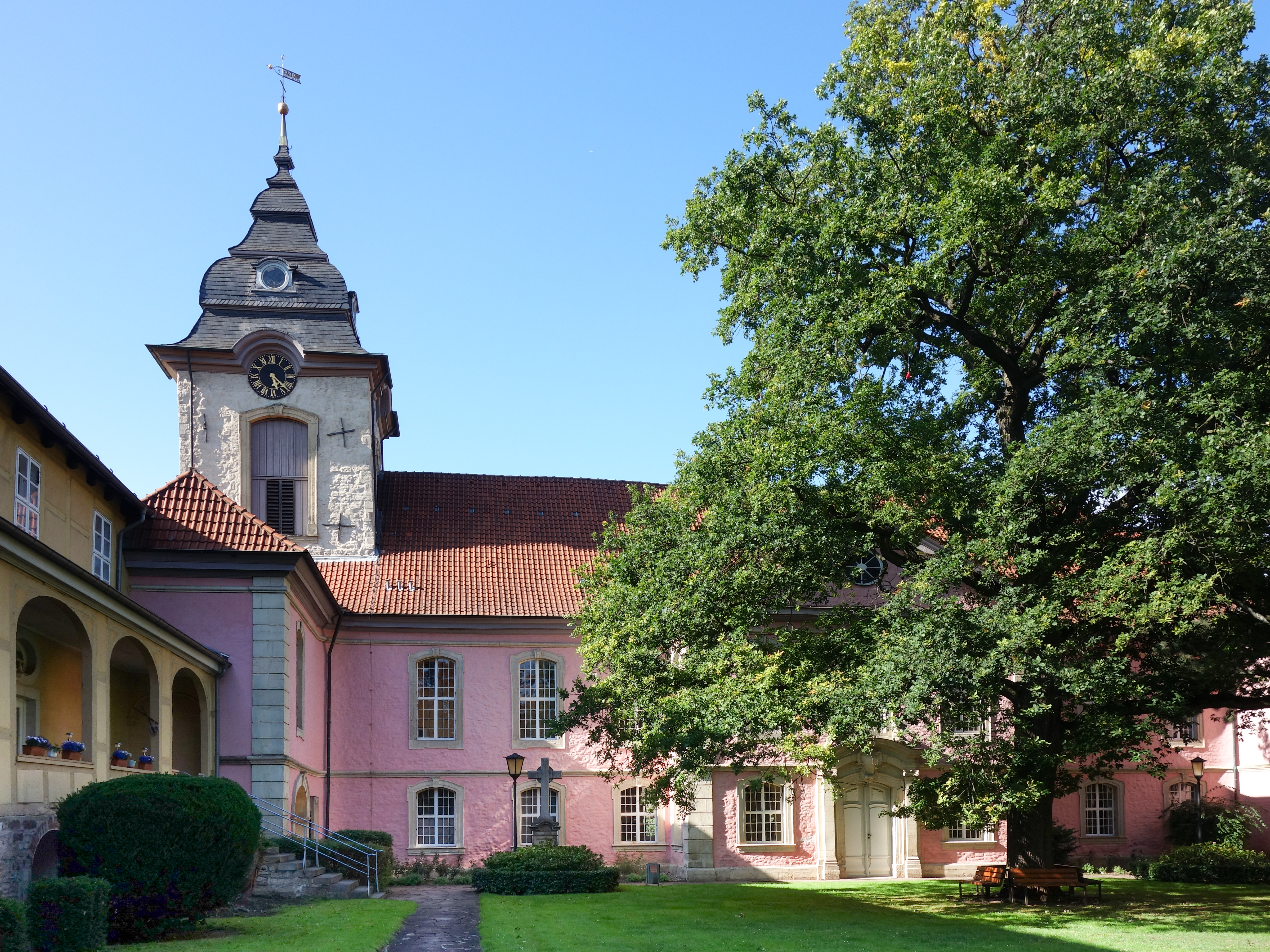
Stiftskirche Steterburg
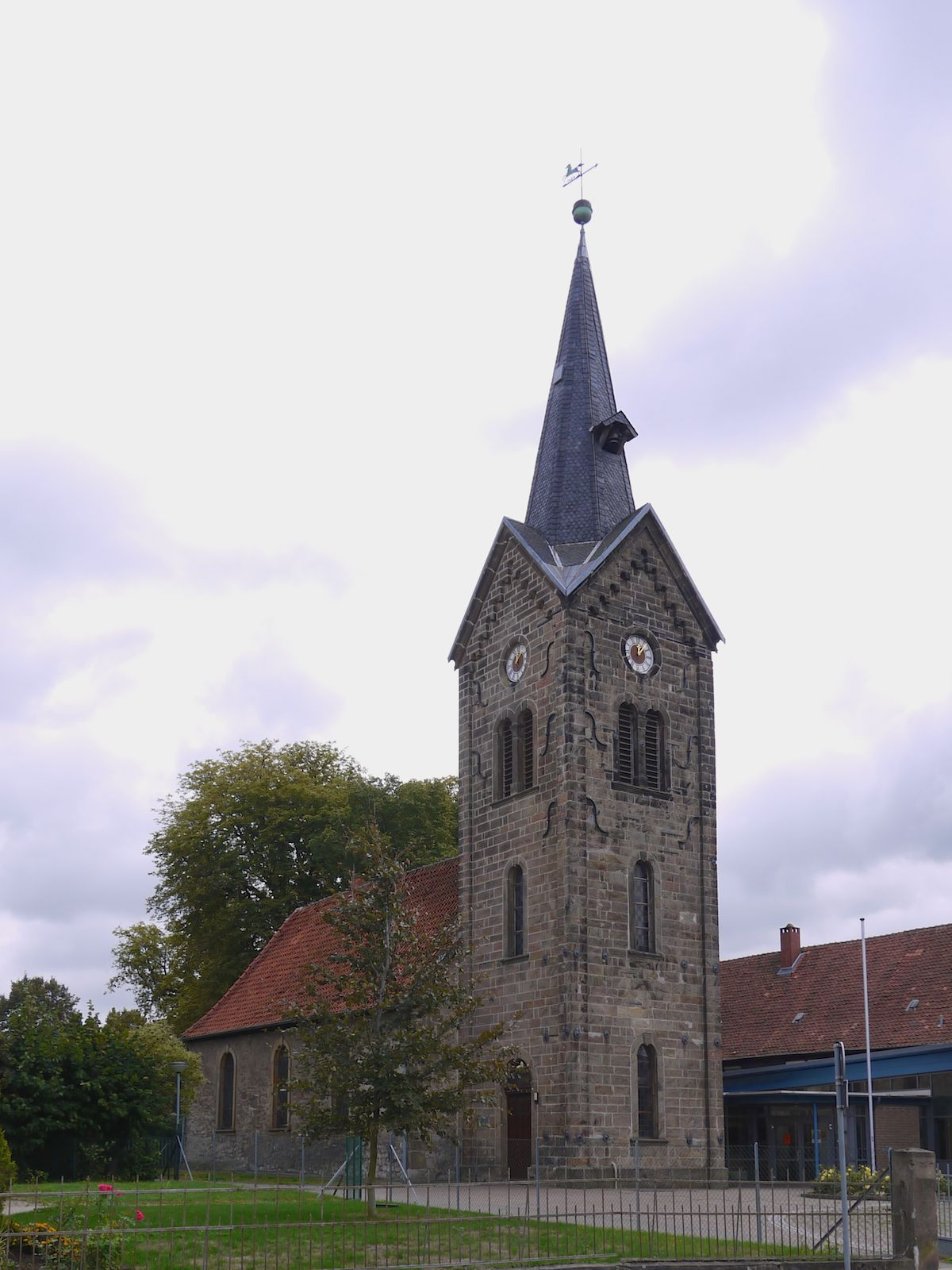
St.-Georg-Kirche in Thiede
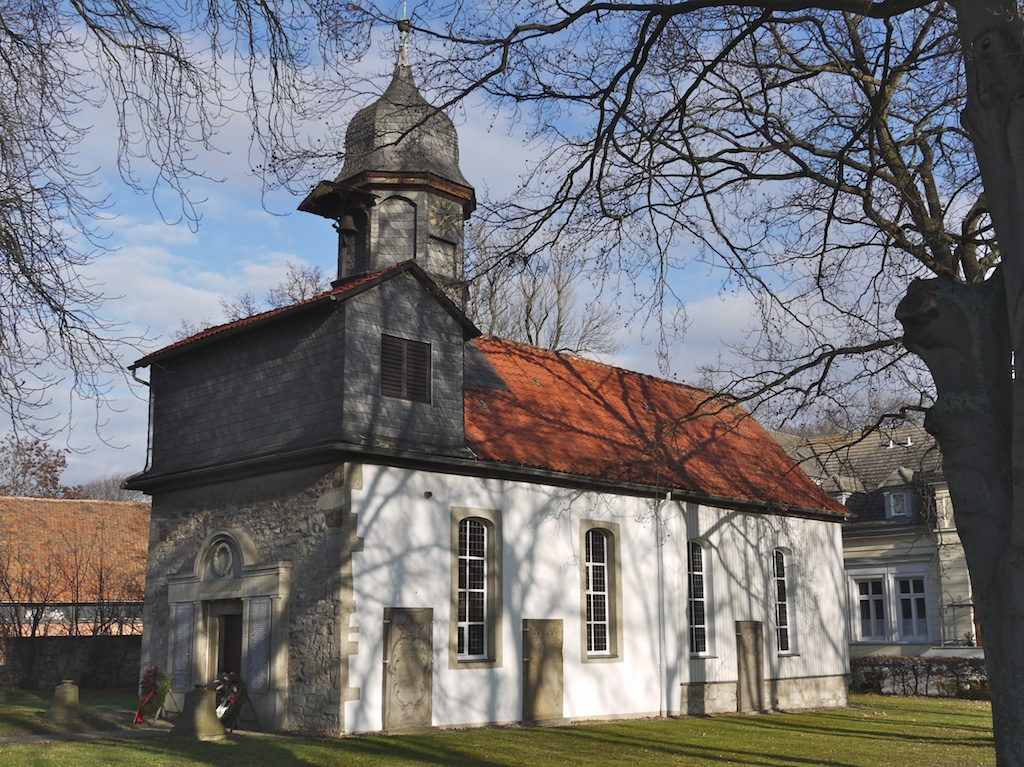
Dorfkirche Üfingen
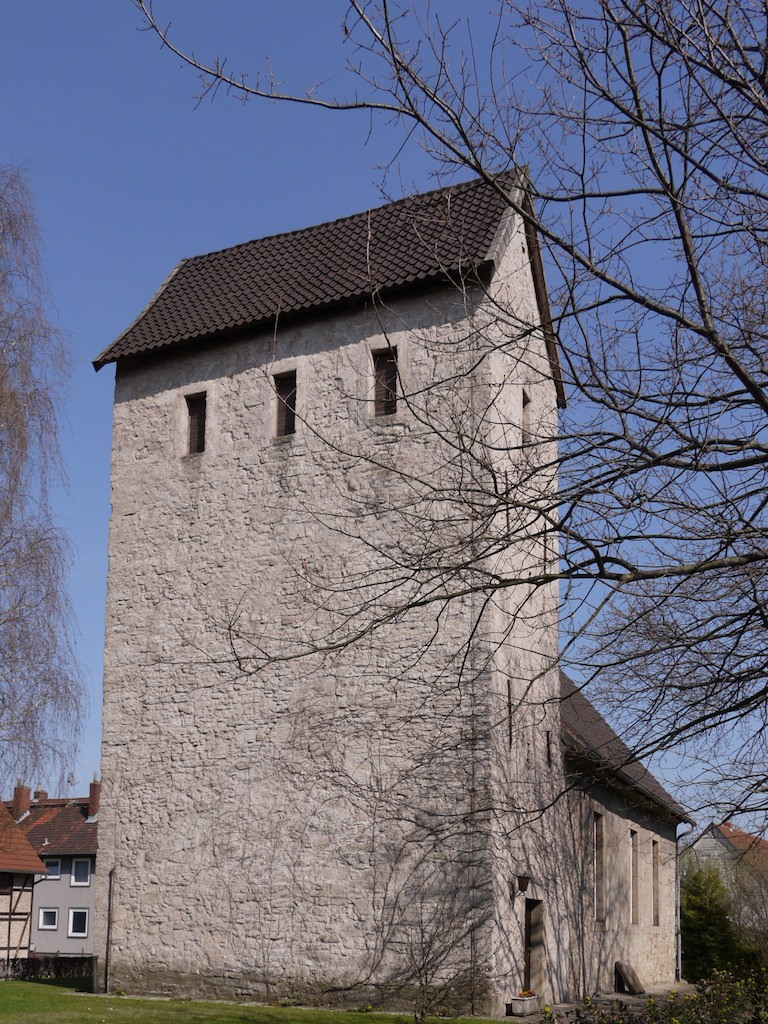
Dorfkirche Watenstedt

### Schladen-Werla
- Dorfkirche (Beuchte)
- Dorfkirche (Gielde)
- Marienkirche (Hornburg)
- Evangelische Kirche Schladen

### Schöningen
- St. Andreas (Esbeck)
- St.-Nicolai-Kirche (Hoiersdorf)
- Clus-Kirche (Schöningen)
- St. Lorenz (Schöningen)
- St. Vincenz (Schöningen)

### Schöppenstedt
- Dorfkirche (Eitzum)
- Wallfahrtskirche St. Marien (Küblingen)
- Dorfkirche (Sambleben)
- St. Petri (Schliestedt)
- St. Stephanus (Schöppenstedt)

### Seesen
- Dorfkirche (Bornhausen)
- Dorfkirche (Engelade)
- Dorfkirche (Herrhausen)
- Dorfkirche Ildehausen
- Dorfkirche (Kirchberg)
- St.-Martini-Kirche (Klein Rhüden)
- Dorfkirche (Mechtshausen-Bilderlahe)
- Dorfkirche (Münchehof)
- St. Andreas (Seesen)

### Sehlde
- Dorfkirche Sehlde

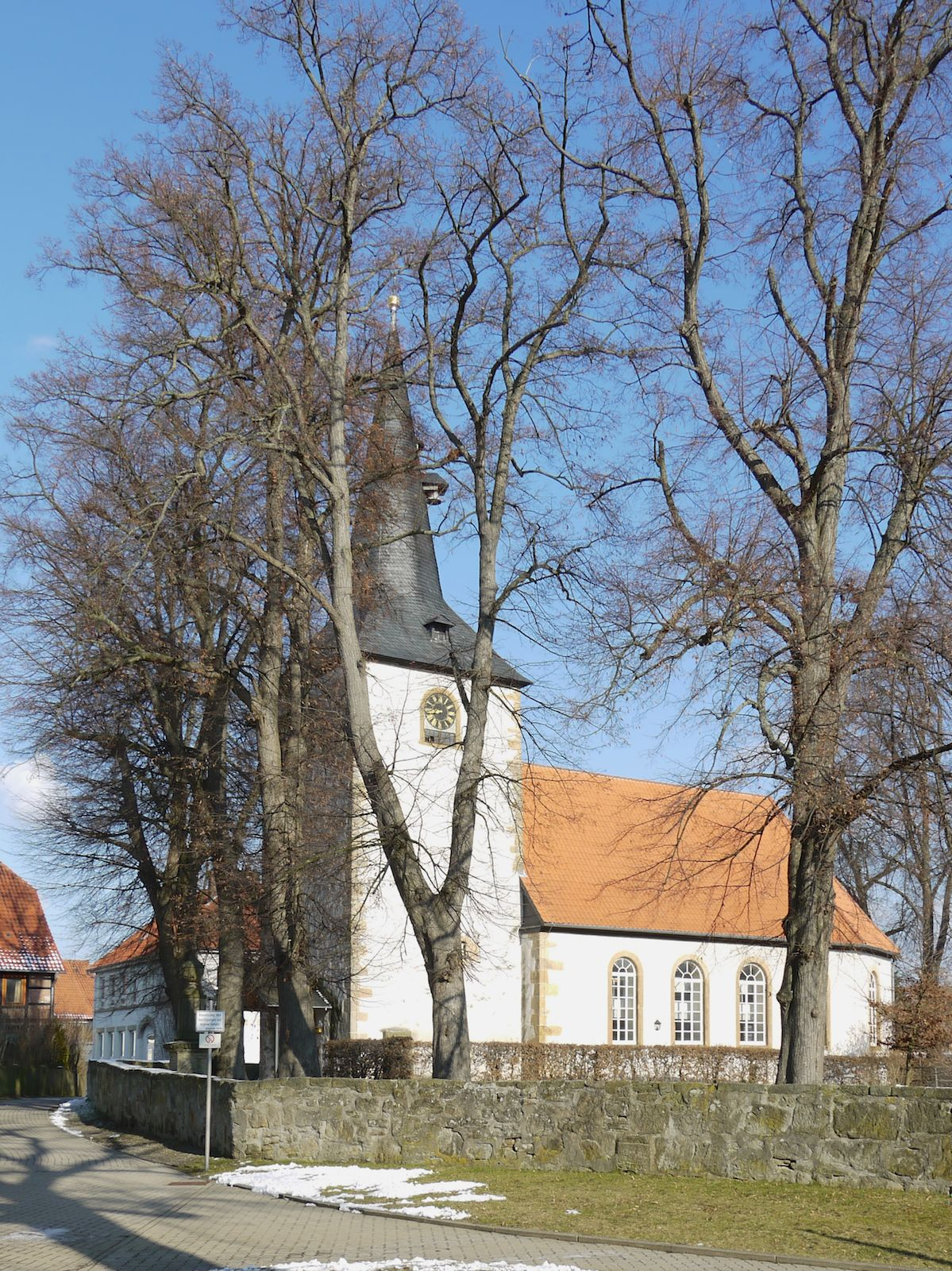
Dorfkirche von Sehlde

### Sickte
- Dorfkirche (Apelnsen)
- Dorfkirche (Hötzum)
- St. Petri (Sickte)
- Dorfkirche (Volzum)

### Söllingen
- Dorfkirche (Dobbeln)
- Dorfkirche (Söllingen)
- St.-Mauritius-Kirche (Twieflingen)
- St.-Georgs-Kirche (Wobeck)

### Süpplingen
- St. Lambertus (Süpplingen)

### Süpplingenburg
- St. Johannis (Süpplingenburg)

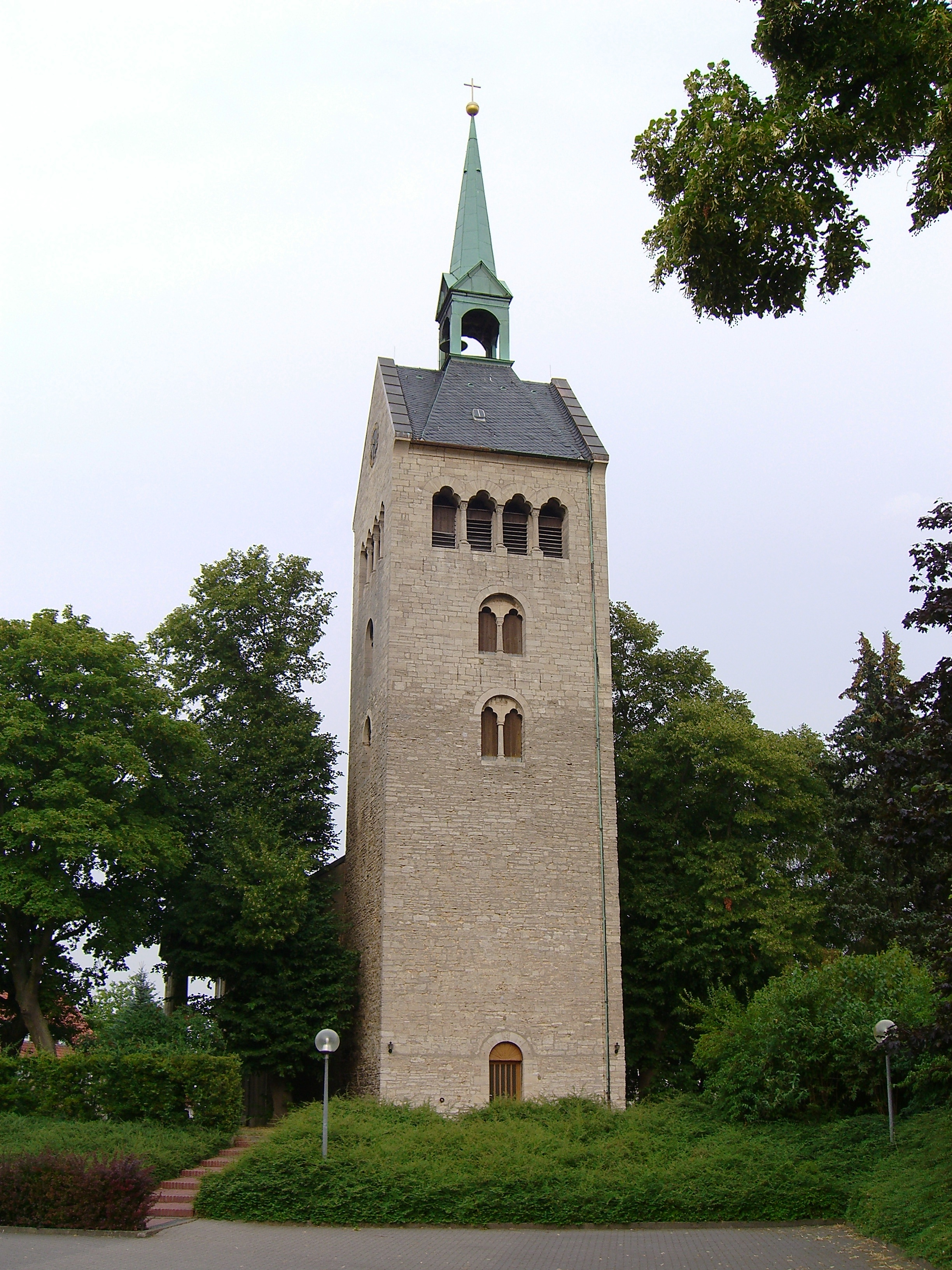
St.-Lambertus-Kirche Süpplingen

## T

### Thale
- Dorfkirche (Allrode)
- Dorfkirche (Altenbrak-Treseburg)

## U

### Uehrde
- Dorfkirche (Barnstorf)
- Dorfkirche (Uehrde)
- St. Valentinus (Warle)
- Dorfkirche (Watzum)

## V

### Vahlberg
- St.-Blasius-Kirche (Berklingen)
- Dorfkirche (Groß Vahlberg)
- Dorfkirche (Klein Vahlberg)

### Vechelde
- St.-Nicolai-Kirche (Vechelde-Alvesse)
- Dorfkirche (Bettmar)
- St.-Godehard-Kirche (Bodenstedt)
- St.-Johannes-Kirche (Denstorf)
- Dorfkirche (Fürstenau)
- Dorfkirche Groß Gleidingen
- St.-Marien-Kirche (Köchingen)
- Dorfkirche (Liedingen)
- St. Martini (Sierße)
- St.-Nicolai-Kirche (Vechelde-Sonnenberg)
- St.-Martini-Kirche (Vallstedt)
- Christuskirche (Vechelde), Hauptpredigtkirche der Propstei Vechelde
- St.-Martins-Kirche (Wahle)
- St.-Matthias-Kirche (Wedtlenstedt)
- St.-Urban-Kirche (Wierthe)

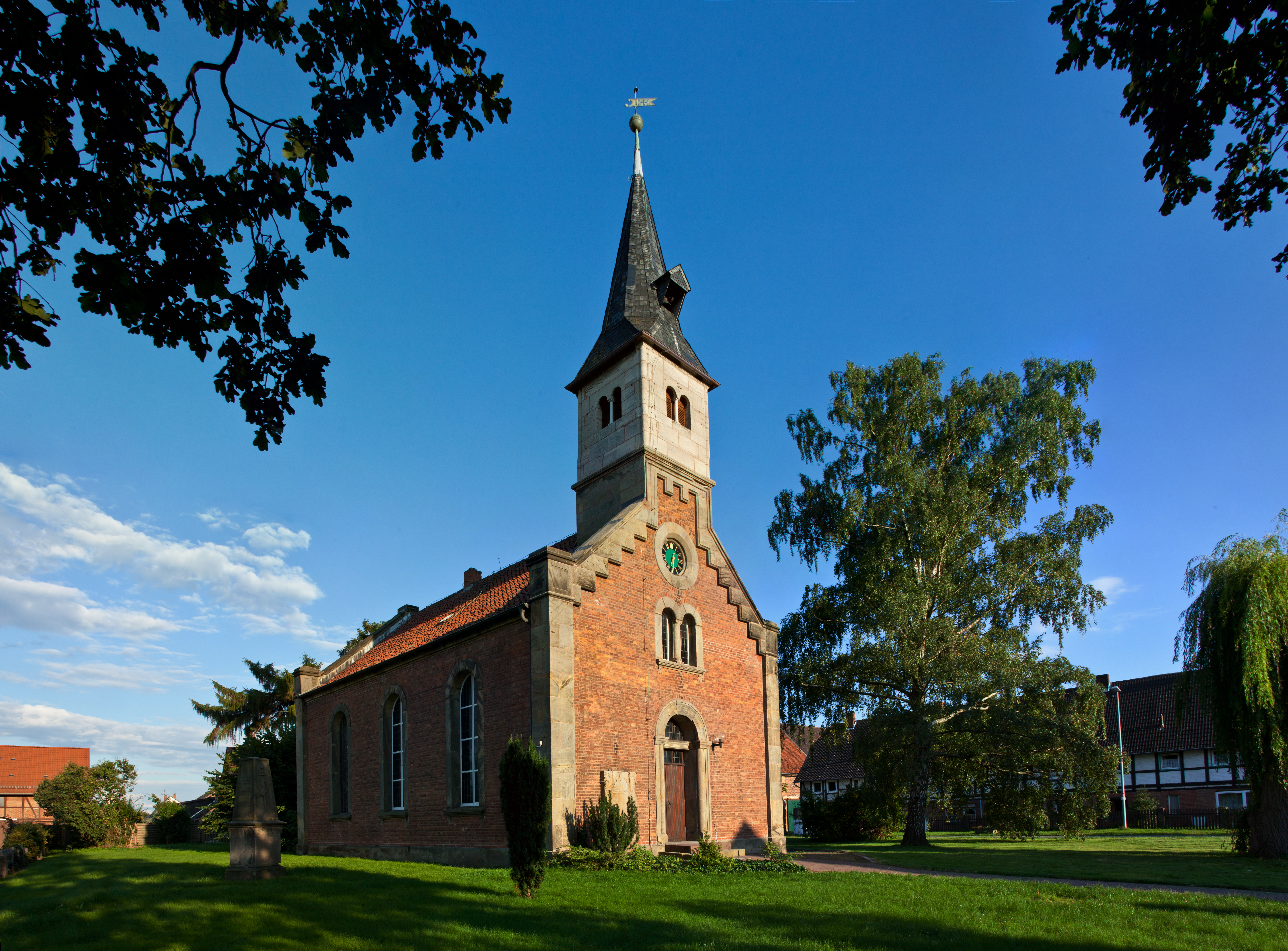
St. Nikolai in Alvesse
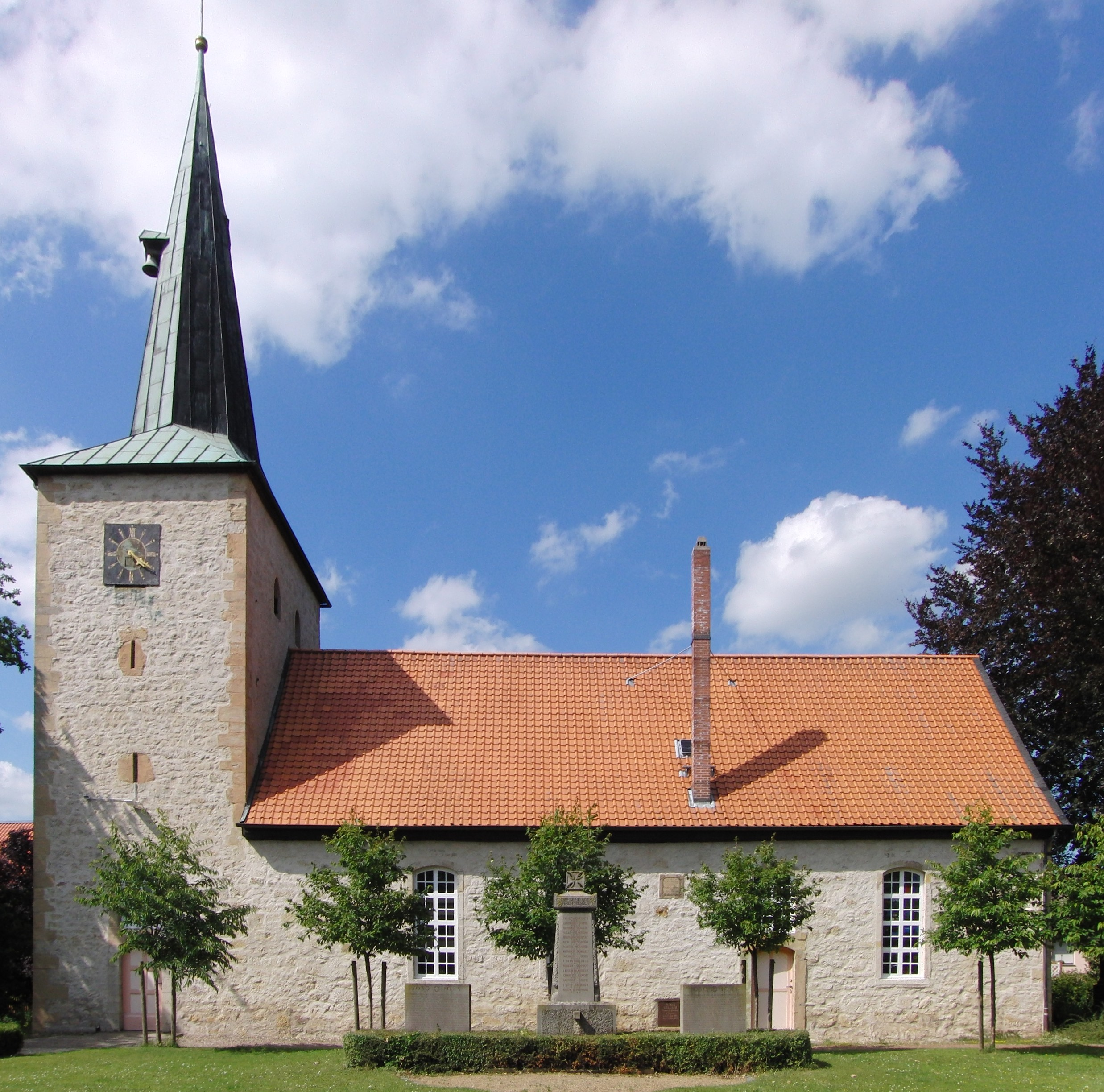
Kirche in Bettmar
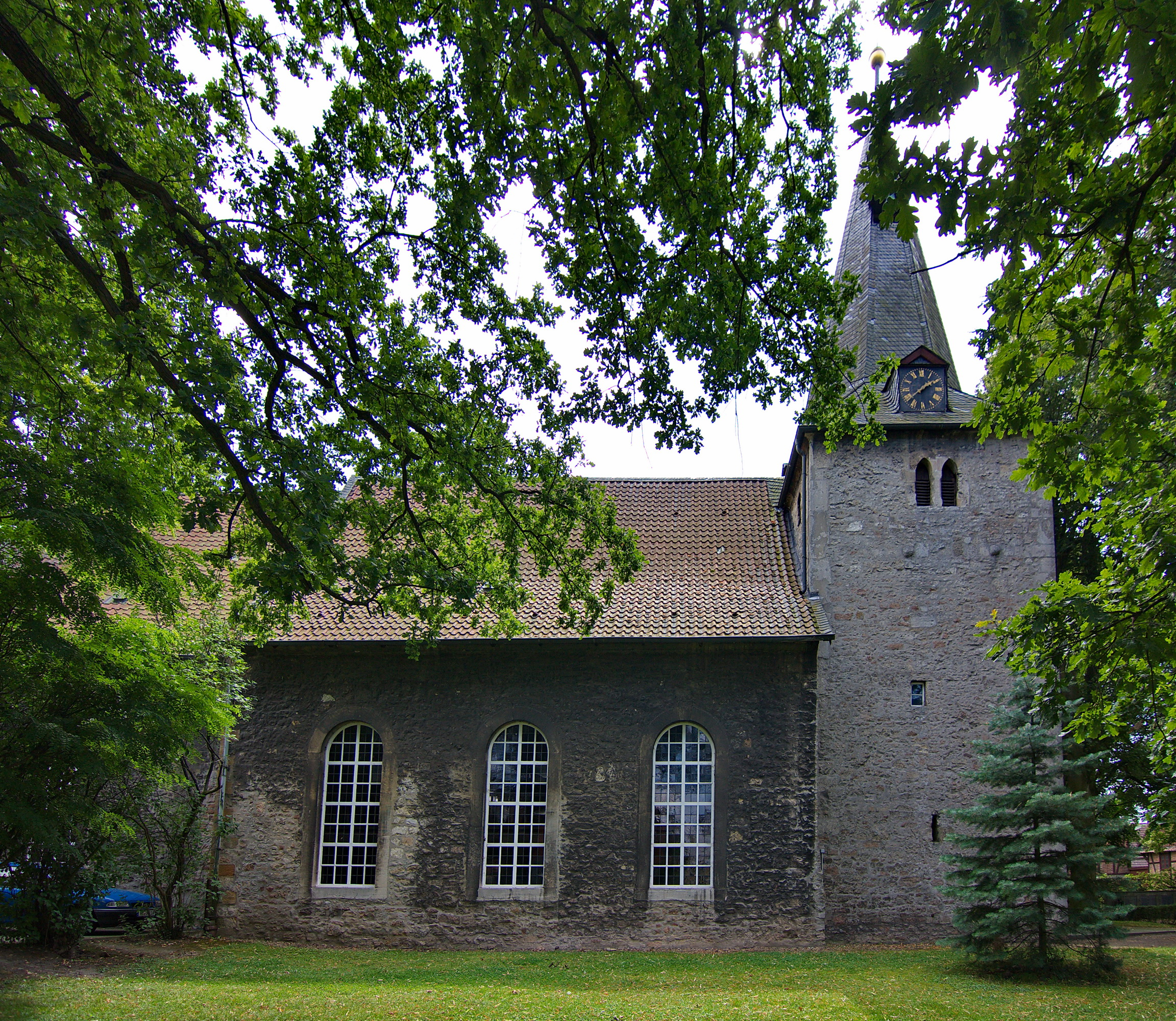
St. Johannes in Denstorf
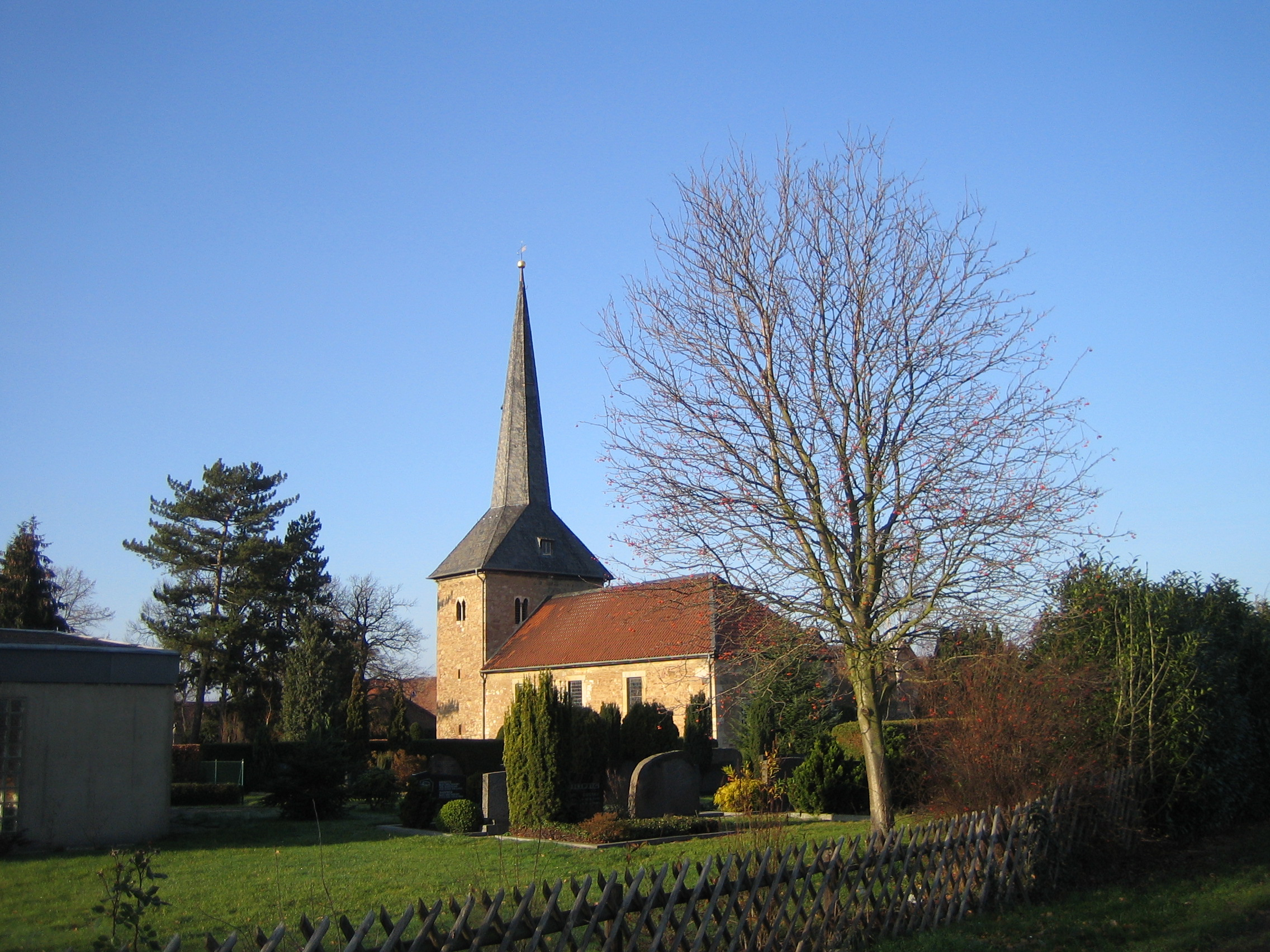
St. Nikolai in Sonnenberg
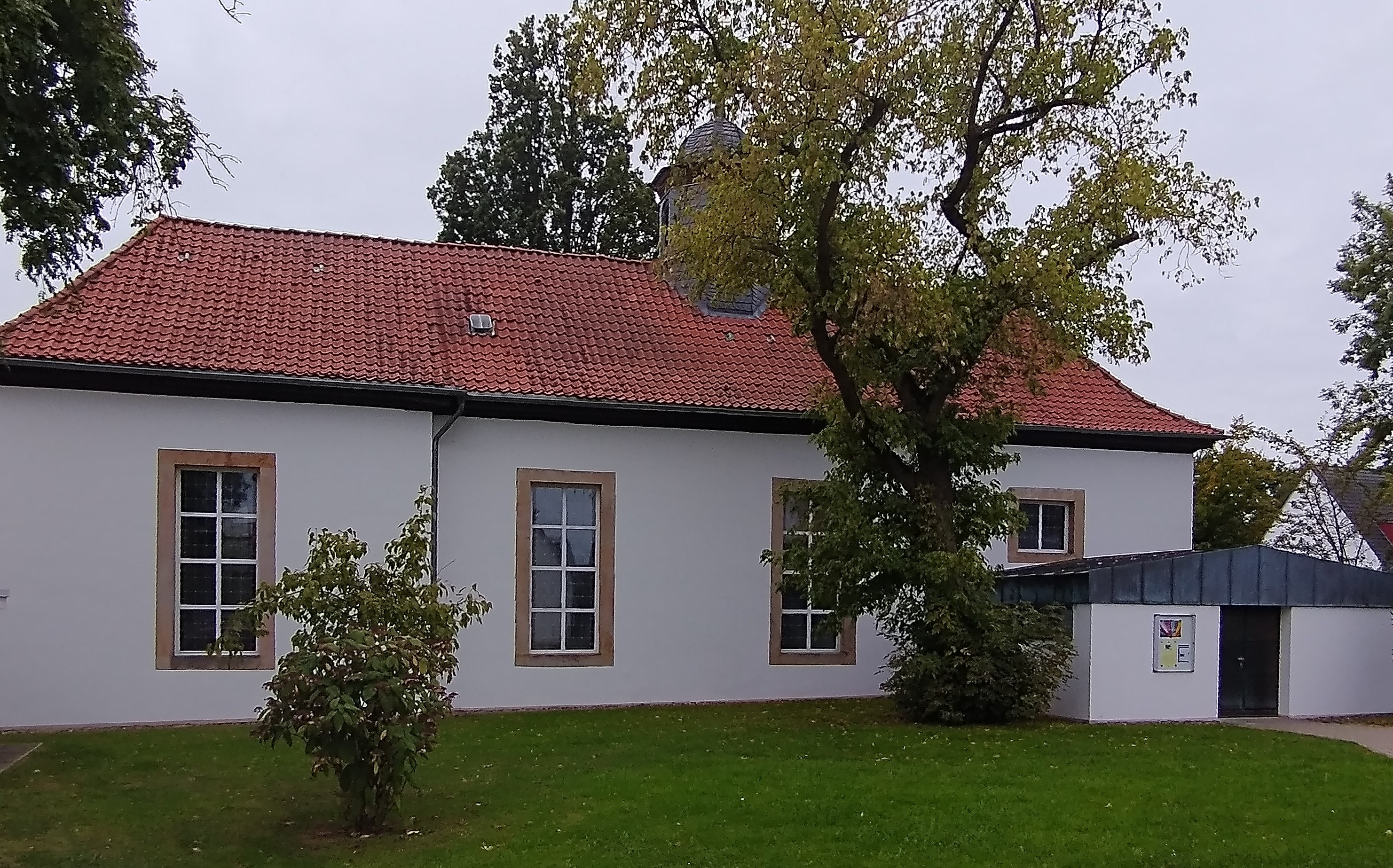
Christuskirche in Vechelde (Hauptpredigtkirche der Propstei Vechelde)
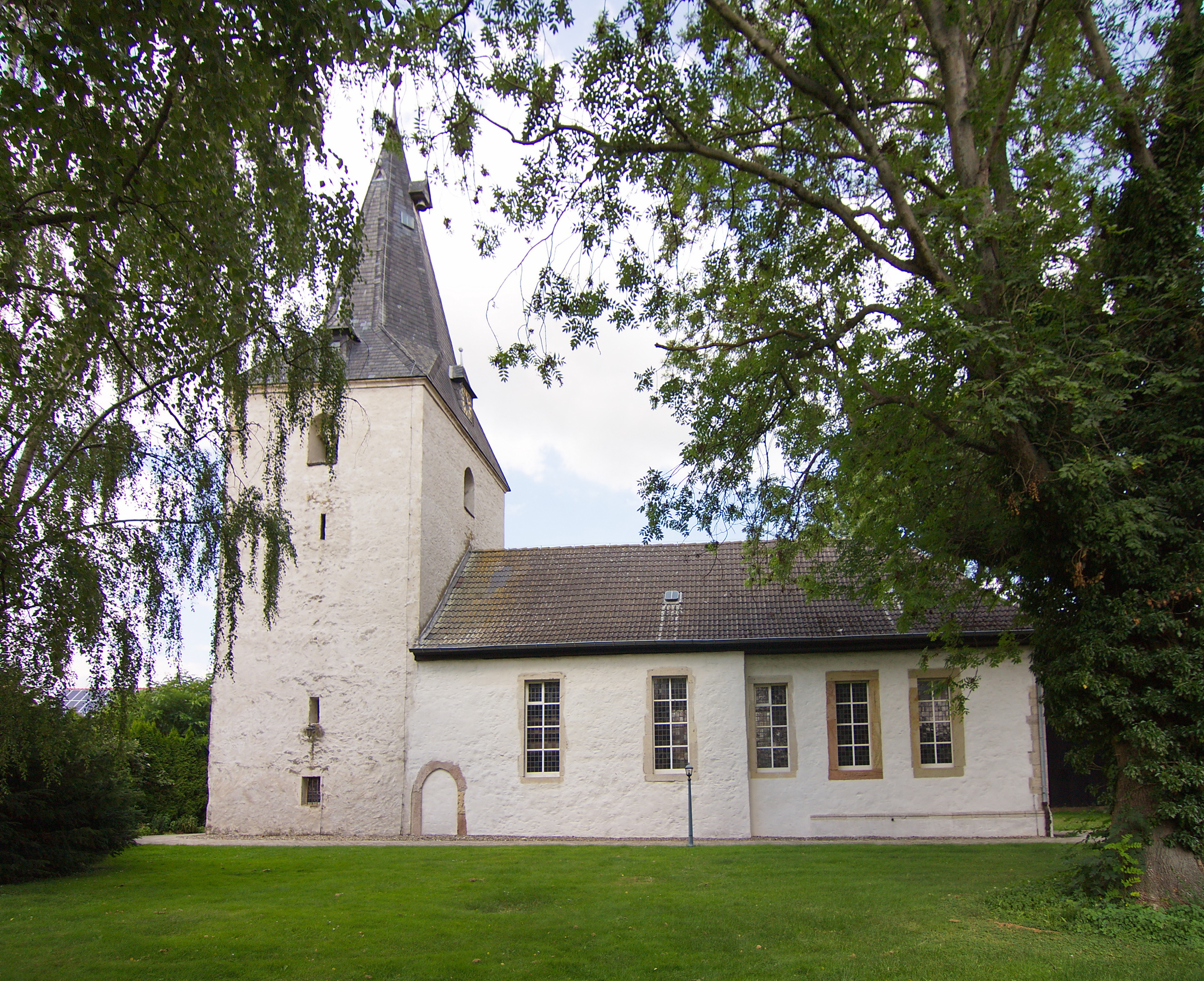
St. Martini in Wahle
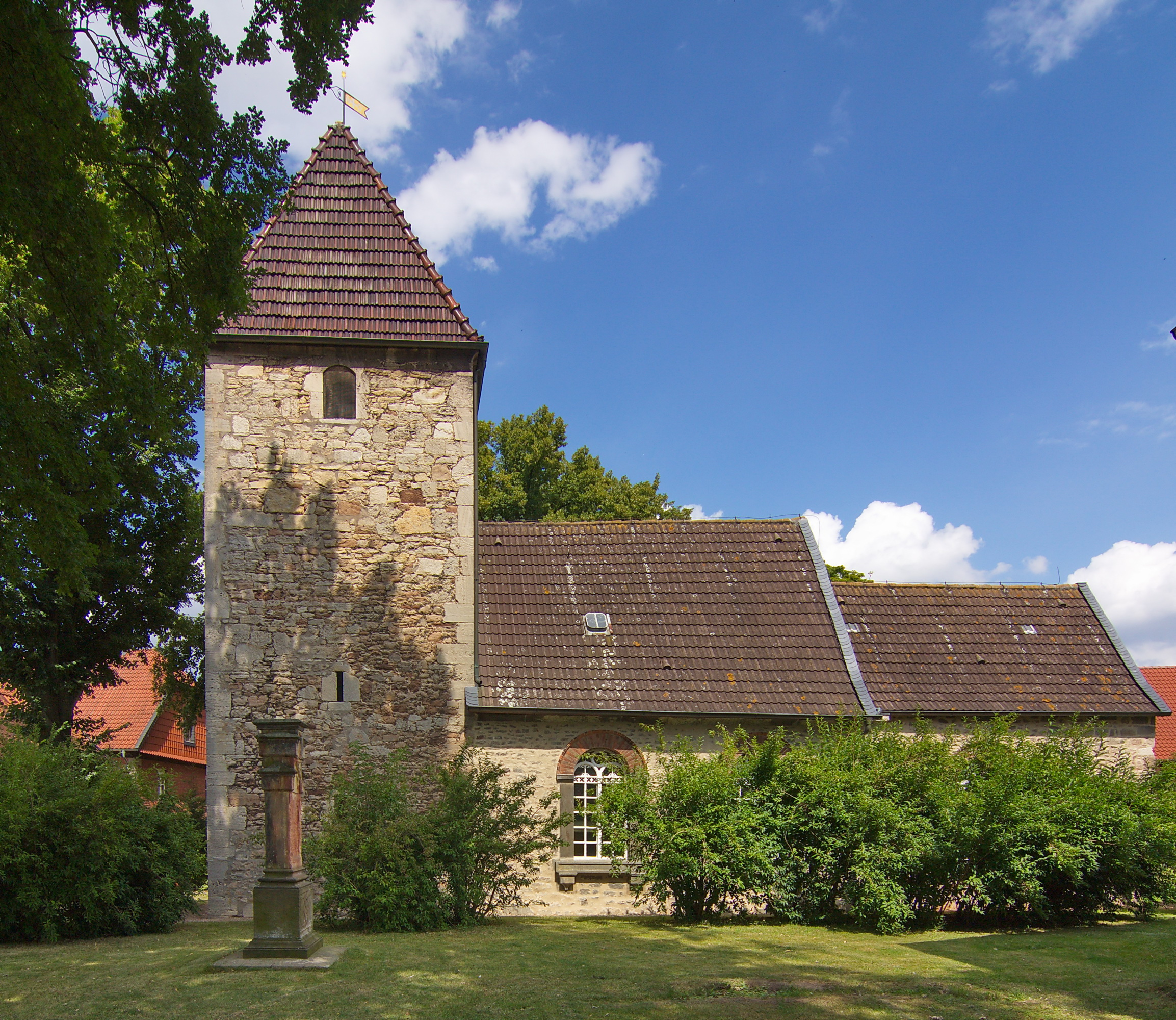
St. Urban in Wierthe

### Velpke
- St.-Laurentius-Kirche (Meinkot)
- St. Andreas (Velpke)
- St. Petri (Wahrstedt)

### Veltheim (Ohe)
- St. Remigius (Veltheim)

## W–Z

### Walkenried
- St.-Maria-und-Martini-Kirche (Walkenried)
- Martin-Luther-Kirche (Wieda)
- St. Bartholomäus (Zorge)

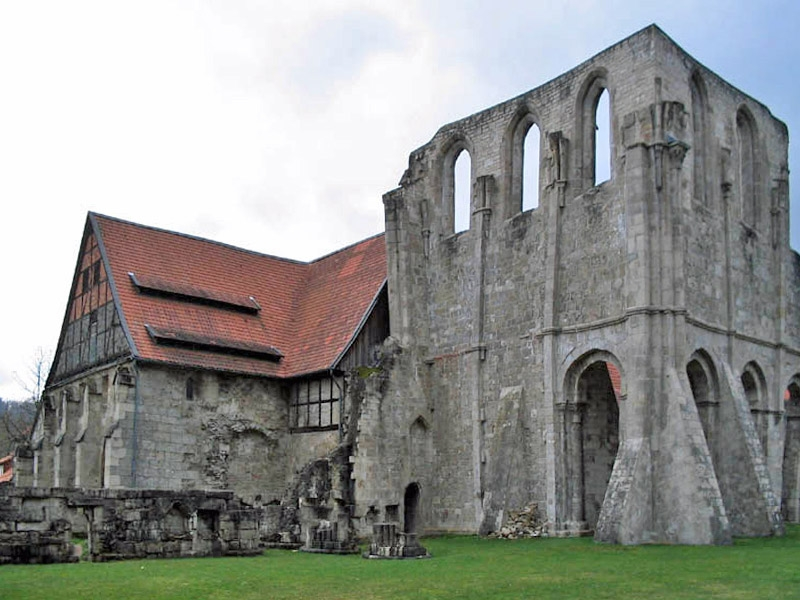
Klosterruine in Walkenried

### Wallmoden
- Dorfkirche (Alt Wallmoden)
- St.-Antonius-Kirche (Bodenstein)
- Kapelle (Neuwallmoden)

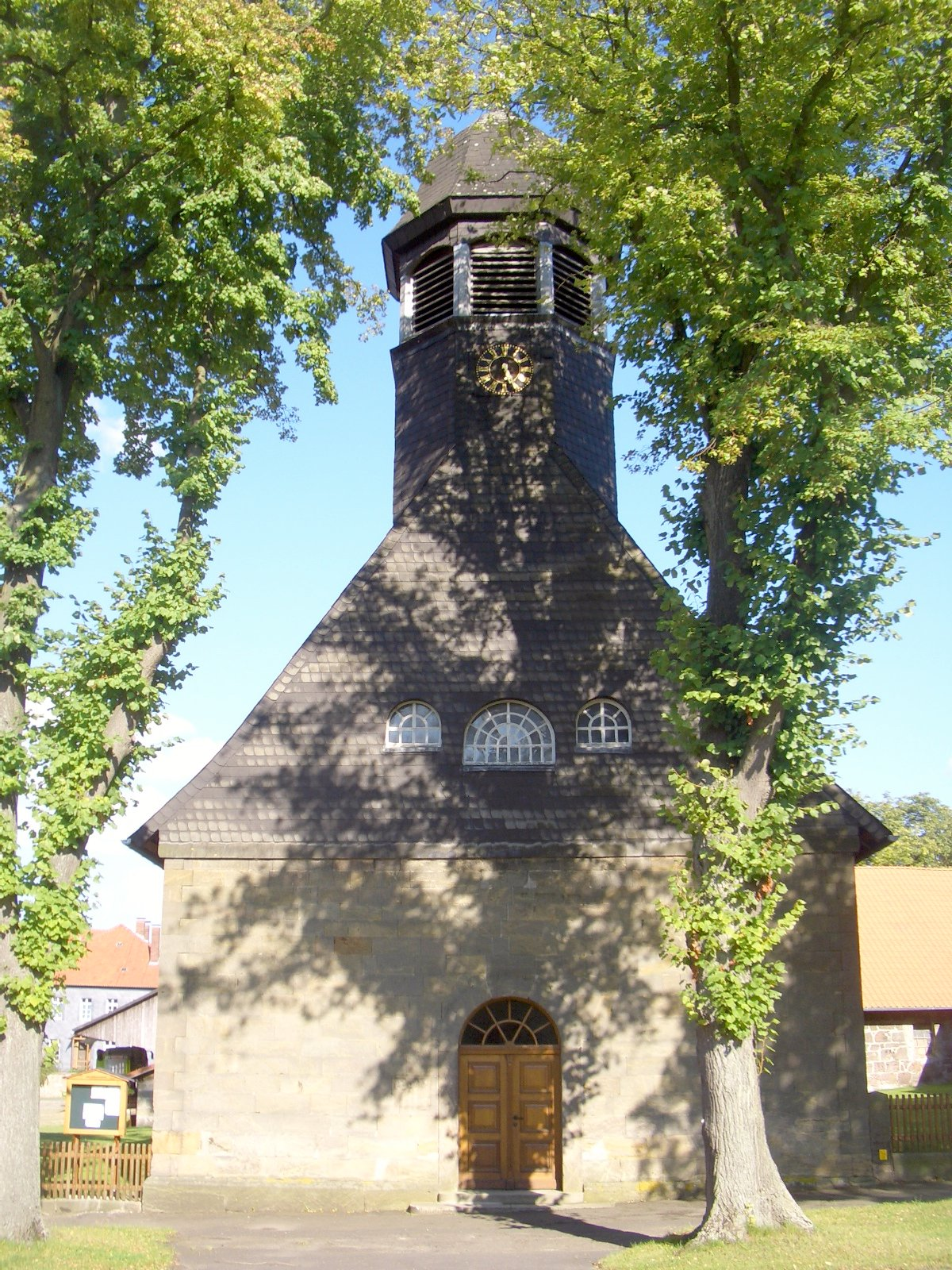
Dorfkirche von Alt-Wallmoden
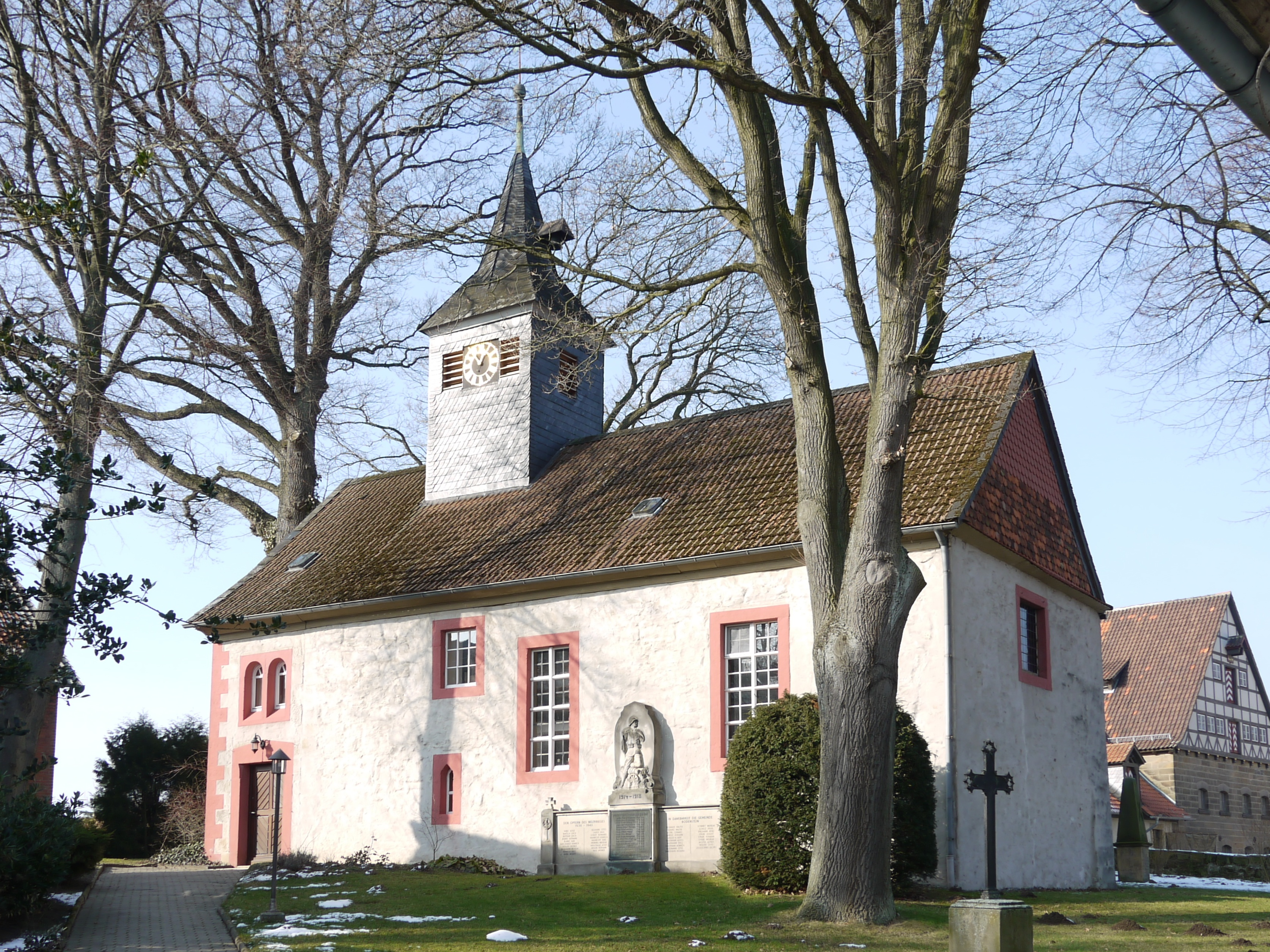
St.-Antonius-Kirche von Bodenstein

### Warberg
- St.-Georg (Warberg)

### Wendeburg
- St. Georg (Bortfeld)
- Dorfkirche (Harvesse)
- St. Martin (Meerdorf)
- St. Martin (Sophiental)
- Marienkirche (Wendeburg)

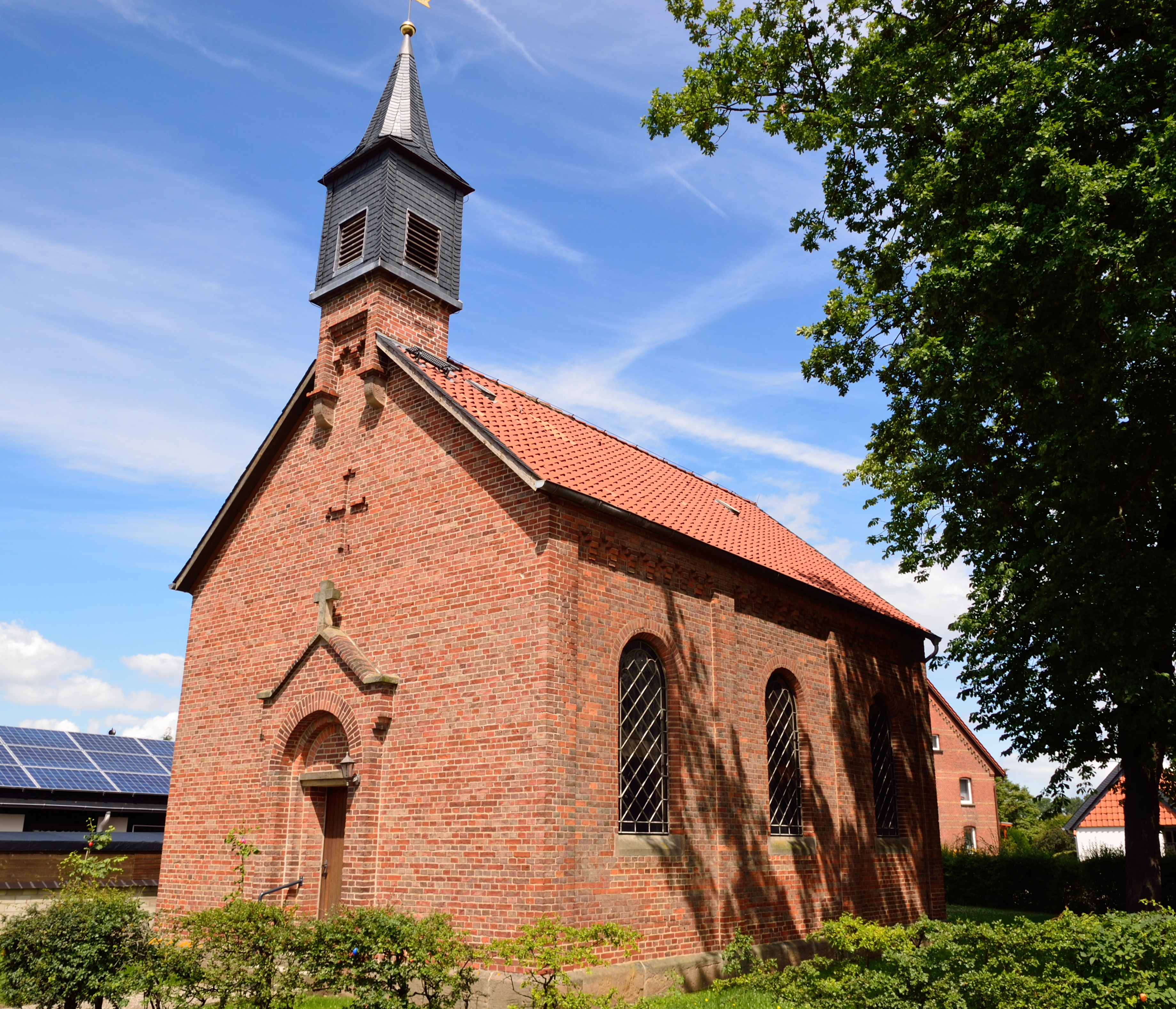
Dorfkirche Harvesse
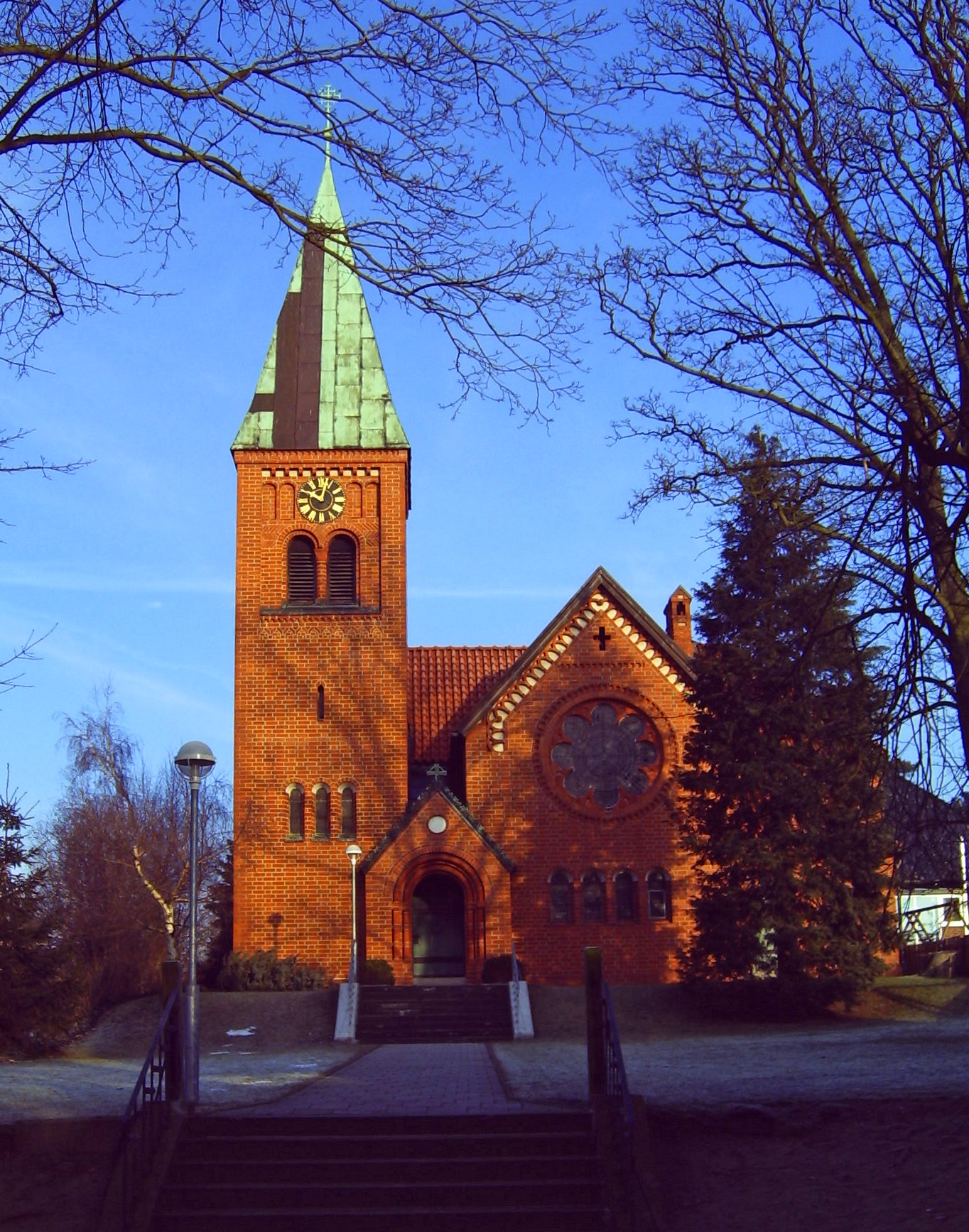
Dorfkirche Rüper
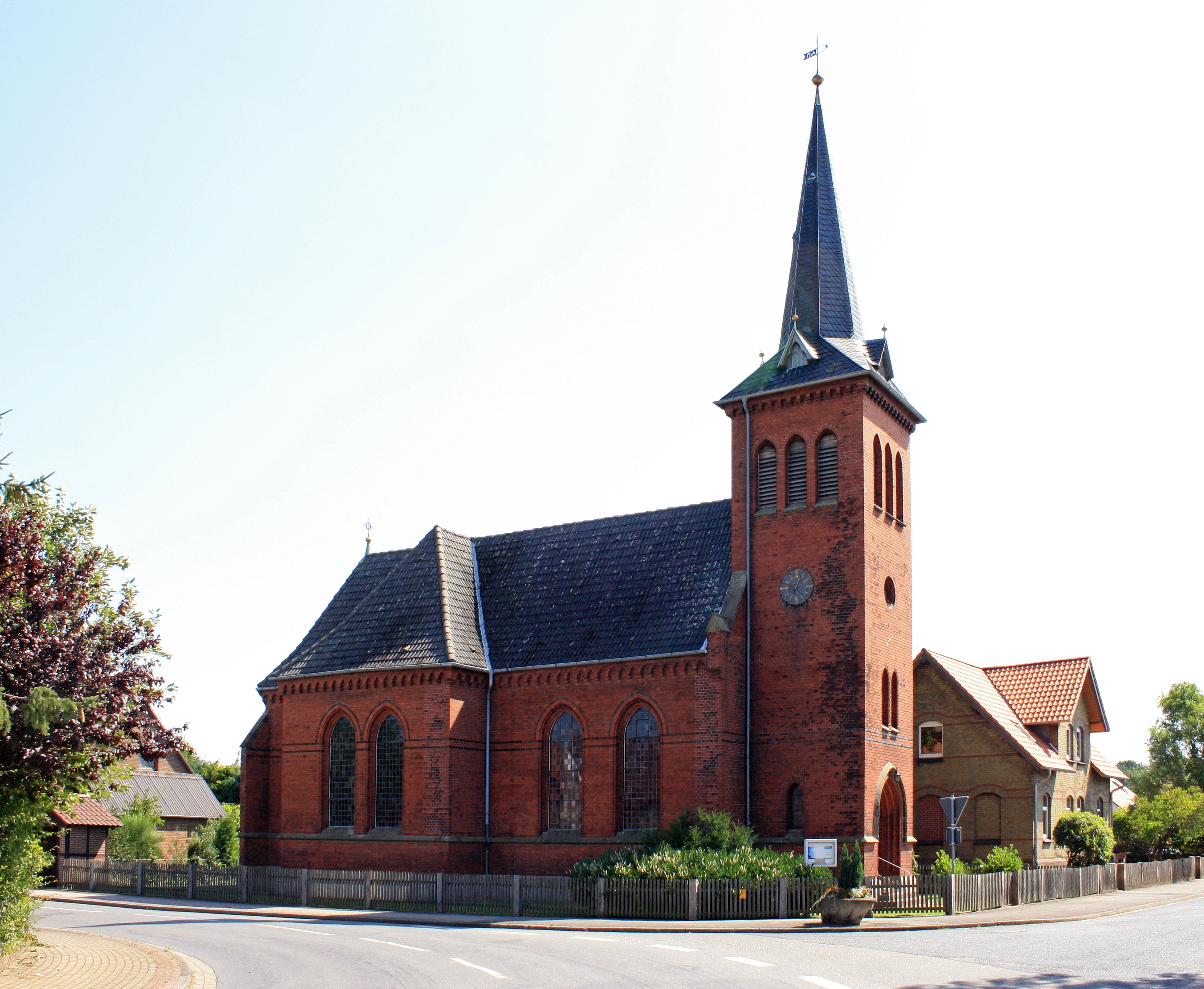
St. Martin Sophiental
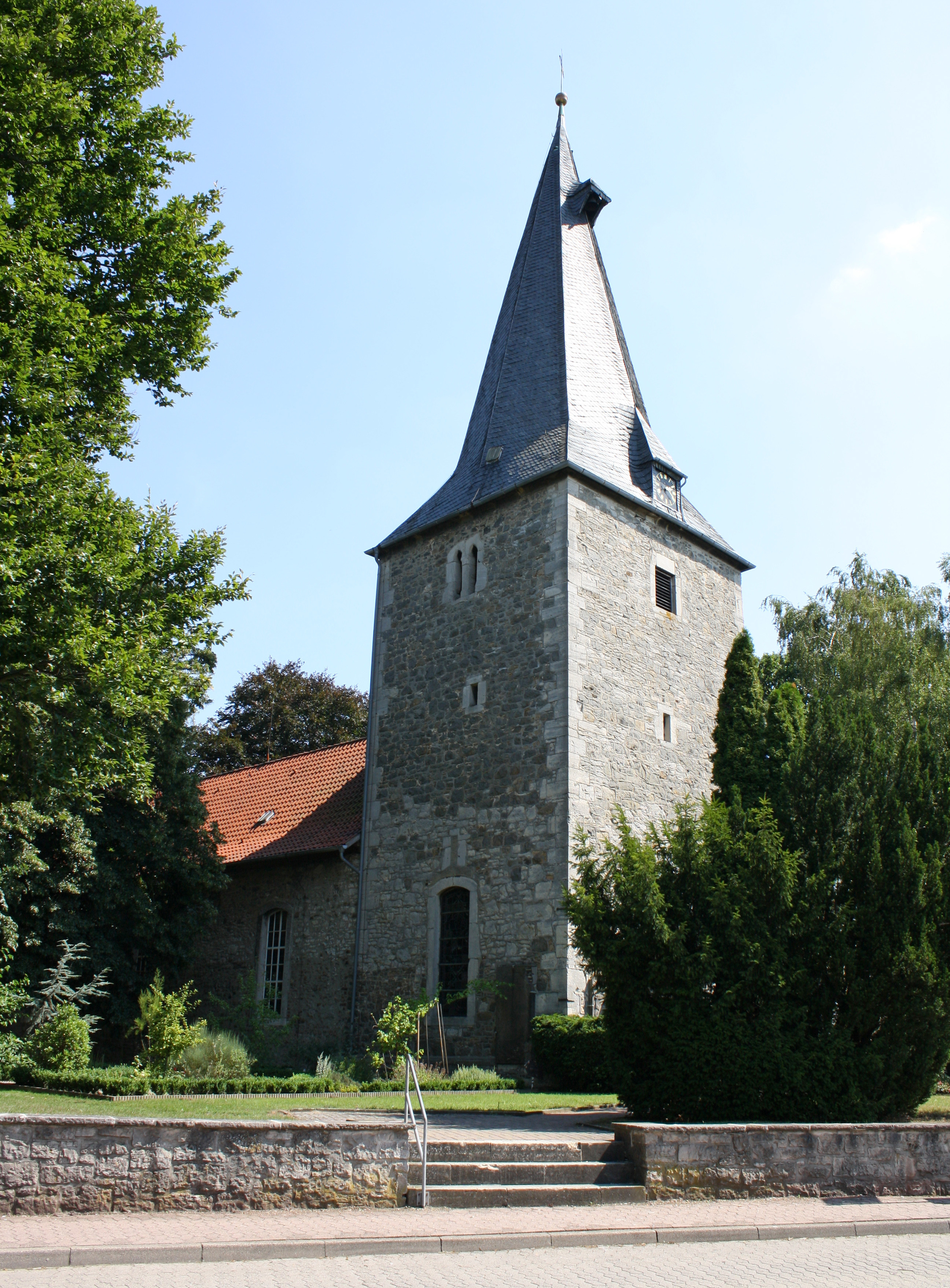
Marienkirche
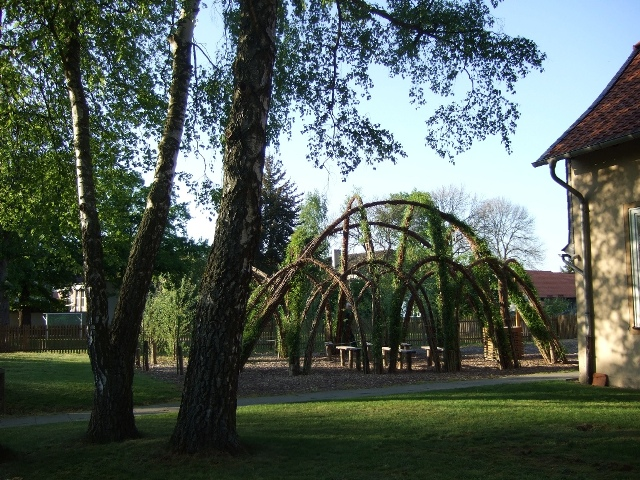
Weidenkirche Wendeburg

### Wernigerode
- Dorfkirche Benzingerode

### Winnigstedt
- Apostelkirche (Groß-Winnigstedt)
- Christuskirche (Winnigstedt) (Klein-Winnigstedt)

### Wittmar
- St.-Barbara-Kirche (Wittmar)

### Wolfenbüttel
- St.-Jacobi-Kirche (Adersheim)
- St. Maria (Ahlum)
- St. Stephani (Atzum)
- Gethsemanekirche (Fümmelse)
- Apostelkirche (Groß Stöckheim)
- Dorfkirche (Halchter)
- Dorfkirche (Leinde)
- St.-Brictius-Kirche (Linden)
- St. Jürgen (Salzdahlum)
- St. Georg (Wendessen)
- Marienkirche (Wolfenbüttel)
- Martin-Luther-Kirche (Wolfenbüttel)
- St.-Johannis-Kirche (Wolfenbüttel)
- St.-Thomas-Kirche (Wolfenbüttel)
- St.-Trinitatis-Kirche (Wolfenbüttel)
- Versöhnungskirche (Wolfenbüttel)

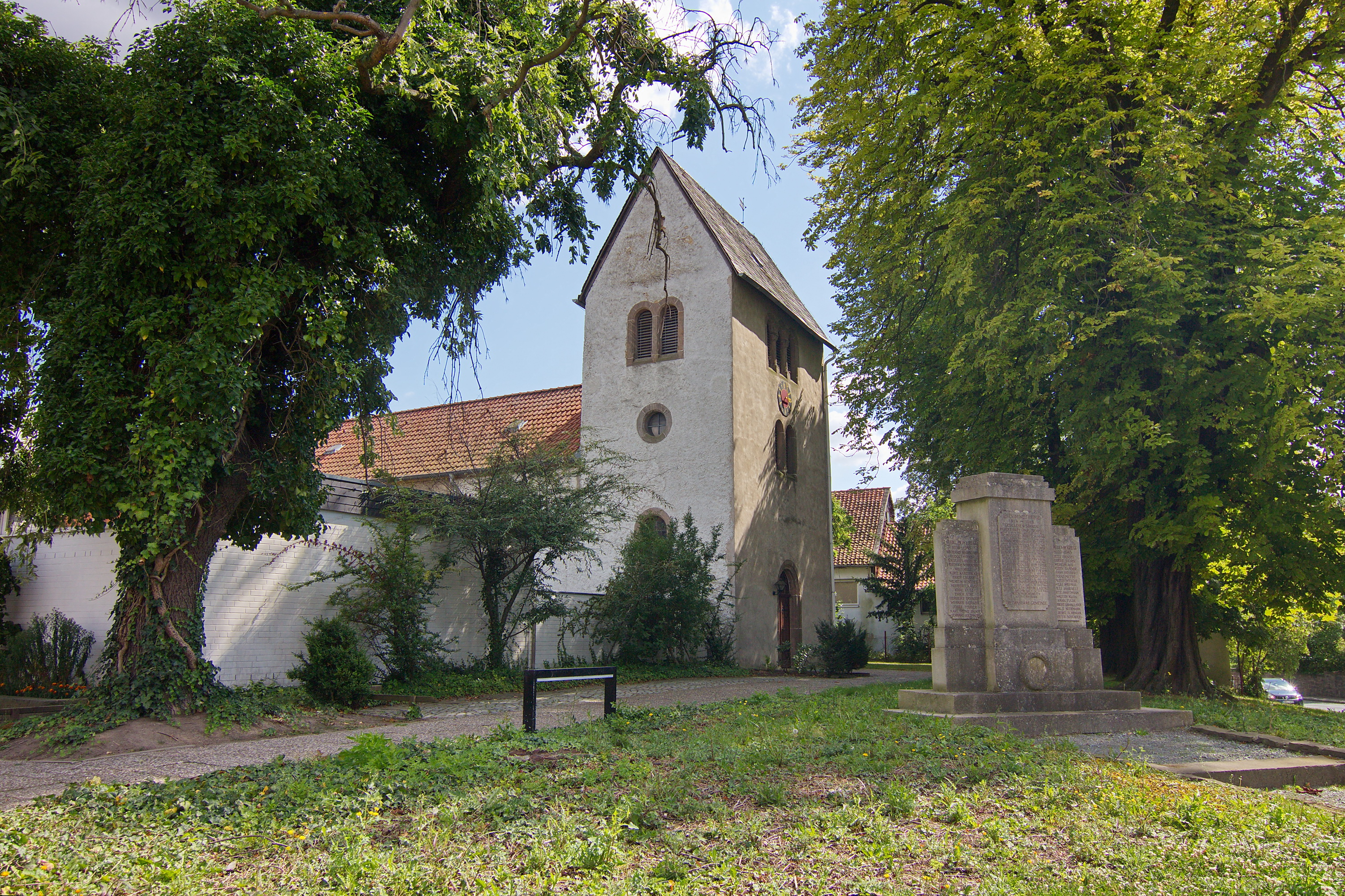
St.-Brictius-Kirche
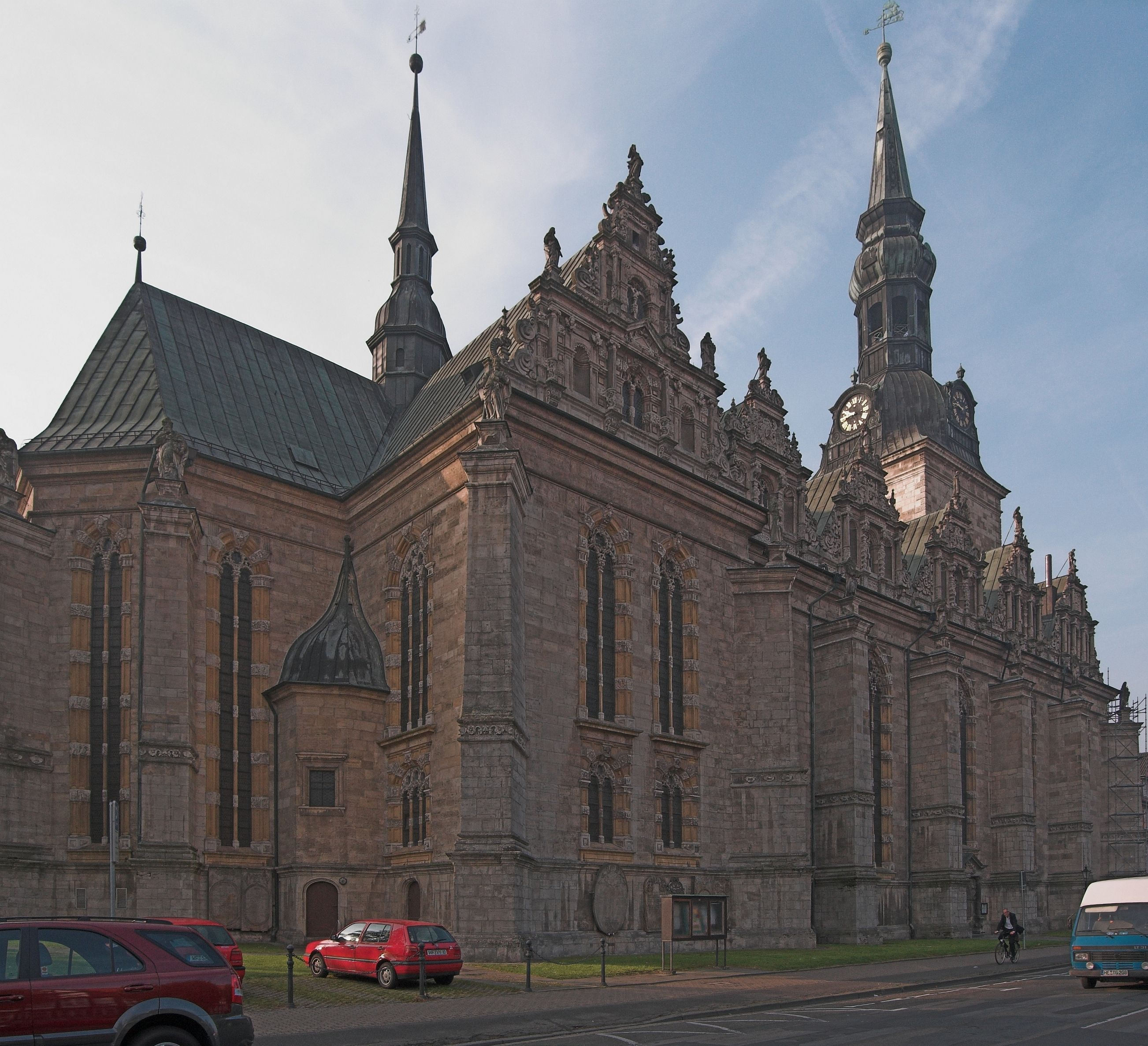
Marienkirche
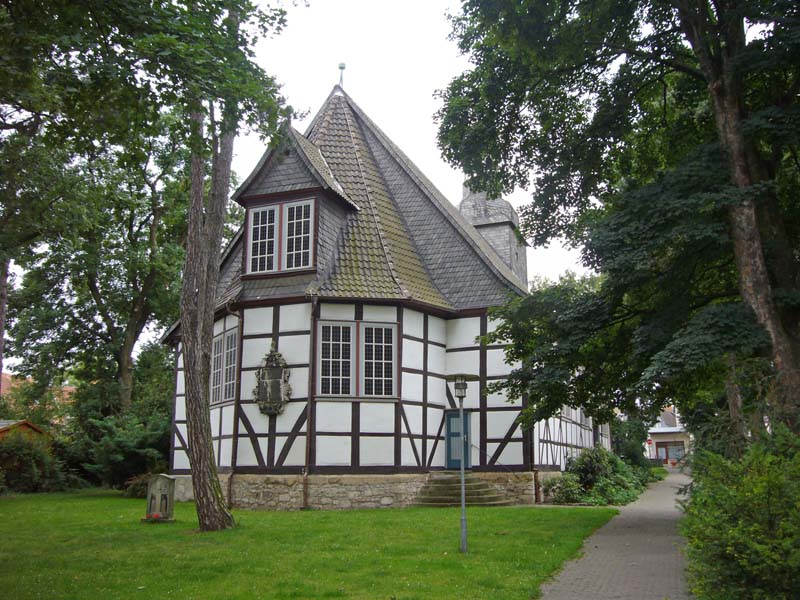
St.-Johannis-Kirche
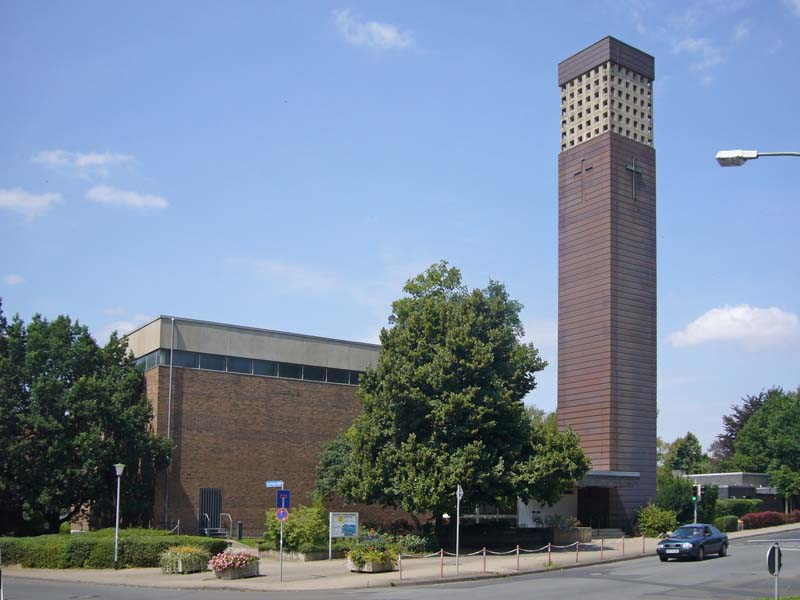
St.-Thomas-Kirche
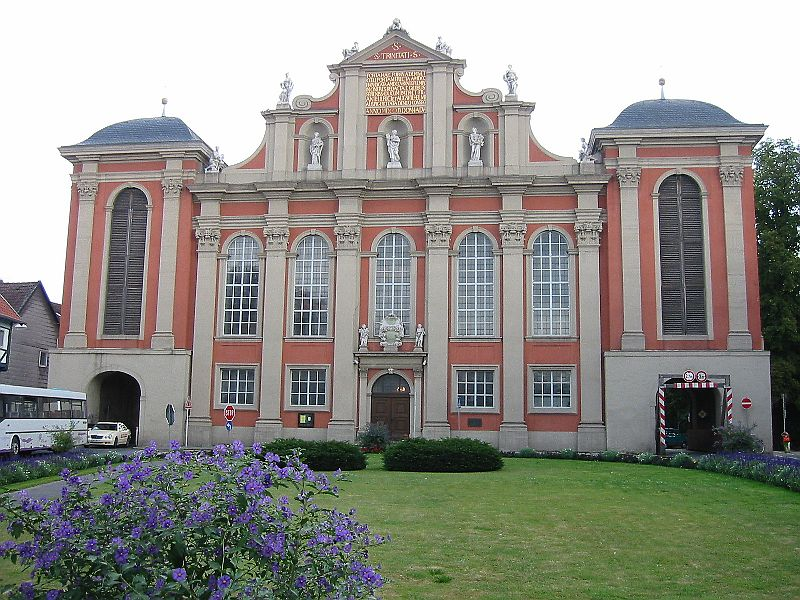
St.-Trinitatis-Kirche

### Wolfsburg
- Johanneskapelle (Brackstedt)
- Johanneskirche (Kästorf)
- St. Nicolai (Nordsteimke)
- St.-Markus-Kirche (Reislingen)
- Martin-Luther-Kirche (Velstove)
- Johanneskirche (Vorsfelde)
- St.-Petrus-Kirche (Vorsfelde)
- Heiliggeistkirche (Wendschott)

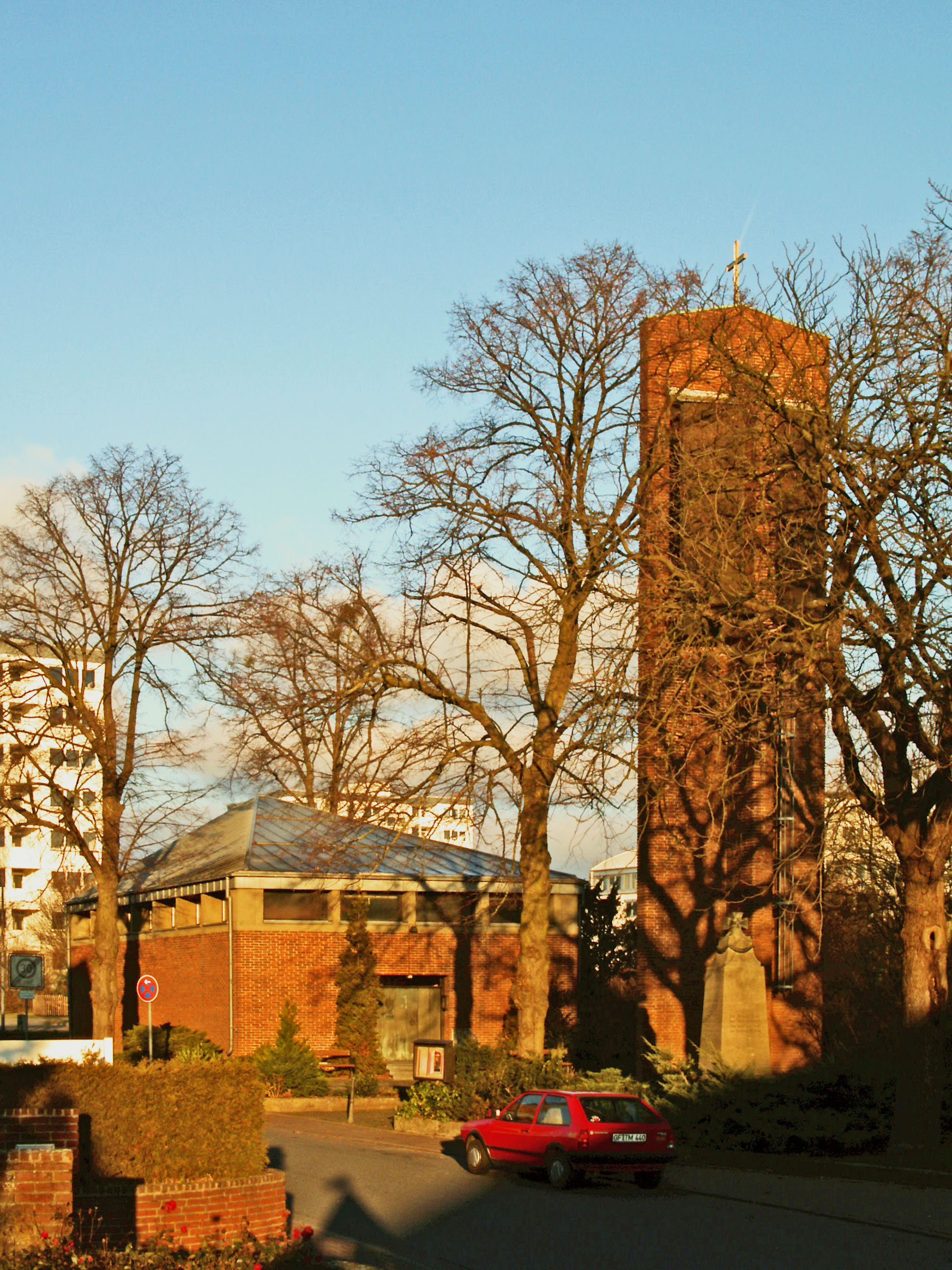
Johanneskirche in Kästorf
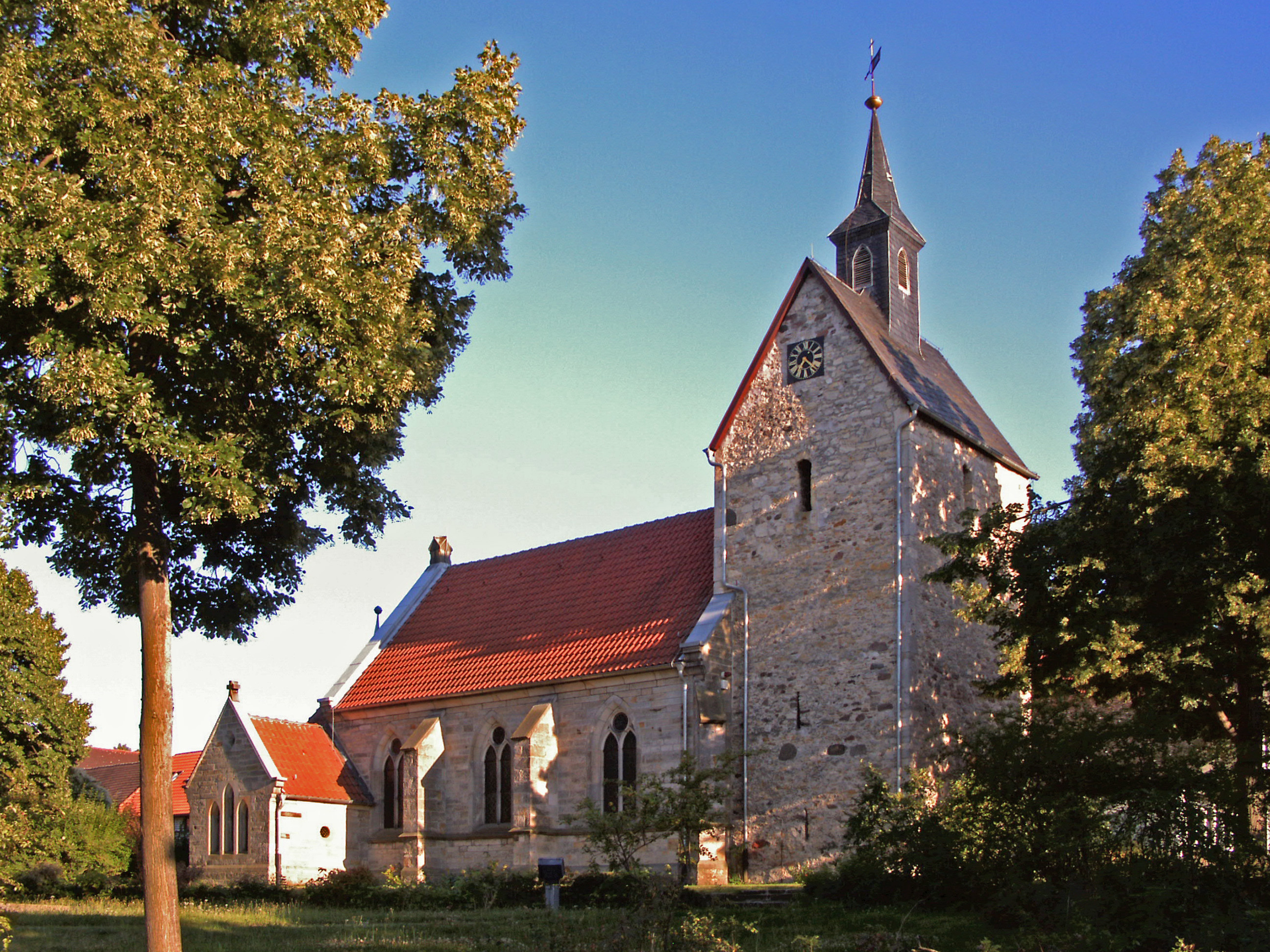
St.-Nicolai-Kirche in Nordsteimke
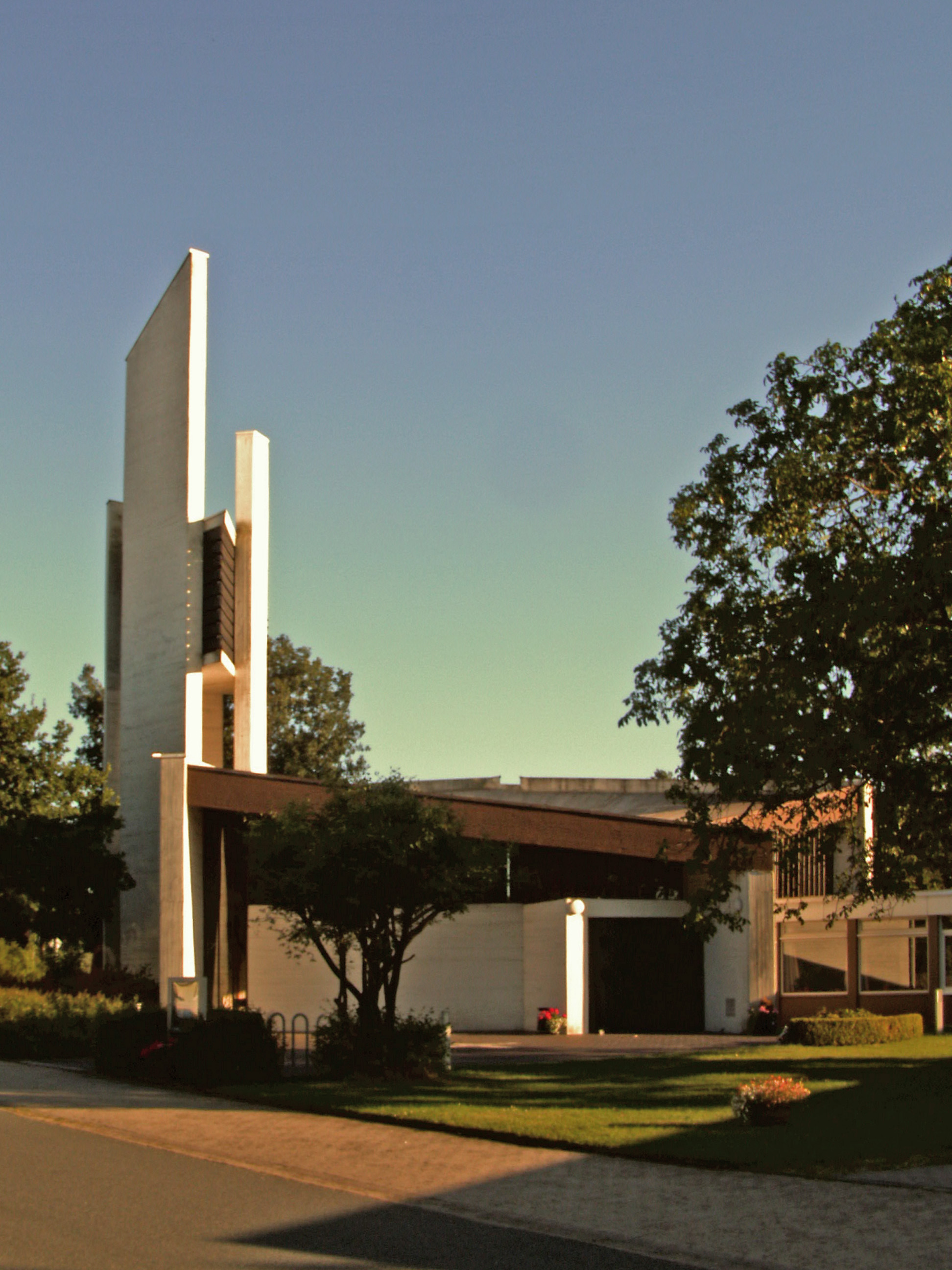
St.-Markus-Kirche in Reislingen
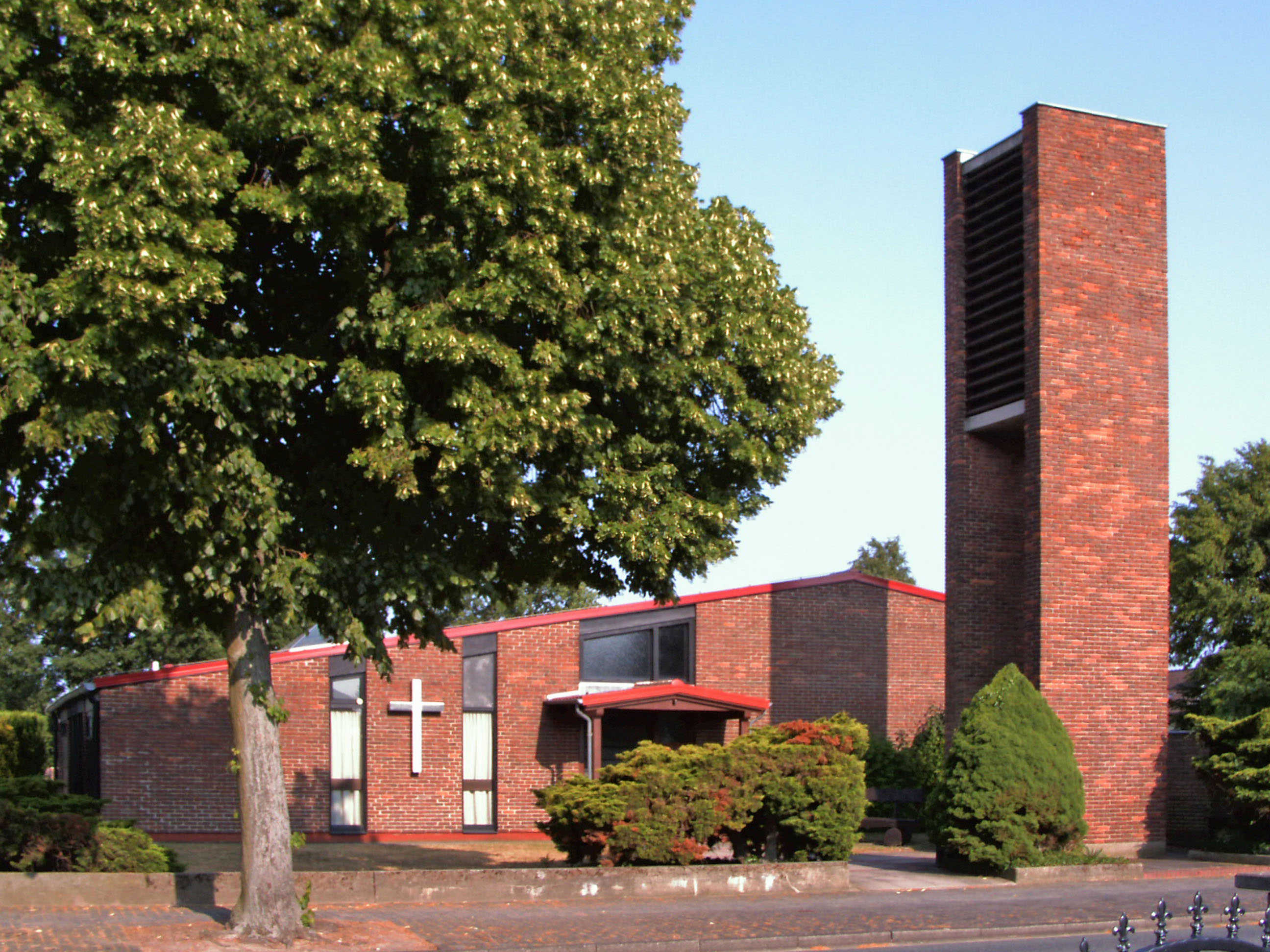
Martin-Luther-Kirche in Velstove
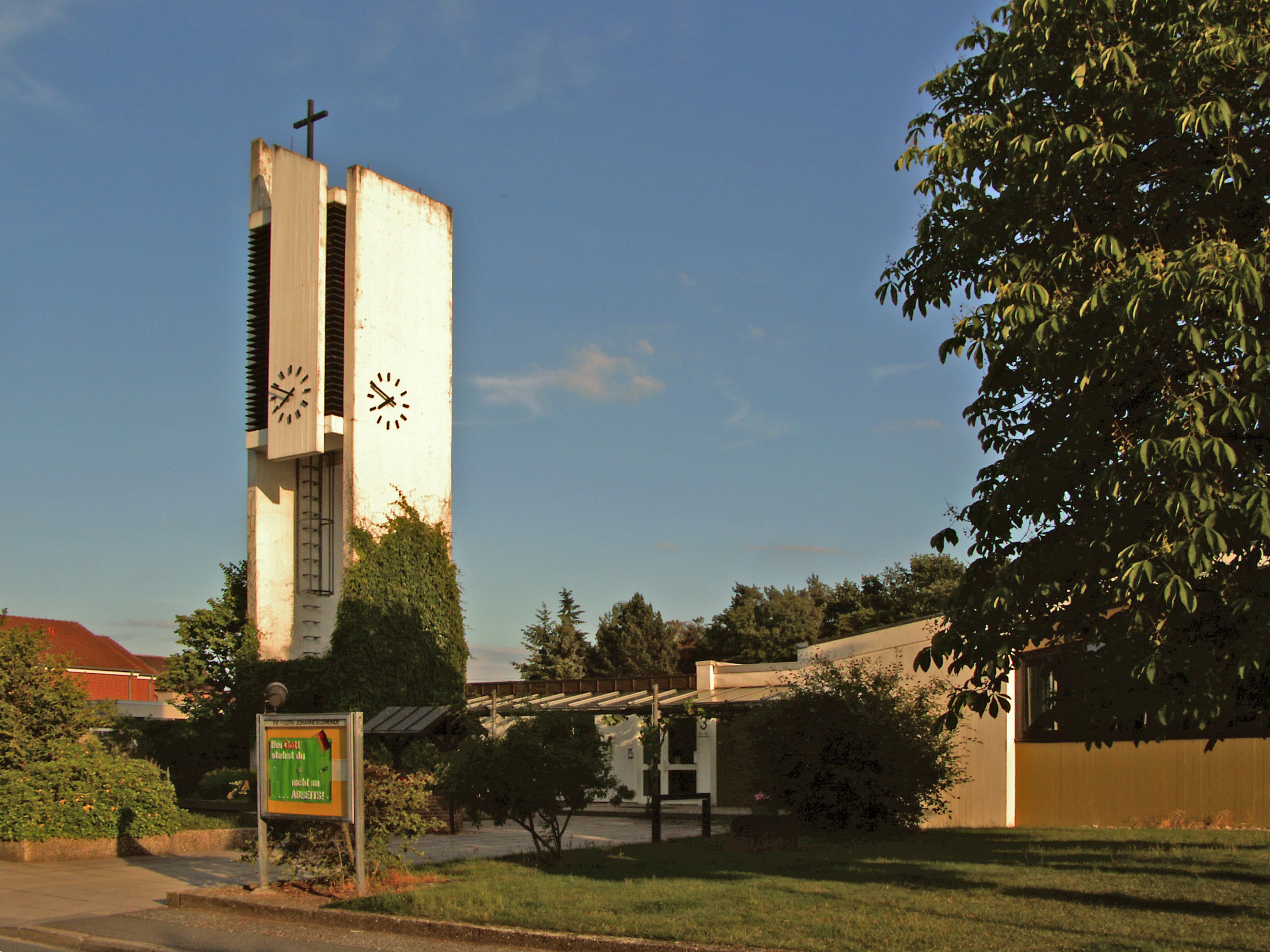
Johanneskirche in Vorsfelde
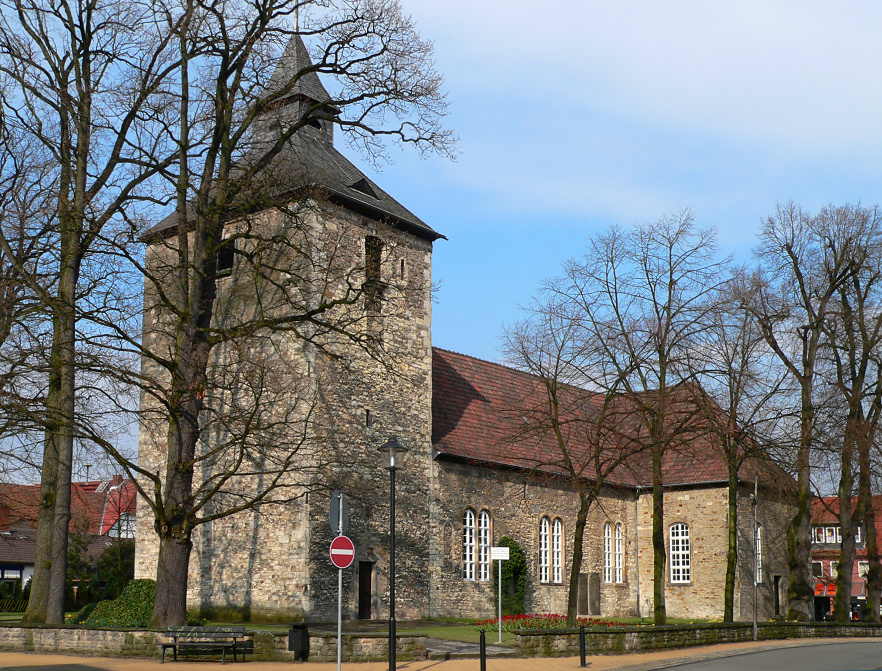
St.-Petrus-Kirche in Vorsfelde
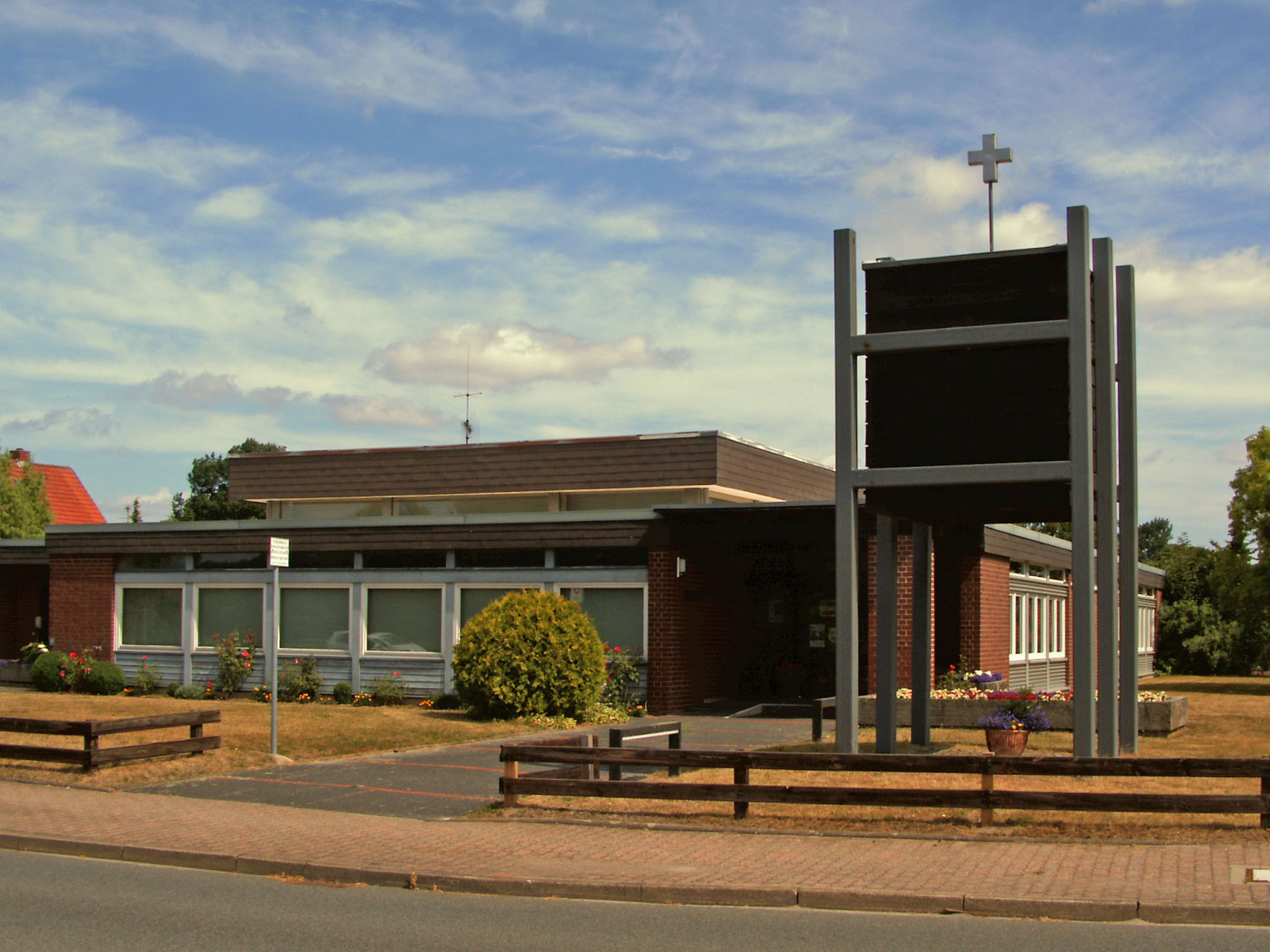
Heiliggeistkirche in Wendschott

### Wolsdorf
- St.-Johannes-Kirche (Wolsdorf)